# Doppelstockwagen

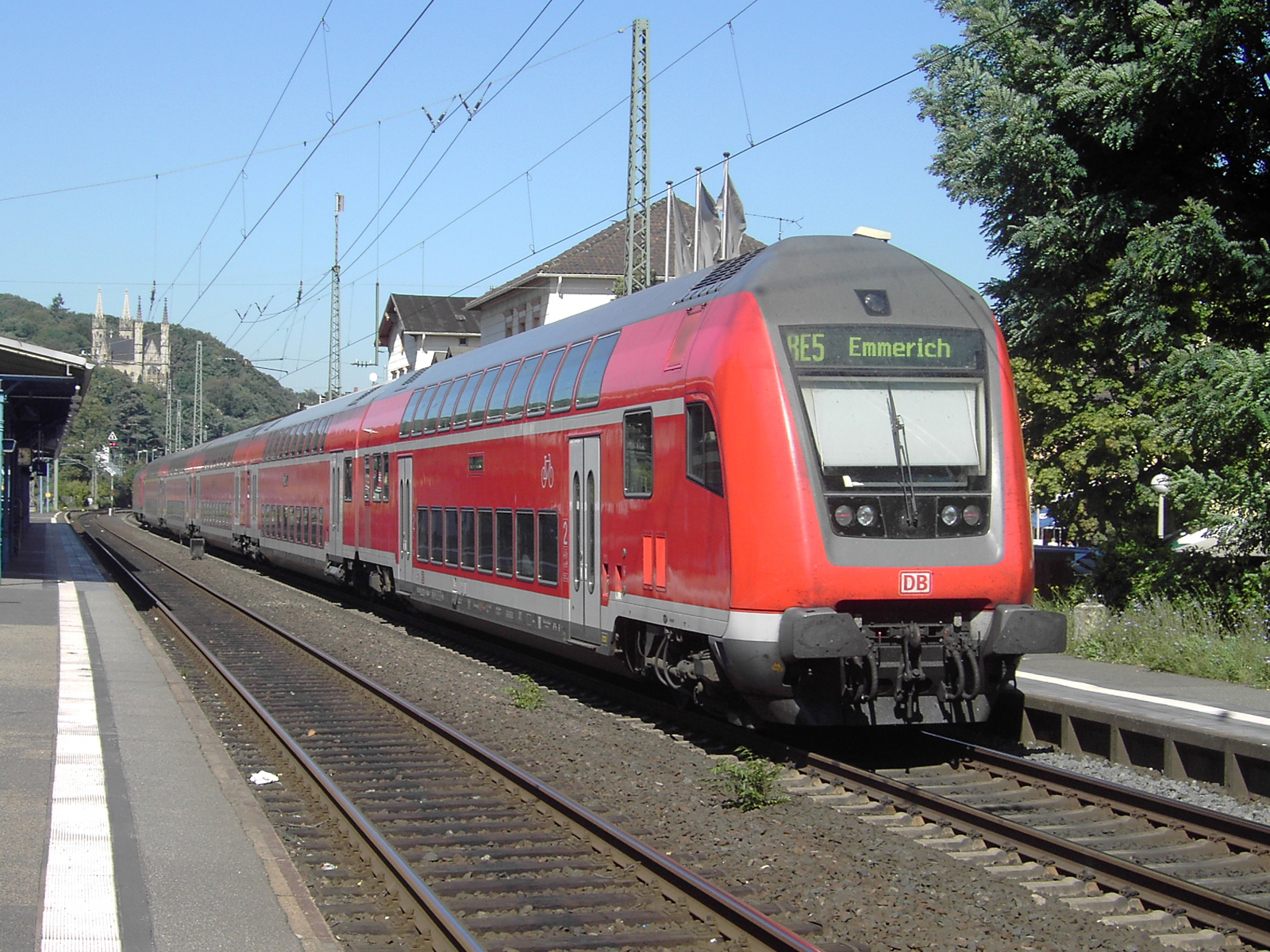
Doppelstock-Wendezug in Remagen (mit Steuerwagen der Bauart DBpbzf 765.5). Hier eingesetzt als Regional-Express 5 von Koblenz nach Emmerich

Ein Doppelstockwagen, veraltet Doppeldeckwagen oder Etage(n)wagen, umgangssprachlich auch Doppeldecker, Doppelstöcker oder kurz Dosto genannt, ist ein Eisenbahn- oder Straßenbahnwagen beziehungsweise -triebwagen mit Sitzplätzen in zwei übereinanderliegenden Ebenen. Gegenüber einstöckigen Personenwagen können Doppelstockwagen bei gleicher Länge mehr Reisende aufnehmen, was insbesondere auf kurzen Bahnsteigen die Kapazität erhöht. Die baulichen Grenzen sind durch die Fahrzeugbegrenzungslinie vorgegeben.

## Geschichte
Erste Straßenbahnwagen und Omnibusse wurden bereits früh zweistöckig gebaut, um mehr Personen befördern zu können – letztere bezeichnet man als Doppeldeckerbus. Später wurden auch doppelstöckige Oberleitungsbusse gebaut, in neuerer Zeit auch doppelstöckige Seilbahngondeln (wie beispielsweise bei der neuen Stanserhorn-Seilbahn).
Das Prinzip wurde von den Postkutschen übernommen, bei denen sich oft auf dem Dach der Kutschbock und nicht selten zusätzliche Passagiersitze befanden. So wurde bereits bei den ersten, noch mit Arbeitspferden gezogenen Personenwagen auf Schienen (Pferdebahnen) das Dach zur zusätzlichen Personenbeförderung benutzt, auf einigen Wagen waren auch feste Sitze auf dem Dach montiert. Vergleiche hierzu die Geschichte der Stockton and Darlington Railway. Im Allgemeinen bezeichnet man personenbefördernde Landfahrzeuge mit offenem Oberdeck als Decksitzwagen oder bei Pferdebahnen als Imperialwagen.

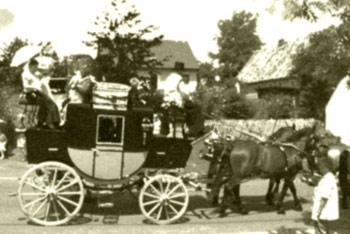
Postkutsche mit Oberdecksitzen
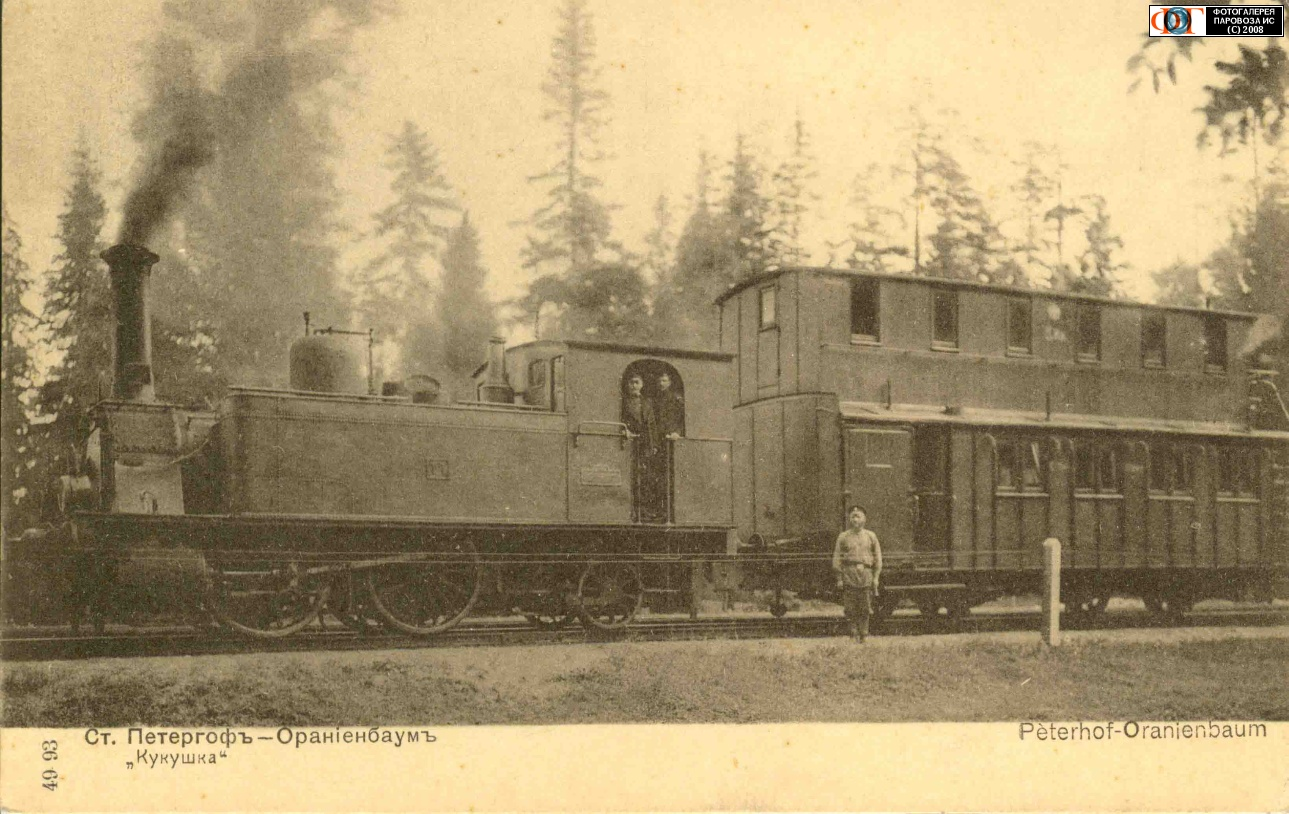
Eisenbahn St. Petersburg–Peterhof 1864
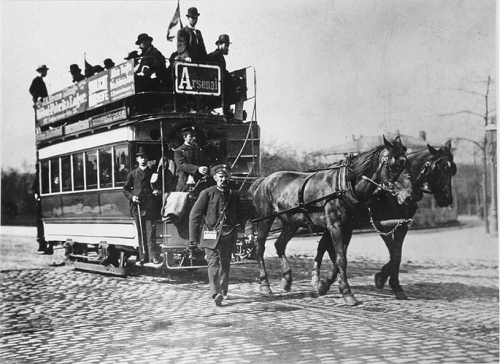
»Imperialwagen« der Dresdner Pferdestraßenbahn, ab 1872
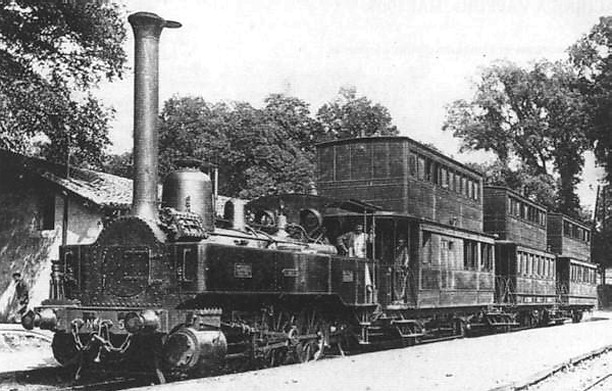
Doppelstockwagen der Bayonne–Anglet–Biarritz-Bahn 1876
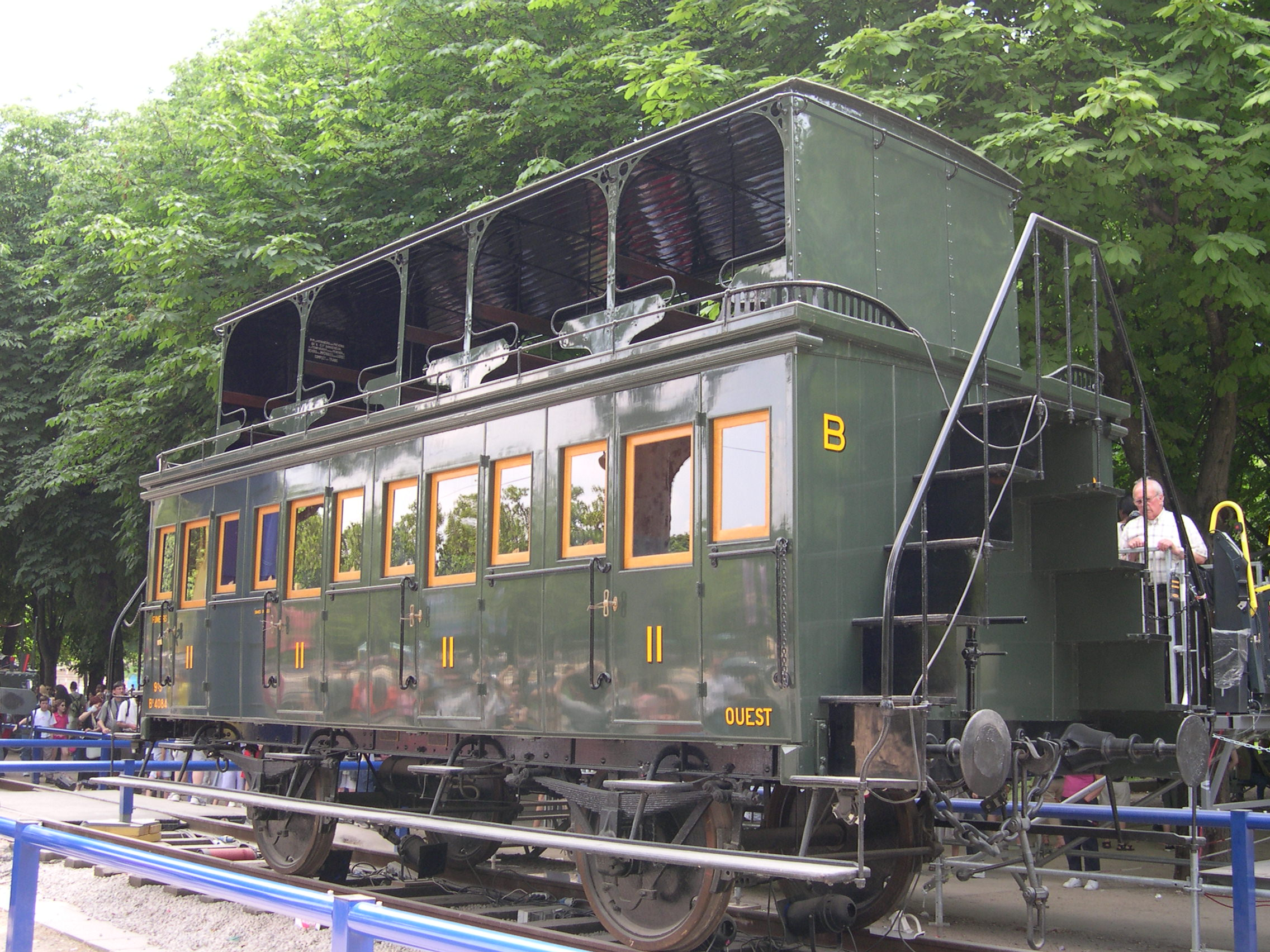
Französischer Doppelstockwagen
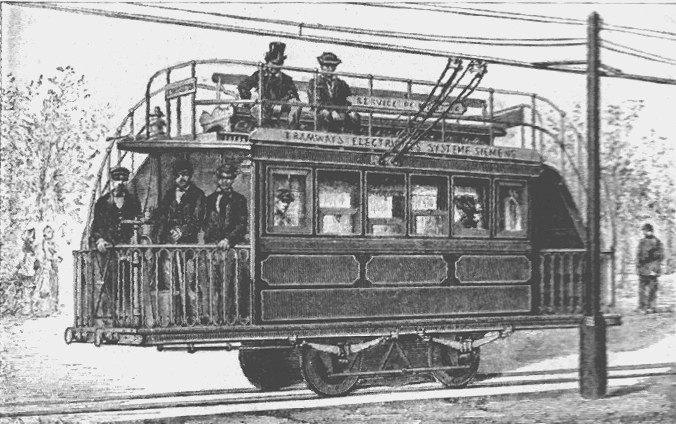
Paris: Straßenbahntriebwagen mit Oberdecksitzen 1881
Interlaken: Zug der Bödelibahn mit Lok Föhn und Doppelstockwagen
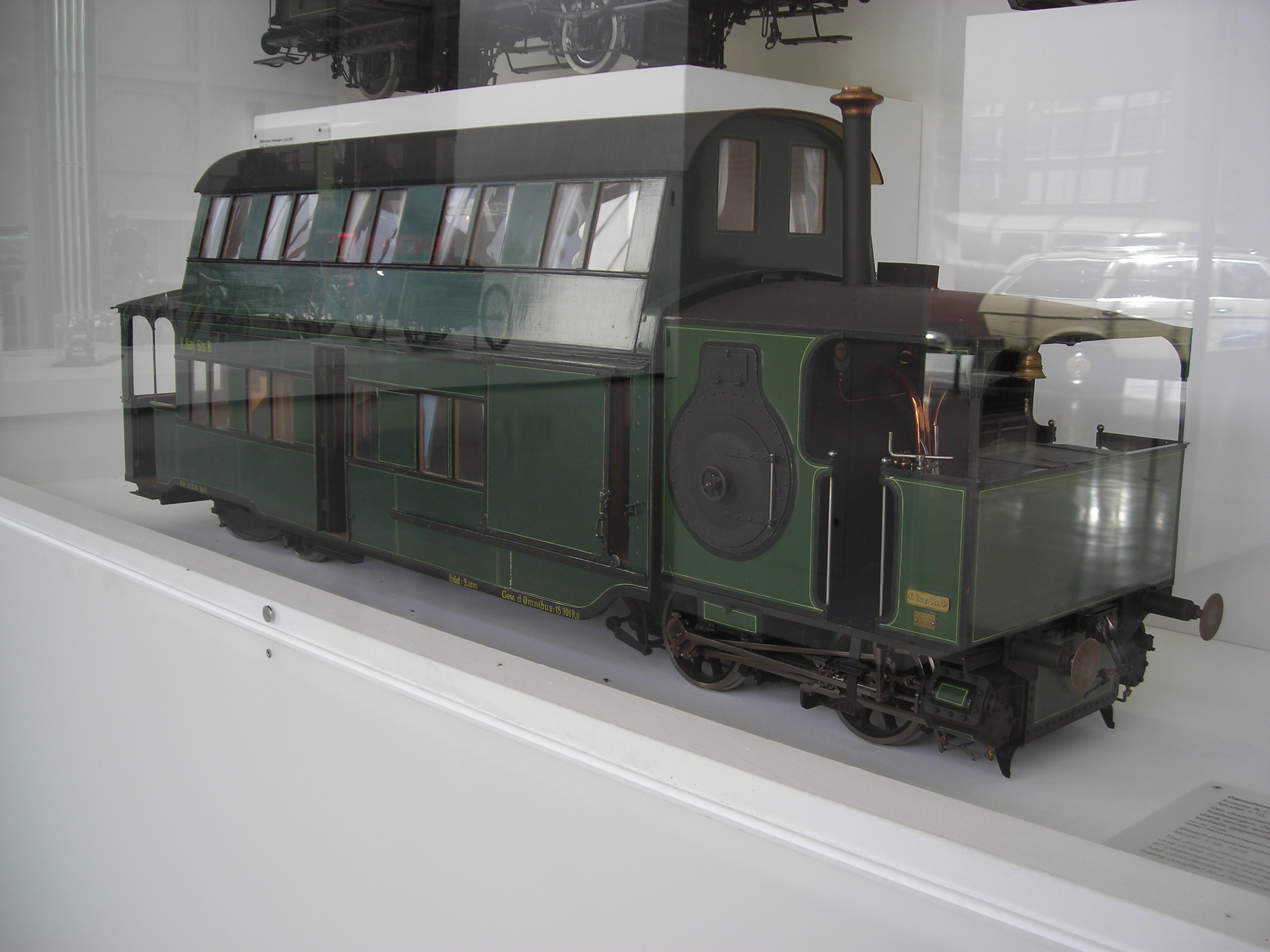
Modell eines Krauss-Dampftriebwagens 1882
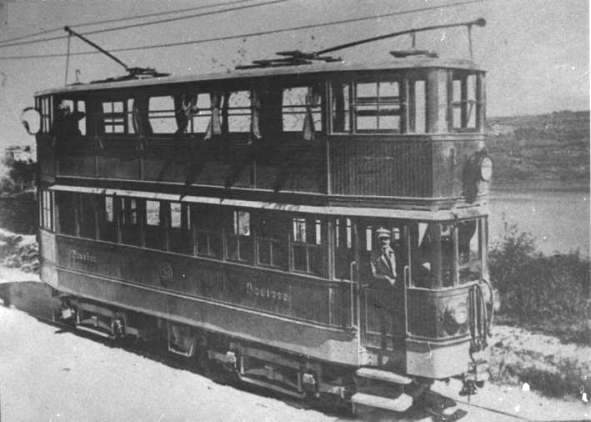
Doppelstocktriebwagen der Überlandstraßenbahn Castelli Romani, ab 1902
Doppelstockwagen der französischen Ostbahn (EST)

Für die Altona-Kieler Eisenbahn wurden bereits 1868 Doppelstockwagen geliefert. Die Wagen waren unten als Abteilwagen und oben als Durchgangswagen ausgeführt und hatten stählerne gekröpfte Längsträger. Unten fanden 50 Reisende Platz, im oberen Stock wurden 32 Plätze angeboten. Im gleichen Jahr schaffte sich die Sjaellandske Jernbaneselskab in Dänemark Doppelstockwagen an. 60 Passagiere konnten im unteren Wagenteil mitreisen, 40 im Oberdeck. 1873 führte die Staats-Eisenbahn-Gesellschaft (StEG) in Österreich ebenfalls Doppelstöcker ein. Nur ein Jahr später folgte die österreichische Nordostbahn (NOB) diesem Schritt. Zwölf Etagenwagen bestellte die Niederschlesisch-Märkische Eisenbahn 1873, die Wagen kamen aber erst 1876 zum Einsatz. Sie waren die ersten Fahrzeuge, die auf der Berliner Ringbahn eingesetzt wurden. Bei der französischen Compagnie du chemin de fer Bayonne–Anglet–Biarritz zwischen Bayonne und Biarritz wurden um 1876 doppelstöckige Personenwagen benutzt, die Wagen der Lartigue-Einschienenbahn Feurs-Panissières in Frankreich von 1895 hatten offene Sitzplätze auf dem Dach, die mit Drahtkäfigen gesichert waren. Auch die französische Staatsbahn (ETAT) und die französische Ostbahn (EST) setzten ab 1879 Doppelstockwagen ein. Ab 1883 wurden Doppelstock-Dampftriebwagen populär. Zu den ersten Bahngesellschaften, von denen sie eingesetzt wurden, zählen die Hessische Ludwigsbahn und die Königlich Bayerische Staats-Eisenbahnen.

## Deutschland

### Vorortverkehr von Hamburg und Berlin
Im 19. Jahrhundert wurden im Hamburger und Berliner Vorortverkehr Doppelstockwagen eingesetzt, beispielsweise ab 1867 auf der Altona-Blankeneser Eisenbahn oder ab 1878 auf der Görlitzer Bahn zwischen Berlin und Grünau. Aufgrund der Entwicklung hin zu elektrischen Triebzügen wurden diese Doppelstockwagen nicht beibehalten.

### LBE-Wagen

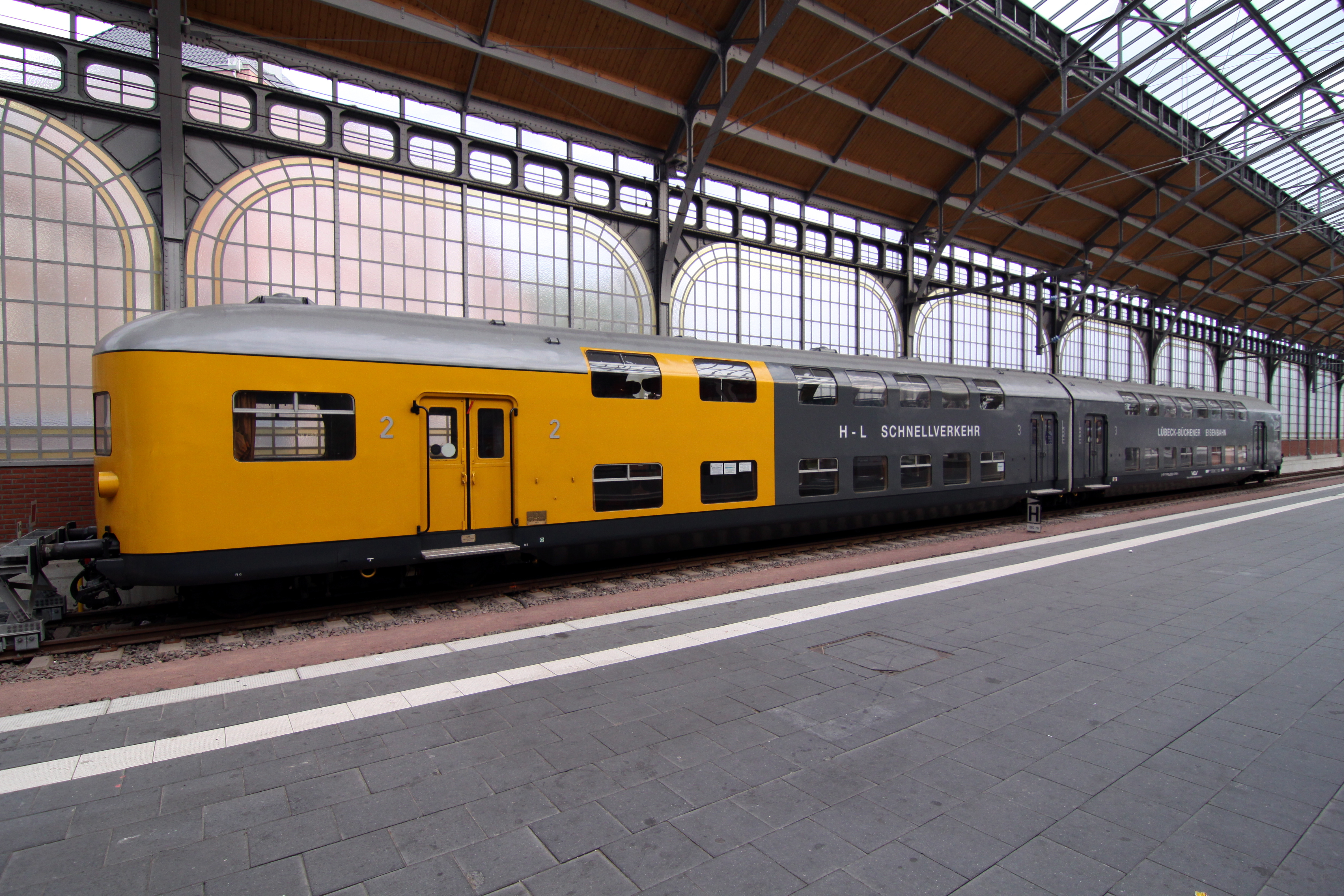
Doppelstock-Stromlinienwendezugeinheit LBE-DW 8

Die ersten modernen Eisenbahn-Doppelstockwagen wurden in Deutschland ab Mai 1936 von der Lübeck-Büchener Eisenbahn (LBE) im sogenannten Schnellverkehr auf der Strecke Hamburg–Lübeck–Travemünde Strand eingesetzt. Sie waren bereits damals als Wendezüge mit Steuerwagenabteil, automatischen Scharfenbergkupplungen sowie als Doppeleinheiten mit einem gemeinsamen Jakobsdrehgestell ausgestattet. Nach erfolgreichem Betrieb mit zunächst einer Einheit wurden sechs weitere Doppelstockwagen gleichzeitig von den Firmen WUMAG in Görlitz und Linke-Hofmann-Lauchhammer AG in Breslau gebaut. Die mit dem Zug verwendeten Dampflokomotiven LBE Nr. 1 bis 3 waren Schnellverkehrs-Tenderlokomotiven mit Stromlinienverkleidung, die vom anderen Zugende aus vom Lokführer ferngesteuert werden konnten.
Die LBE-Doppelstockwagen hatten Abteile der zweiten und dritten Klasse, wobei die Abteile der zweiten Klasse außen mit gelber Farbgebung gegenüber dem Graugrün an den übrigen Abteilen gekennzeichnet waren. Sowohl in der zweiten als auch in der dritten Klasse waren die Sitze gepolstert; die Wagen hatten Klimaanlagen. Größeres Gepäck wurde beim Einsteigen von Pagen abgenommen, im Gepäckabteil verstaut und beim Verlassen des Wagens wieder ausgehändigt. Als die LBE am 1. Januar 1938 in der Deutschen Reichsbahn aufging, wurden die Doppelstockwagen mit übernommen. Der Schnellverkehr zwischen Hamburg und Lübeck wurde dann nicht mehr im Wendezugbetrieb, sondern im normalen Zugdienst betrieben. Auch die Klimaanlagen wurden nicht weiter betrieben.

### Breitspurbahn

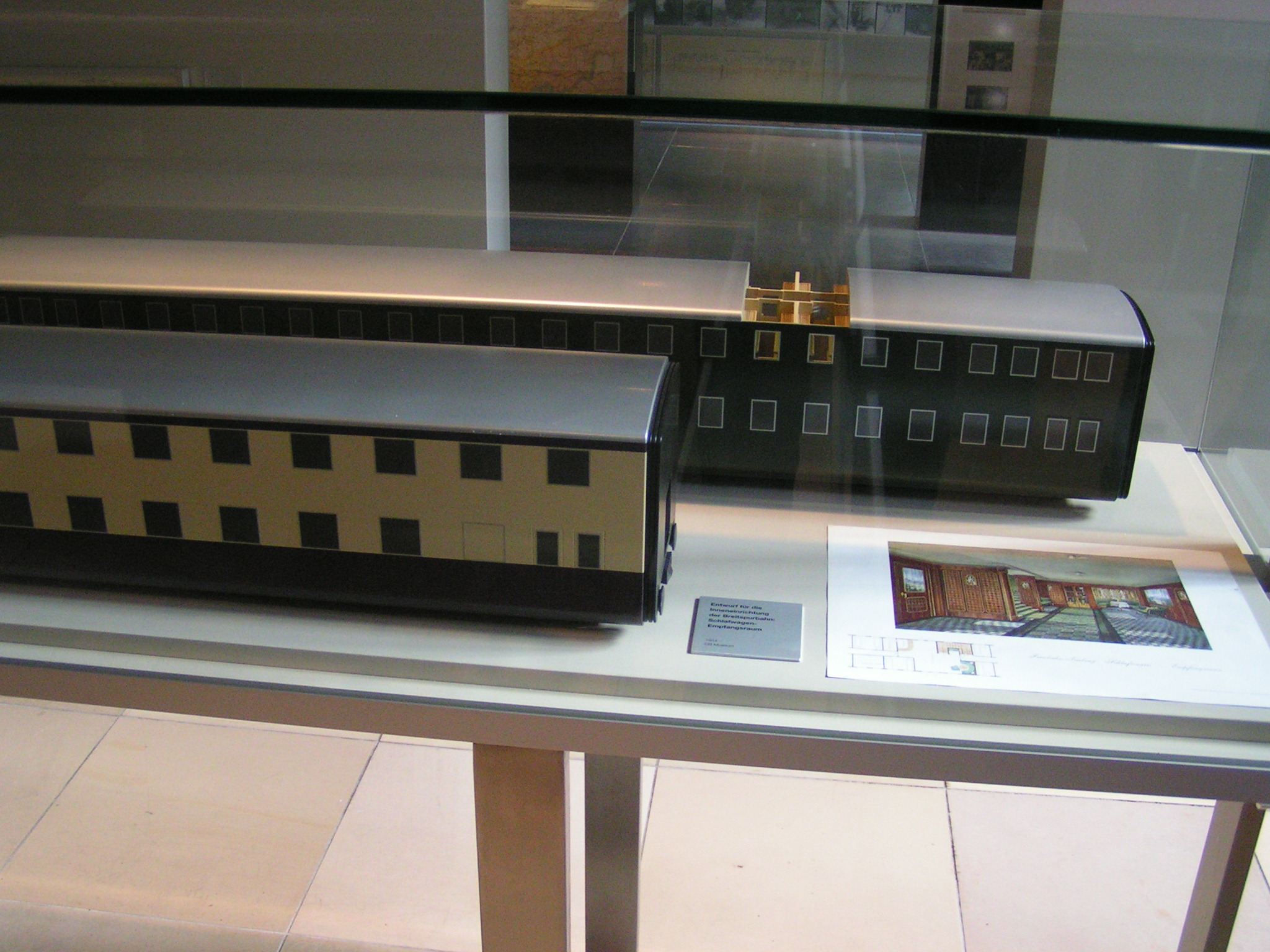
Modelle der doppelstöckigen Breitspurwagen im DB-Museum

Im Mai 1942 wurden Reichsbahn und Reichsverkehrsministerium von Adolf Hitler mit der Entwicklung einer Breitspurbahn beauftragt. Für den Personenverkehr waren doppelstöckige Wagen in äußerst luxuriöser Bauweise vorgesehen. Das Projekt scheiterte schließlich im Mai 1945 bei Kriegsende in der Planung.

### Deutsche Bundesbahn
Nach dem Zweiten Weltkrieg setzte die Deutsche Bundesbahn die ehemaligen LBE-Doppelstockwagen wieder auf der Stammstrecke Hamburg–Lübeck im Eilzugverkehr ein. Mit Wiedereinführung des Wendezugbetriebes ab Mai 1959 wurden diese LBE-Wagen wieder als Steuerwagen mit einer vorgespannten Diesellokomotive des Typs Baureihe V 200 verwendet. Nach Ausmusterung von vier Wagen liefen die restlichen vier Doppeldecker als Verstärkungswagen im Wendezugbetrieb Hamburg–Lübeck. Trotz ihrer geringen Stückzahl und des damit verbundenen Unterhaltungsaufwands hielten sich die Wagen wegen ihres großen Platzangebotes auf der Strecke Hamburg–Lübeck bis zum September 1977 und wurden 1978 ausgemustert. Nach über 25 Jahren fahren auf dieser Strecke seit 2006 aber inzwischen wieder moderne Doppelstockwagen.
Anfang der 1950er Jahre entwickelte die Bundesbahn sechs Prototypen für neue Doppelstockeinzelwagen mit 22,4 und 26,4 Meter Länge und eingezogenen Endeinstiegen am Wagenende sowie einem Mitteleinstieg im unteren Bereich. Gebaut wurden drei 22,4 Meter lange Wagen mit der Gattungsbezeichnung DBC4üpwe-50 (später DAByg 548) mit Gepäckabteil, DC4üpwe-50 (später DByg 546) und DCR4üpwe-50 mit Speiseraum und Küche (später DByg 547) mit Ganzfenstern. Da sich das Buffetabteil nicht bewährt hatte, wurde es später ausgebaut, auch erhielten die Wagen 1955 UIC-Übersetzfenster. Drei weitere Prototypen erhielten die spätere UIC-Standardlänge von 26,4 Metern. Auch hier wurde je ein DC4ümg, DBC4ümg und ein DBCRümg (der ebenfalls später das Speiseabteil verlor) gebaut. Die Wagen wurden überwiegend in Eilzügen in Nordrhein-Westfalen, u. a. auf der Eifelbahn eingesetzt. Bei diesen sechs Prototypen ist es bei der DB geblieben. Alle Wagen waren zunächst stahlblau gestrichen, 1955 erfolgte ein Anstrich in Flaschengrün, 1967 schließlich in Chromoxidgrün. Für den neuen Fernzug Rheingold entstanden 1962 je fünf teilweise doppelstöckige Speise- und Aussichtswagen. Bei den Speisewagen diente der obere Teil als Vorratsraum; in den Aussichtswagen befanden sich unter der Aussichtskanzel Post- und Gepäckräume.
1989 verkehrten probeweise einzelne S-Bahnen mit niederländischen Doppelstockwagen über die S-Bahn-Stammstrecke München. Gleichwohl die Erprobung zufriedenstellend verlief, wurde insbesondere aufgrund zu langer Fahrgastwechselzeiten im Berufsverkehr von einem S-Bahn-Einsatz abgesehen.

### Deutsche Reichsbahn

#### Mehrteilige Doppelstockeinheiten

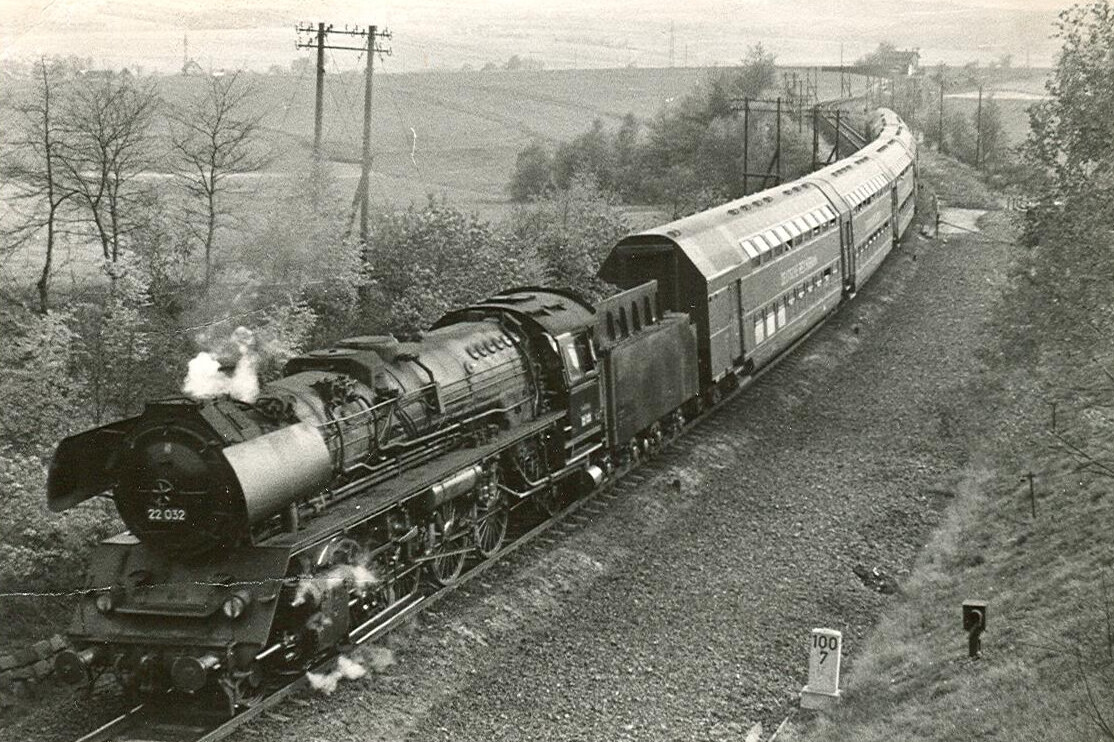
Doppelstockgliederzug DGB 12 (1957): kurze Zwischenwagen mit Einstiegsräumen über den Drehgestellen, Mittelwagen zwischen diesen schwebend aufgehängt

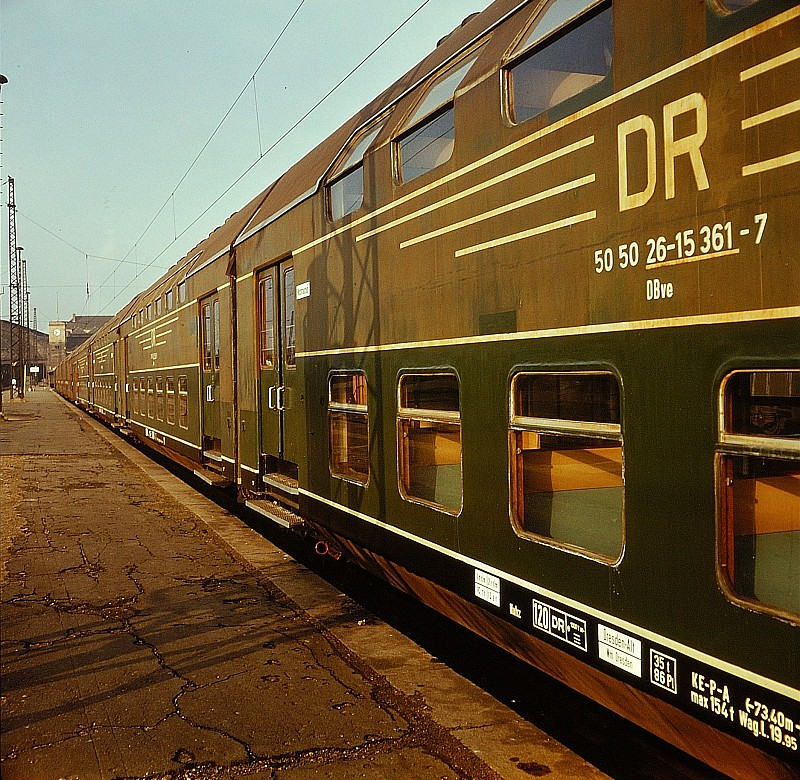
Vierteiliger Leichtbau-Doppelstockgelenkzug mit Jakobsdrehgestellen im Jahr 1972

In der DDR entwickelte 1952 der VEB Waggonbau Görlitz (ehemals Waggon- und Maschinenbau AG (WUMAG)) für die Deutsche Reichsbahn auf den LBE-Fahrzeugen aufbauende zwei- und vierteilige Doppelstockzüge. Von den 39,9 Meter langen und 76 Tonnen schweren Zweiteilern DB7, später DBz, lieferte Görlitz 1955 nur zwölf Einheiten aus. Sie verfügten über 228 Sitz- und 210 Stehplätze. Die vierteiligen 73,4 Meter langen DB13, später DBv, waren mit 152 Exemplaren im Betriebsmittelpark der DR vertreten. Sie boten insgesamt 906 Fahrgästen Platz. Zwei- und vierteilige Einheiten waren fast identisch, bei den zweiteiligen fehlten nur die Mittelwagen.
Wie bei den LBE-Wagen lagen je zwei einzelne Wagen auf einem Jakobsdrehgestell auf, die Türen befanden sich über den Drehgestellen. Aus Achslastgründen insbesondere beim Einsatz auf Nebenbahnen waren die Jakobsdrehgestelle im Gegensatz zu denen der LBE-Wagen dreiachsig. Der Wagenkasten war in selbsttragender Ganzstahl-Leichtbauweise ausgeführt. Lauftechnisch waren die Fahrzeuge für 120 km/h ausgelegt, bremstechnisch betrug die zulässige Geschwindigkeit anfangs 100 km/h. Die Einheiten wurden mit Hildebrand-Knorr-Personenzugbremse geliefert, wegen des hohen Anteils der Reisenden an der Gesamtmasse von Anfang an mit automatischer Lastabbremsung (Hik-GP-A). Die Wagen hatten beidseitig zwei Doppeltüren mit einer lichten Breite von 1,5 Metern im einstöckigen Bereich über den Drehgestellen. In den Endwagen befanden sich im einstöckigen Bereich auch eine Toilette und ein Dienstabteil. Innentüren zwischen Einstiegs- und Fahrgasträumen wurden bei den zwei- und vierteiligen Einheiten nicht vorgesehen. Die Fenster im Oberstock waren geteilt, der untere, senkrechte Teil konnte mit einer Kurbel geöffnet werden. Bei den übrigen Fenstern war das obere Drittel nach innen klappbar. Die Sitzplatzanordnung betrug 2+3 bei halbhohen Rückenlehnen, bei der Abschaffung der dritten Wagenklasse wurden die Fahrzeuge in die zweite Klasse umgestuft. Der Übergang zwischen den Wagen war mit Faltenbälgen geschützt. Ein großer Teil der Lieferung hatte vom Werk aus nur Dampfheizung, die elektrische Heizung wurde später nachgerüstet. Einstiegs- und Übergangstüren waren mit Stangenschlössern ausgerüstet.
Die Vierteiler wurden auch in großen Stückzahlen an weitere Eisenbahnen des RGW geliefert und sind zum Teil dort noch im Einsatz, so etwa bei der polnischen PKP und der rumänischen CFR, die einige Einheiten aufwendig modernisierte (klimatisiert und behindertengerecht).

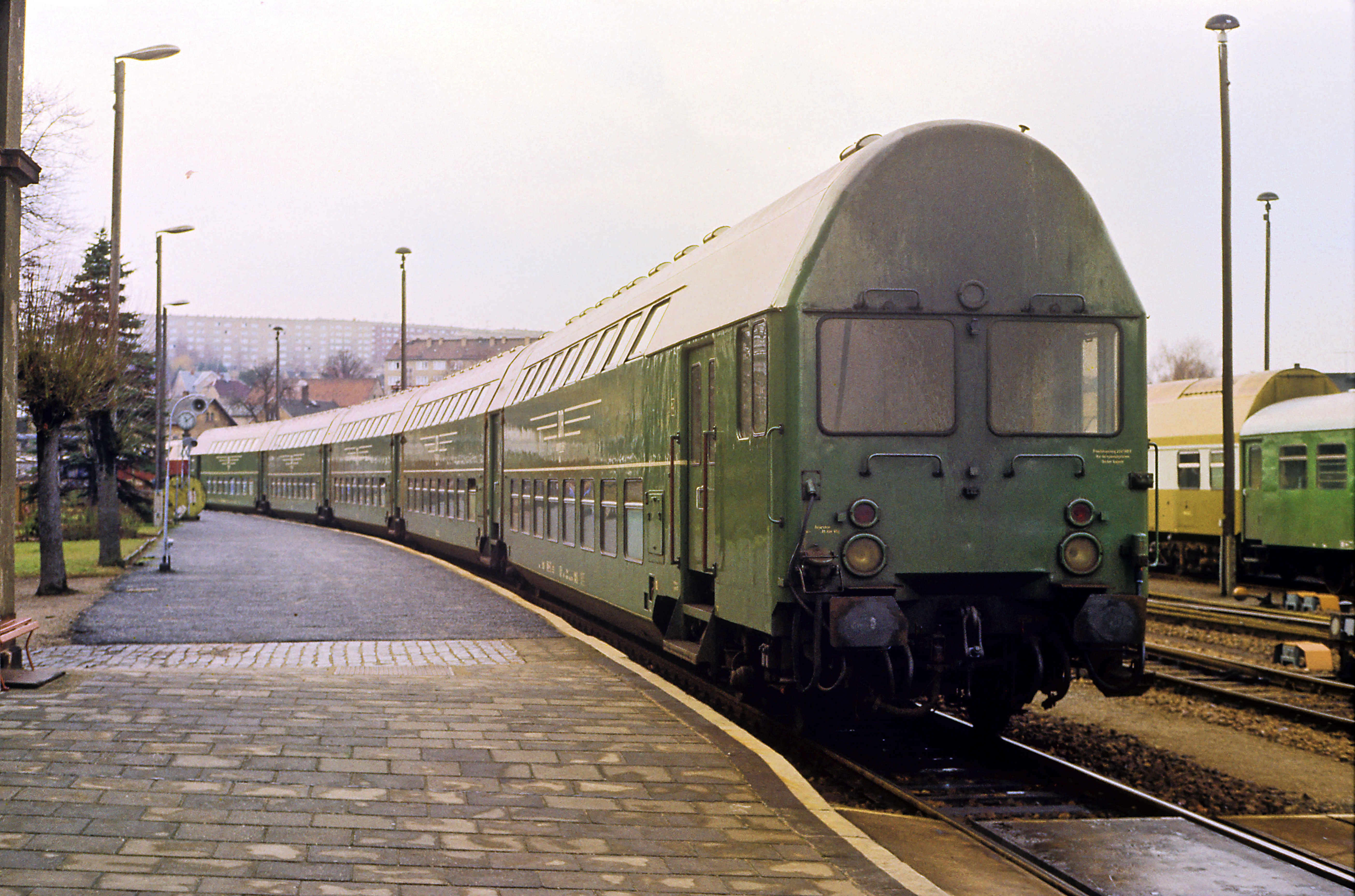
Fünfteiliger Doppelstockgliederzug Bauart 1971

Ab 1957 wurden fünfteilige Doppelstockgliederzüge (DGB[e]) geliefert, bei denen die End- und Mittelwagen durch kurze Zwischenwagen (DGZ), die sich auf den Drehgestellen abstützten, verbunden waren. Die Zwischenwagen enthielten dabei die Einstiegsräume und wurden durch Lenkerstangen zwischen den benachbarten Wagen sowohl vertikal als auch horizontal winkelhalbierend geführt. Zwischen den Einstiegs- und den Fahrgasträumen gab es im Unterstock Schiebe- und im Oberstock zweiflügelige Pendeltüren. Die Toiletten befanden sich unter den Treppen zum Oberstock, damit fielen sie etwas beengt aus. Insgesamt wurden 33 Einheiten geliefert. Diese Fernverkehrsvariante mit hochliegenden Übergängen wurde um fünf doppelstöckige Buffet-DGR und passende Gepäckwagen DDg[e] ergänzt. Diese Gepäckwagen waren jedoch trotz ihrer Dachform und der hochliegenden Übergänge nur einstöckig. Die Wagenkästen der Mittel- und Endwagen waren selbsttragende Konstruktionen aus dünnwandigen Abkantprofilen. Die Rohre im Fahrgastraum, an denen die Sitzgestelle und Gepäckraufen befestigt waren, gehörten als Aussteifung zur tragenden Struktur. Im Oberstock gab es eine markante Stufe zwischen Mittelgang und Abteilen. Problematisch war trotz Leichtbau die Achsfahrmasse bei hoher Besetzung. Erreichte diese 200 Prozent, überschritt die Achsfahrmasse der Zwischenwagen auch die auf Hauptbahnen zulässigen Werte. Die Doppelstockgliederzüge hatten ebenfalls die Hildebrand-Knorr-Bremse Hik-GP-A.
1961 erfolgte wiederum eine Lieferung vierteiliger Doppelstockzüge, die äußerlich der Bauart von 1952 bis 1955 glichen, deren Wagenkästen aber nach dem Leichtbauprinzip der Doppelstockgliederzüge konstruiert waren. Damit sank die Fahrzeugmasse der vierteiligen Einheit von 145 auf 131 Tonnen. Auch die Sitzbauart und -teilung (2+2 mit hohen Lehnen) entsprach der der Gliederzüge, der Fußboden war jedoch auch im Oberstock eben. Eine veränderte Raumaufteilung an den Enden der Einheit ermöglichte die Unterbringung zweier Toiletten und eines kleinen Dienstabteils. Ab der Bauart 1961 wurden alle Doppelstockfahrzeuge mit Knorr-Bremse mit Einheitswirkung (KE-GP-A) geliefert. Damit betrug die zulässige Geschwindigkeit 115 km/h, nach einigen Jahren wurde sie auf 120 km/h heraufgesetzt. Die Geschwindigkeitserhöhung betraf auch die Fahrzeuge aus den Lieferjahren 1952 bis 1955.
Ab 1970 begann der Bau 31 fünfteiliger Doppelstockgliederzüge (DGBgq[e] mit Wendezugsteuerabteil, DGBgu[e] nur mit Steuerleitung) für den Einsatz im Ballungsraum-Nahverkehr, wobei sich der Wagenübergang am Nicht-Führerstandsende auf der normalen Fußbodenhöhe befand. Um Achslastüberschreitungen zu vermeiden und die Fahrzeuge freizügig einsetzbar zu machen, wurden die End- und Mittelwagen um je ein Abteil verkürzt. Erstmals lagen die Fenster im Oberstock vollständig in der Dachschräge, sie konnten nach oben geöffnet werden. Die Endwagen waren für den Einbau der automatischen Mittelpufferkupplung vorbereitet. Die Treppen zum Unterstock wurden nur noch einseitig vorgesehen, die Toilettenräume befanden sich an Stelle der entfallenen Treppen. Die Türen zwischen Einstiegs- und Fahrgasträumen entsprachen denen der Bauart 1957. Diese Einheiten wurden im Chemiearbeiterverkehr im Großraum Halle/Saale, im Schnellverkehr Leipzig–Halle, im Sputnik-Verkehr auf dem Berliner Außenring und bei den S-Bahnen von Dresden, Leipzig, Halle und Magdeburg eingesetzt. Sie liefen auf Drehgestellen der Bauart Görlitz VI-Do-K. Die Einstiegstüren wurden mit Kiekert-Schlössern verriegelt, wodurch die Türgriffe asymmetrisch ausfielen. Erstmals wurde eine Türschließeinrichtung eingebaut, jedoch in der Regel nicht genutzt.
Die letzten vierteiligen Einheiten mit Jakobsdrehgestellen wurden 1971 geliefert. Diese erhielten ebenfalls ein Wendezugsteuerabteil, der Einstiegsraum dahinter war als Dienstabteil durch Türen vom Fahrgastraum abgetrennt. In der Folge wurden auch ältere Einheiten mit einem Steuerabteil ausgerüstet, ebenso wurden verschlissene Türen mit Stangenschlössern durch solche in Sandwichbauweise mit Kiekert-Schlössern ersetzt.
Ausgemustert wurden die Doppelstock- und Doppelstockgliederzüge in Deutschland bis 1995. Die Doppelstockgliederzüge von 1957 schieden wegen ihrer abweichenden Bauart mit den hochliegenden Übergängen schon Anfang der 1980er Jahre aus, nachdem sie schon zehn Jahre zuvor aus dem hochwertigen Dienst zurückgezogen worden waren. Weil man nicht mehr aufarbeitungswürdige Mittelwagen schon vorher ausmusterte, liefen in den letzten Jahren auch drei- und vierteilige Doppelstock- und Doppelstockgliederzüge.

#### Doppelstock-Einzelwagen

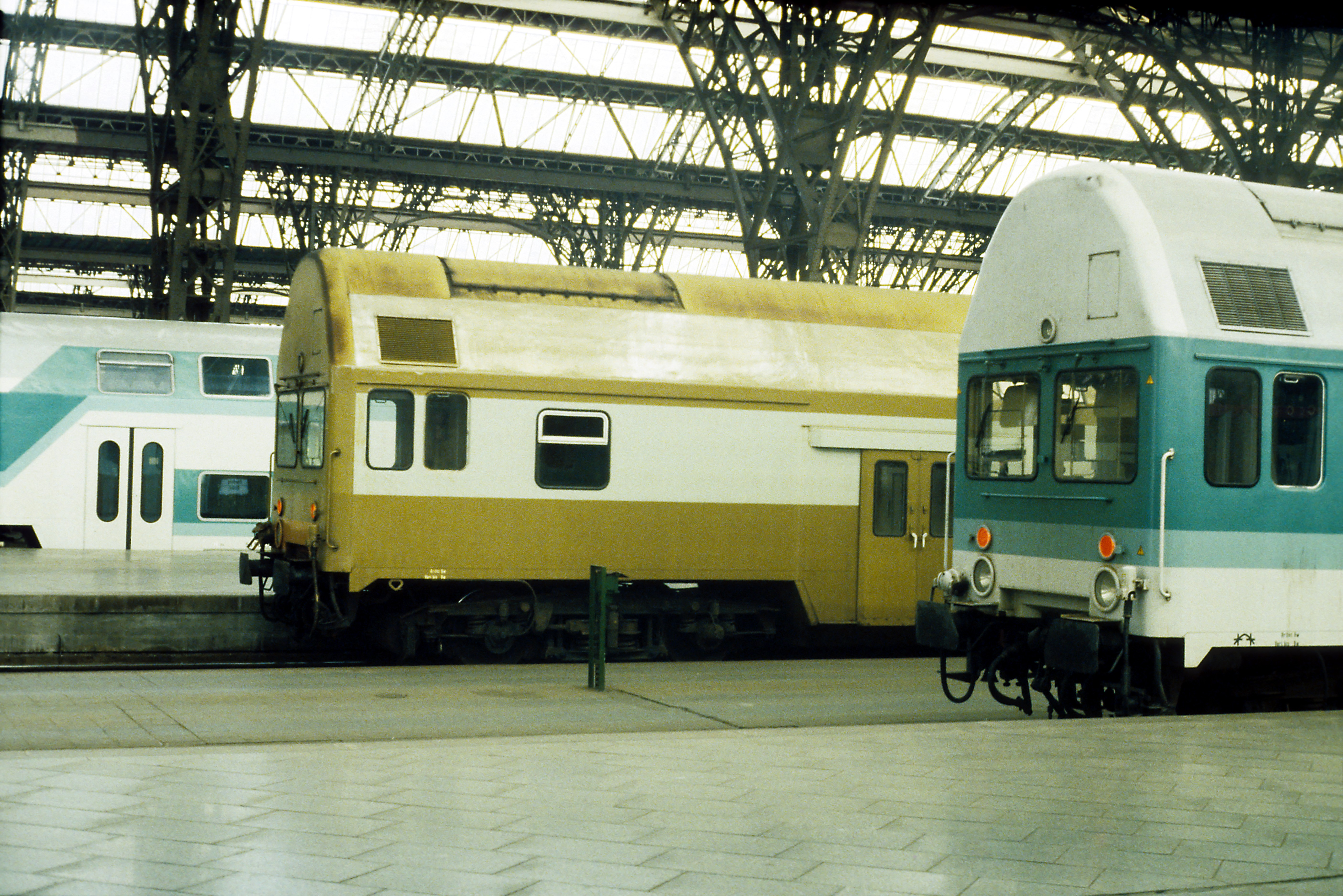
Doppelstock-Einzelwagen, Führerstände in Ursprungsausführung

1974 begann der Bau von Doppelstock-Einzelwagen, nachdem zwei Musterwagen schon 1972 gebaut worden waren. Konstruktiv bauten diese vom Hersteller Doppelstock-Standard-Sitzwagen genannten Fahrzeuge auf den Doppelstockgliederzügen von 1970 auf. Sie hatten aber den Einstieg im Unter- statt wie früher im höher gelegenen Zwischenstock, was das Benutzen mit Traglasten wesentlich erleichterte und bei einer Bahnsteighöhe von 550 Millimetern einen stufenlosen Einstieg gewährleistete. Durch den Einbau außenlaufender Schiebetüren konnte man auf Türtaschen verzichten und die Kastenkonstruktion vereinfachen. Der Übergang befindet sich auch hier auf normaler Wagenbodenhöhe wie bei einstöckigen Wagen, was das freizügige Kuppeln mit anderen Durchgangswagen ermöglichte. Diese Wagen wurden zum Vorläufer der heutigen Doppelstockwagen mit Niederflureinstieg. Von dieser Bauart lieferte Görlitz 672 Wagen, darunter 100 Steuerwagen. Ab 1986 wurden die Neubaufahrzeuge mit Scheibenbremsen ausgeliefert. Die Doppelstockeinzelwagen sind auch heute noch in mehrfach umgebauter Form in den S-Bahn-Netzen und Regionalbahnlinien vorwiegend in den neuen Bundesländern im Einsatz.
Eingesetzt wurden die Doppelstockwagen vor allem im S-Bahn- und Vorortverkehr. Im Volksmund wurden sie Wendeei genannt. Aufgrund der ab 1979 eingeführten beige-braunen Farbgebung der Doppelstock-Einzelwagen (davor waren die Wagen dunkelgrün lackiert) war auch die Bezeichnung Senftopf üblich. In diesen Farben wurden bereits die Baumuster geliefert, sie hatten allerdings blau lackierte Türen. Diese sollten den Reisenden das Auffinden der Einstiege erleichtern. Die Wagen für den Berliner Vorortverkehr wurden im damals aktuellen »Hauptstadtanstrich« weinrot-elfenbein geliefert. Nach umfangreichen Modernisierungen ab 1992 sind die Wagen weiterhin im Einsatz. Sie erhielten zusätzliche Fenster, im geschlossenen Zustand außenwandbündige Schwenkschiebetüren und eine völlig neue Inneneinrichtung. Die Steuerwagen wurden in gleicher Weise umgebaut, auf der Wagenseite hinter dem Führerstand wurden Erste-Klasse-Abteile eingebaut. Ab 1997 erhielten etliche Steuerwagen moderne GFK-Köpfe.

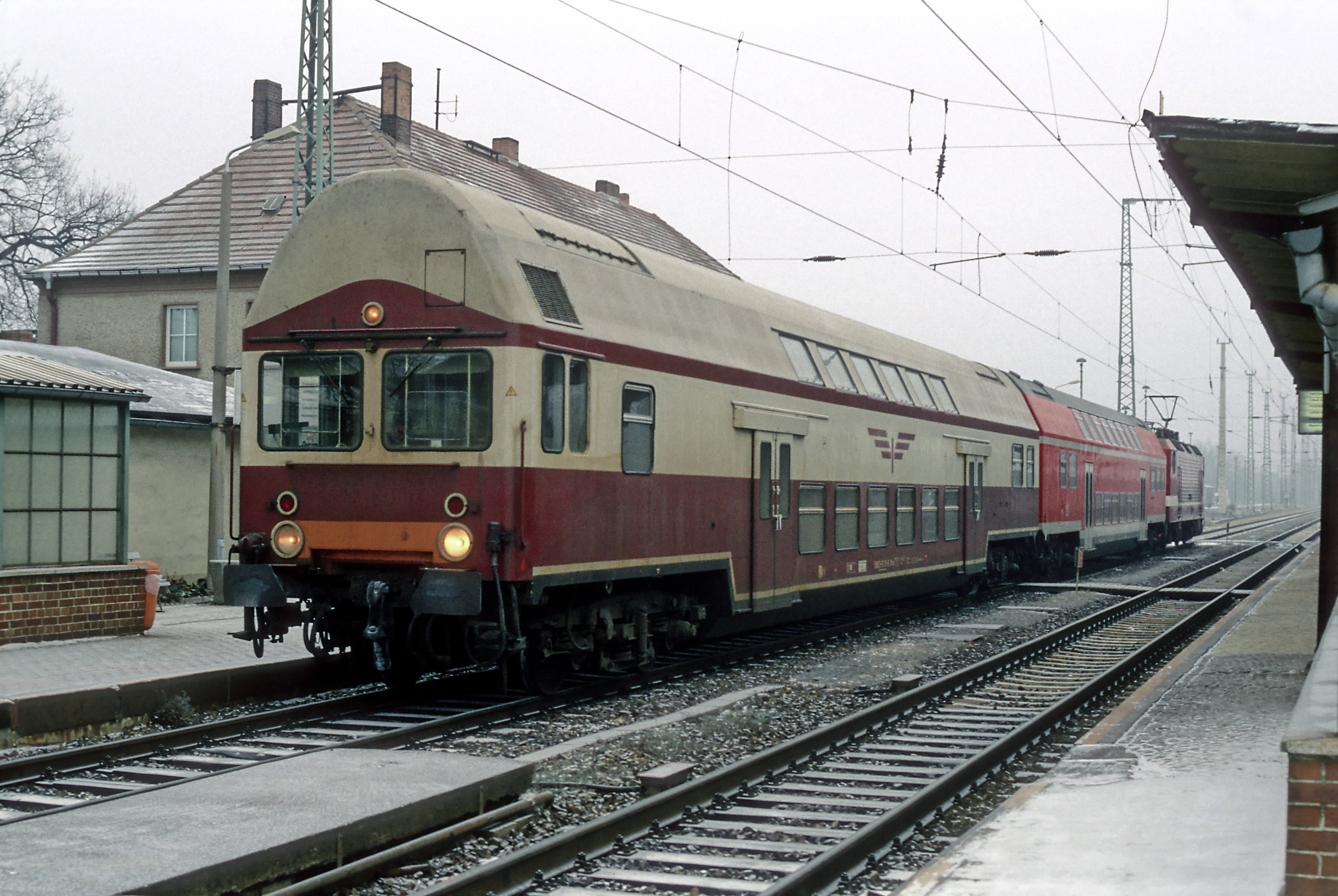
Doppelstocksteuerwagen im 1986 eingeführten Sonderanstrich für Berlin
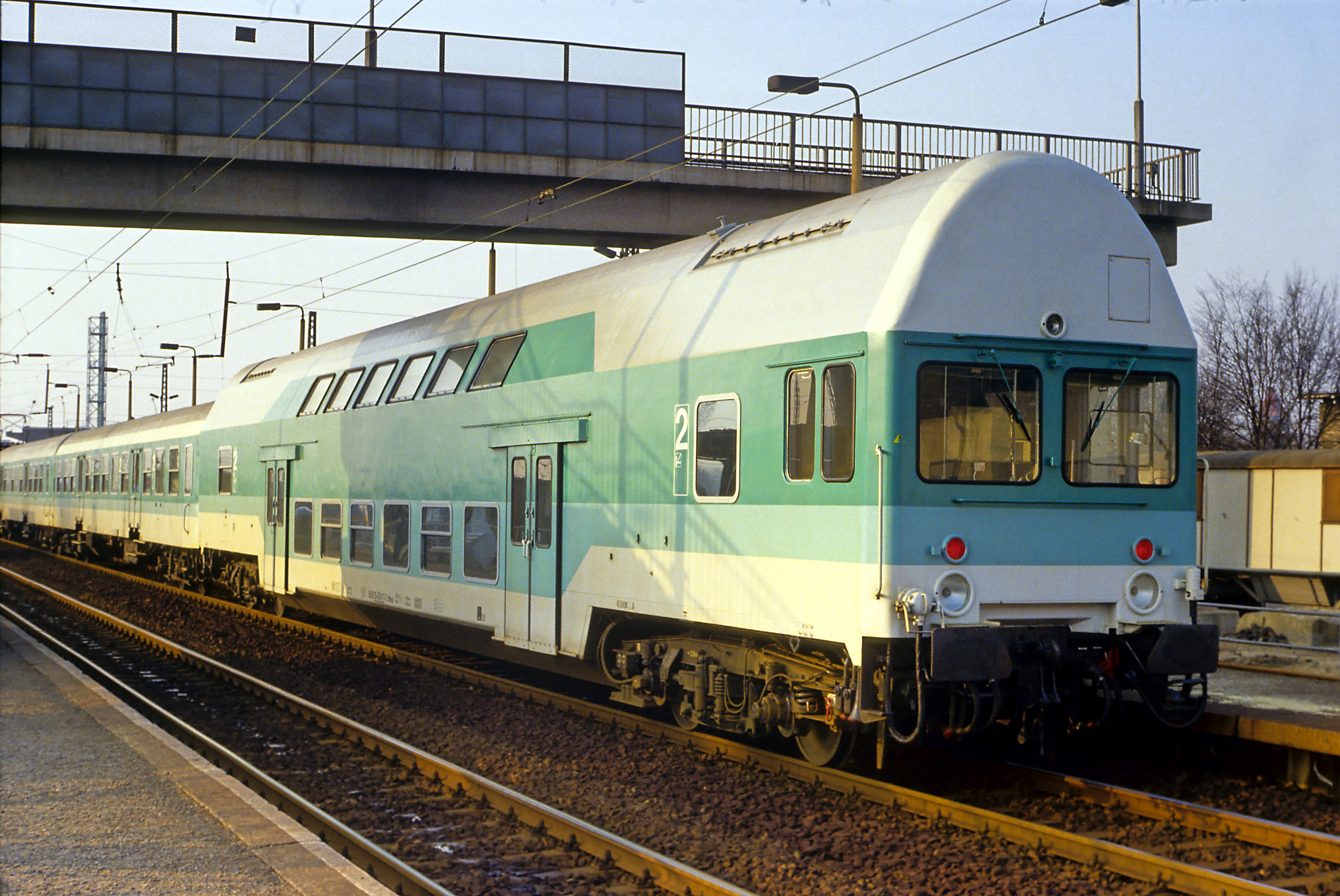
Prototyp der ersten Modernisierungsstufe
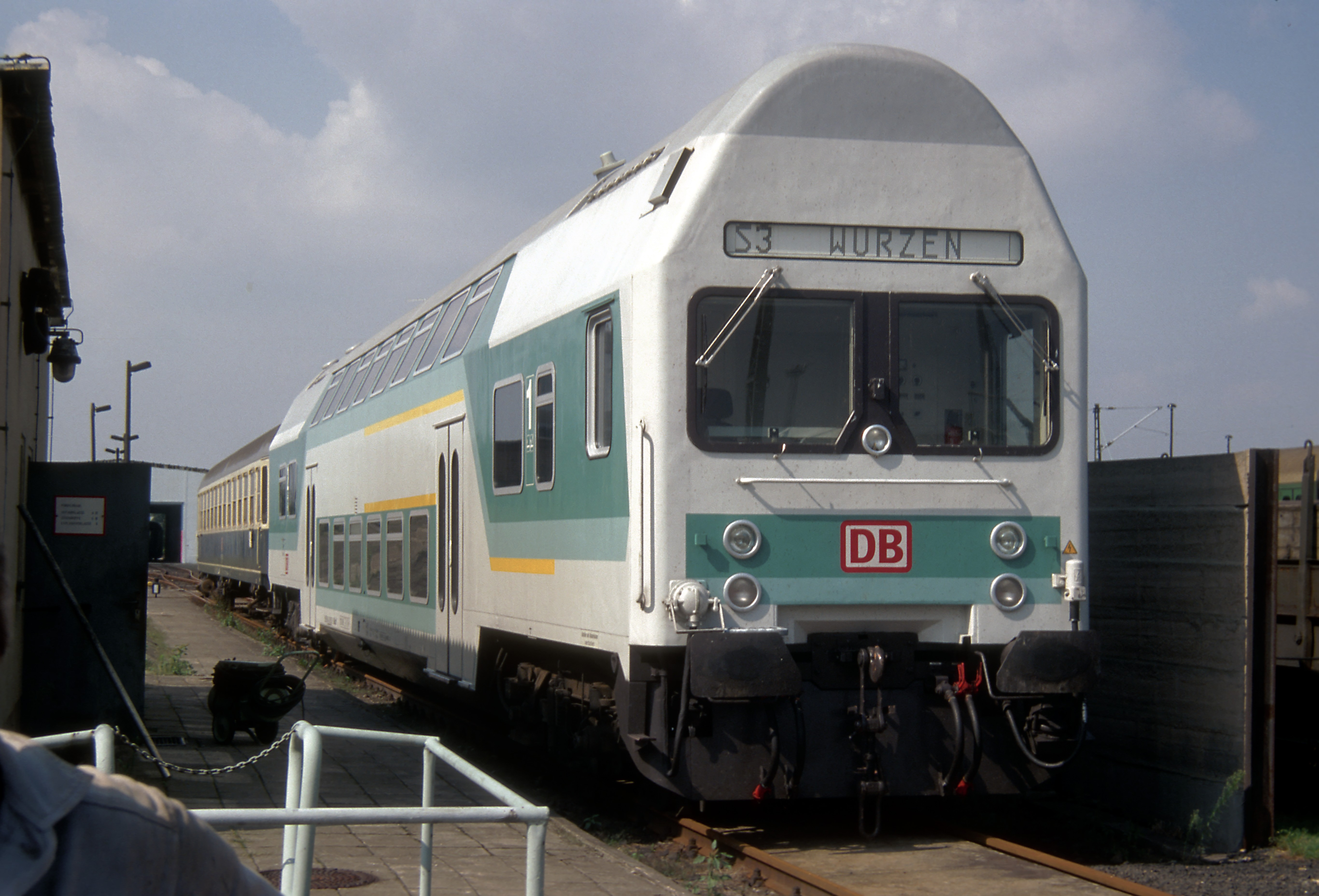
Zweite Modernisierungsstufe mit alter Kopfform (DABbuzfa 777)
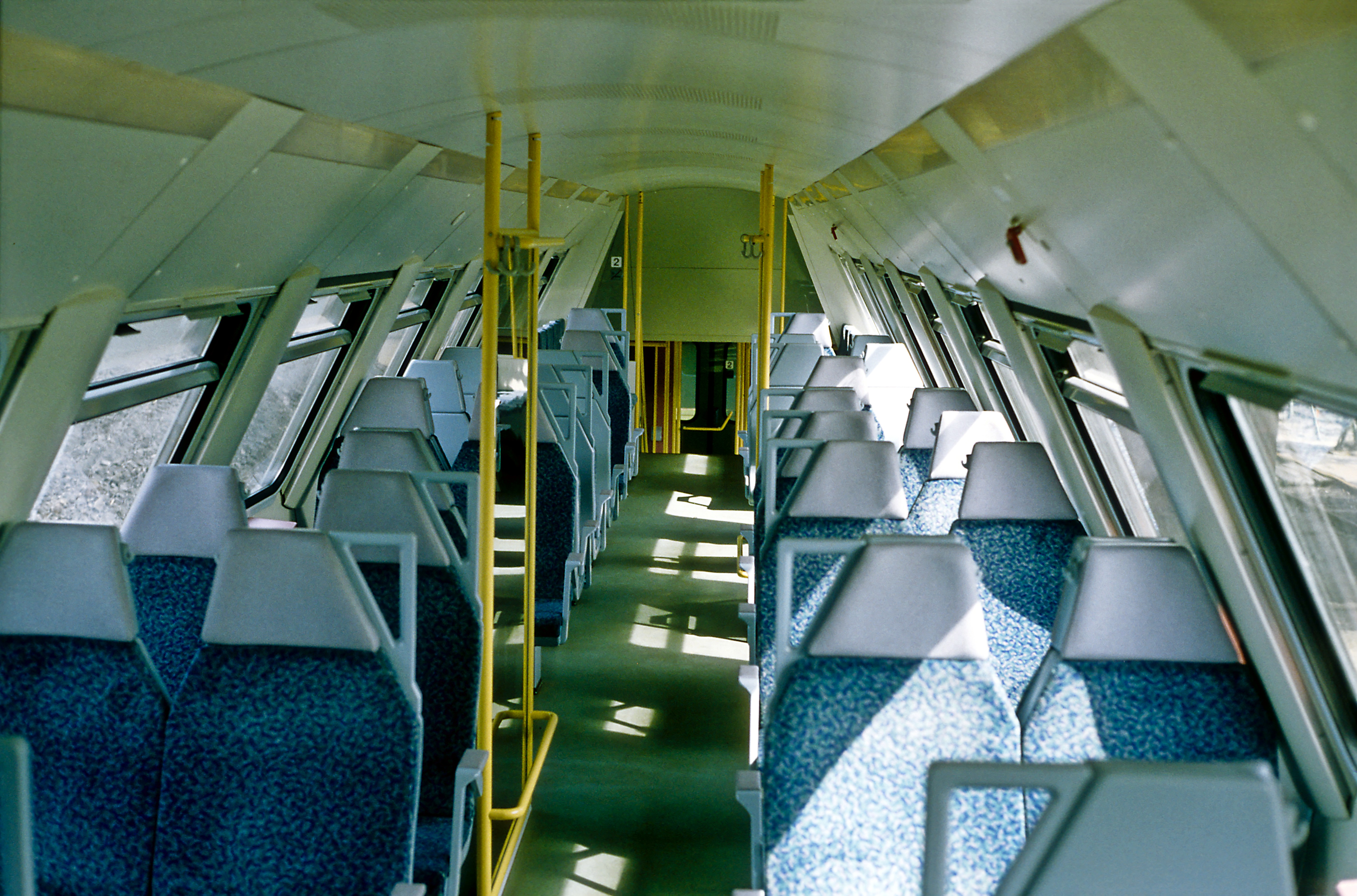
Oberstock (zweite Modernisierungsstufe)
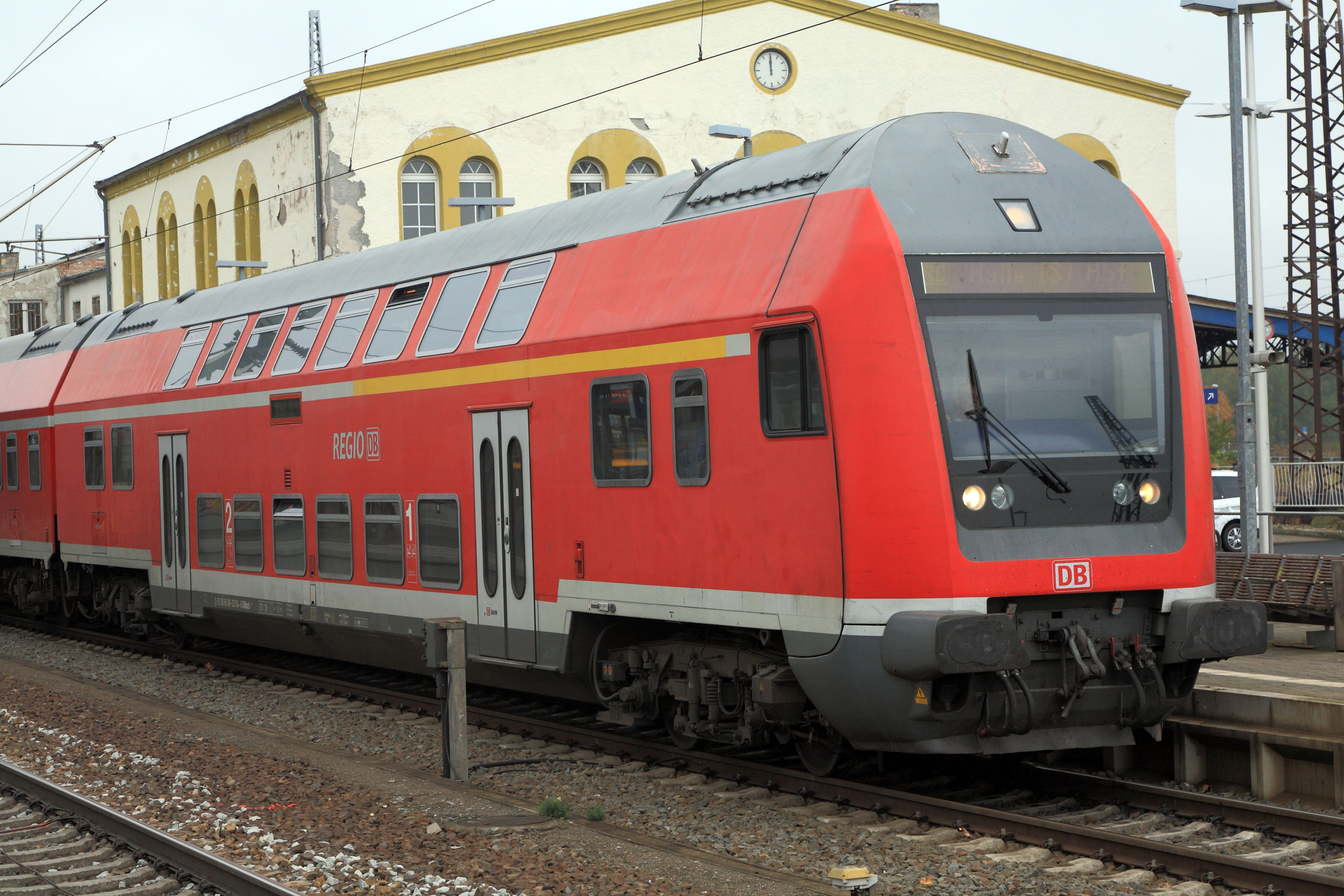
Zweite Modernisierungsstufe mit neuer Kopfform (DABbuzfa 778)

### Deutsche Bahn

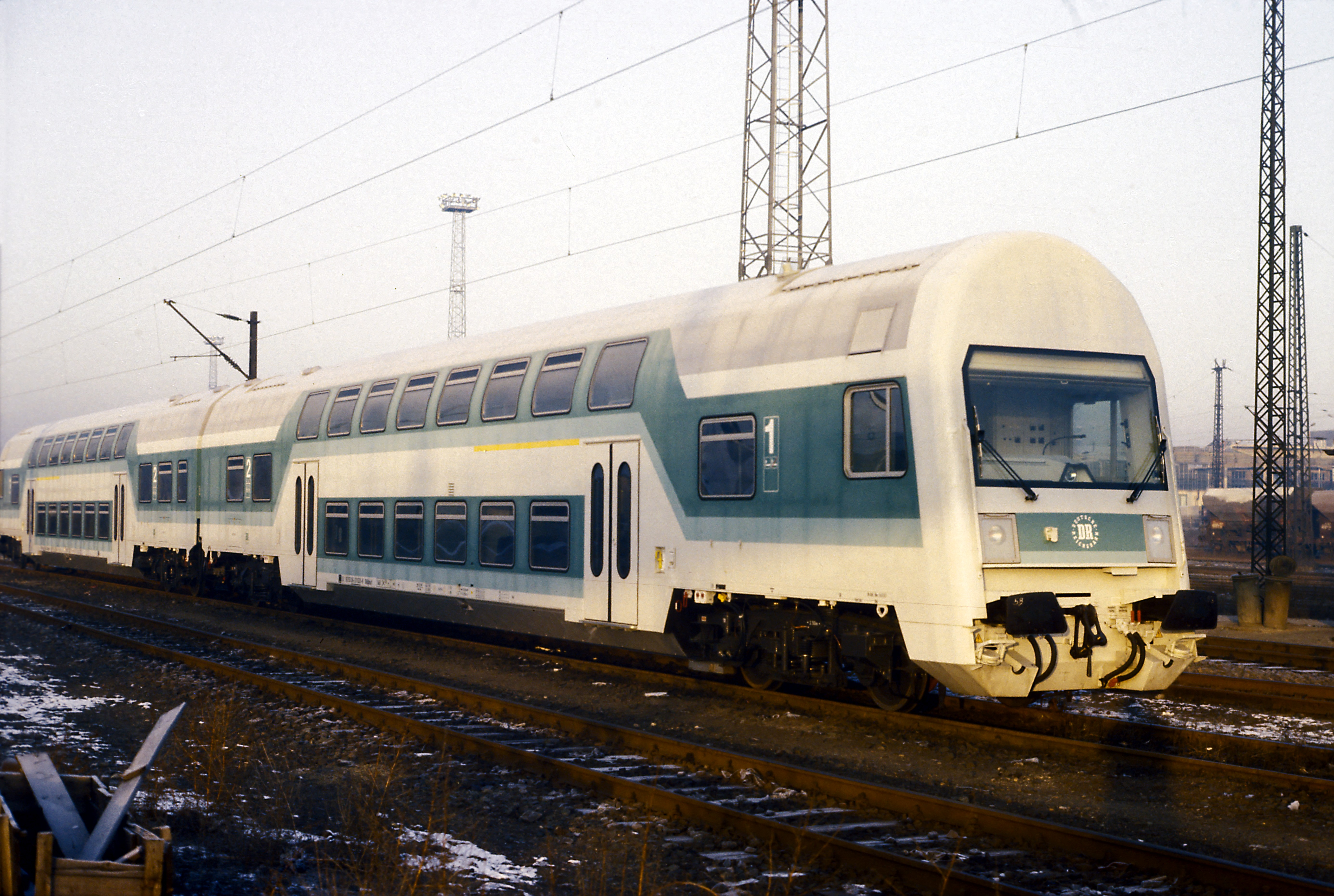
Doppelstocksteuerwagen (Bauart DABgbuzf 760) bei Auslieferung, Januar 1992 im Bahnhof Engelsdorf

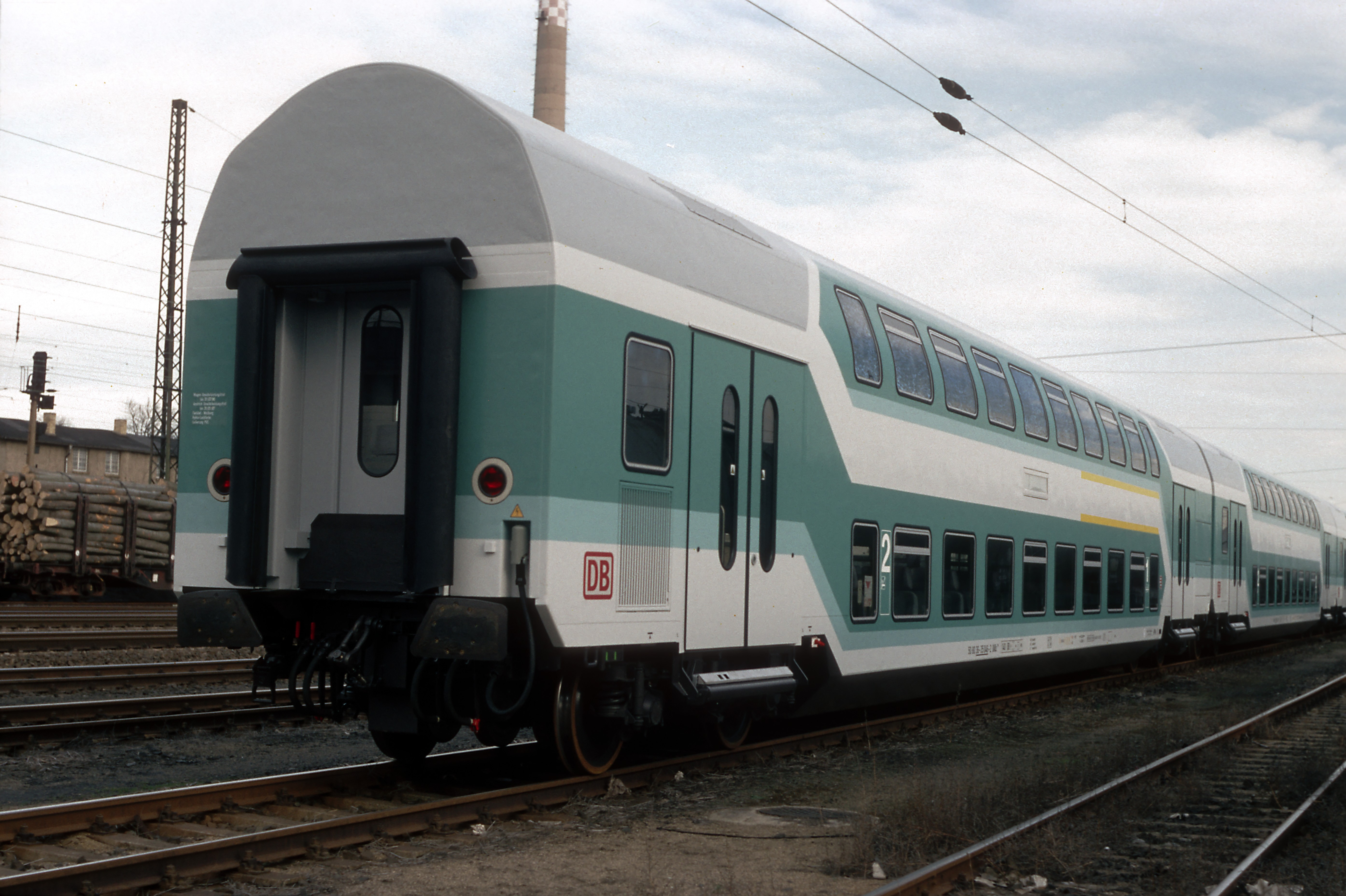
Mittelwagen mit Einstiegen über den Drehgestellen bei Auslieferung 1994

Ab Mitte der 1990er Jahre wurden die von der Deutschen Waggonbau (ehemalige Wumag bzw. Kombinat Schienenfahrzeugbau, inzwischen von Bombardier Transportation übernommen) neu entwickelten Doppelstockwagen zunehmend in ganz Deutschland eingesetzt. Diese werden als Wendezüge typischerweise mit Elektrolokomotiven der Baureihen 111, 112, 114, 143, 146, 147, 182 oder 193 aber auch mit Diesellokomotiven der Baureihen 218 oder 245 bespannt und haben auf vielen Strecken die umgebauten Silberlinge und Halberstädter Mitteleinstiegswagen, teilweise auch die DR-Doppelstockwagen abgelöst.

1992 baute die Waggon- und Maschinenbau in Görlitz 100 neue Steuerwagen DABgbuzf, die später die Bauartnummer 760 erhielten. Wegen des zurückgegangenen Verkehrsaufkommens nach der Wende in der DDR waren mehr Mittelwagen vorhanden als benötigt wurden. Um damit mehr Wendezüge bilden zu können, wurden neue Doppelstocksteuerwagen gebaut, zumal durch den zurückgehenden Güterverkehr auch vermehrt wendezugtaugliche elektrische Lokomotiven der Baureihe 143 frei wurden. Weil auch die Regionalzüge der DR mit erster Klasse fahren sollten, wurde ein gemischtklassiges Fahrzeug verwirklicht. Die Fahrzeugbegrenzungslinie der Wagen wurde im Vergleich mit den DR-Vorgängerbauarten erweitert, um mehr Schulterfreiheit im Oberstock zu gewinnen. Die Wagen erhielten im Oberstock erstmals gewölbte Fenster. Dafür war eine Ausnahmegenehmigung des Bundesverkehrsministers erforderlich, denn der Wagenumriss übersteigt die zulässige UIC-Fahrzeugbegrenzungslinie. Der Führerstand entspricht dem der Baureihe 143, ist allerdings in hellen Farbtönen gehalten. Erstmals wurde neben der konventionellen Wendezugsteuerung mit 34-poliger Steuerleitung die zeitmultiplexe Wendezugsteuerung eingebaut, die nicht nur die Funktion der Auf-Ab-Steuerung, sondern die volle der Hauptsteuerung mit Geschwindigkeitsvorwahl bietet.

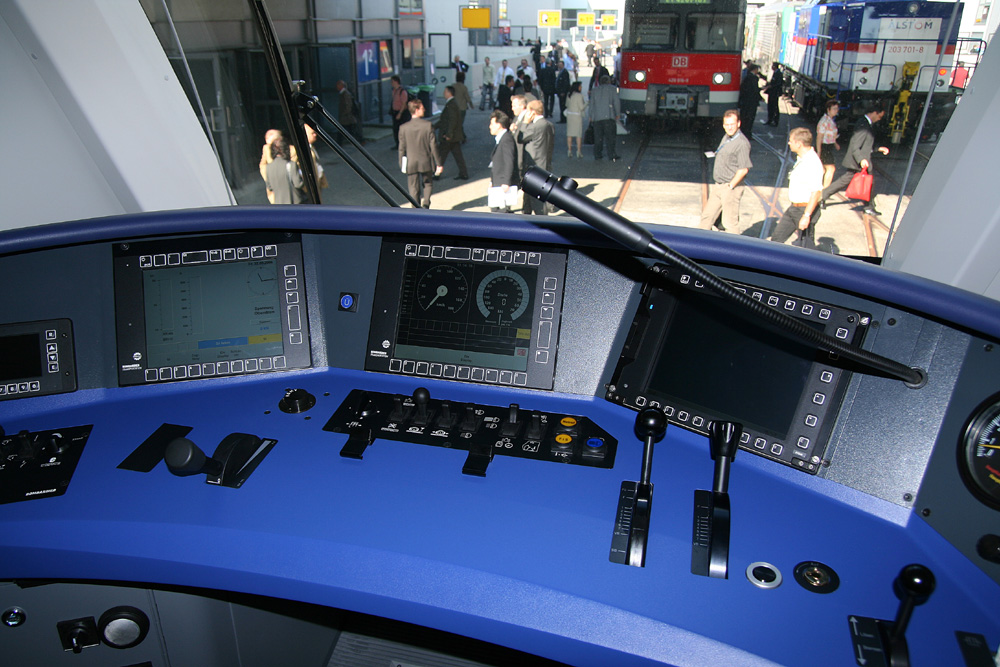
Führerstand eines Doppelstock-Steuerwagens der Bauart DBpbzfa 766

Diese 26,8 Meter langen Fahrzeuge wurden, entsprechend den damaligen DB-Produktfarben des Nahverkehrs, Minttürkis/Pastelltürkis/Lichtgrau abgeliefert. Damit passten sie zu den modernisierten DR-Einzelwagen, die ebenfalls den damals aktuellen DB-Nahverkehrslack erhalten hatten. Die im Unterstock gelegenen Einstiege sind an gleicher Position wie bei den bisherigen Einzelwagen, es wurden aber erstmals im geschlossenen Zustand außenwandbündige Schwenkschiebetüren eingebaut. 96 Sitzplätze gibt es in der zweiten Klasse, 28 in der ersten, die sich am Führerstandsende über beide Etagen verteilt befindet. Die Wagen sind mit der eingebauten Knorr-Bremse mit Einheitswirkung und automatischer Lastabbremsung KE-PR-A für eine Höchstgeschwindigkeit von 140 km/h zugelassen. Eine Magnetschienenbremse ist nachrüstbar, sie wurde jedoch bisher nicht eingebaut.

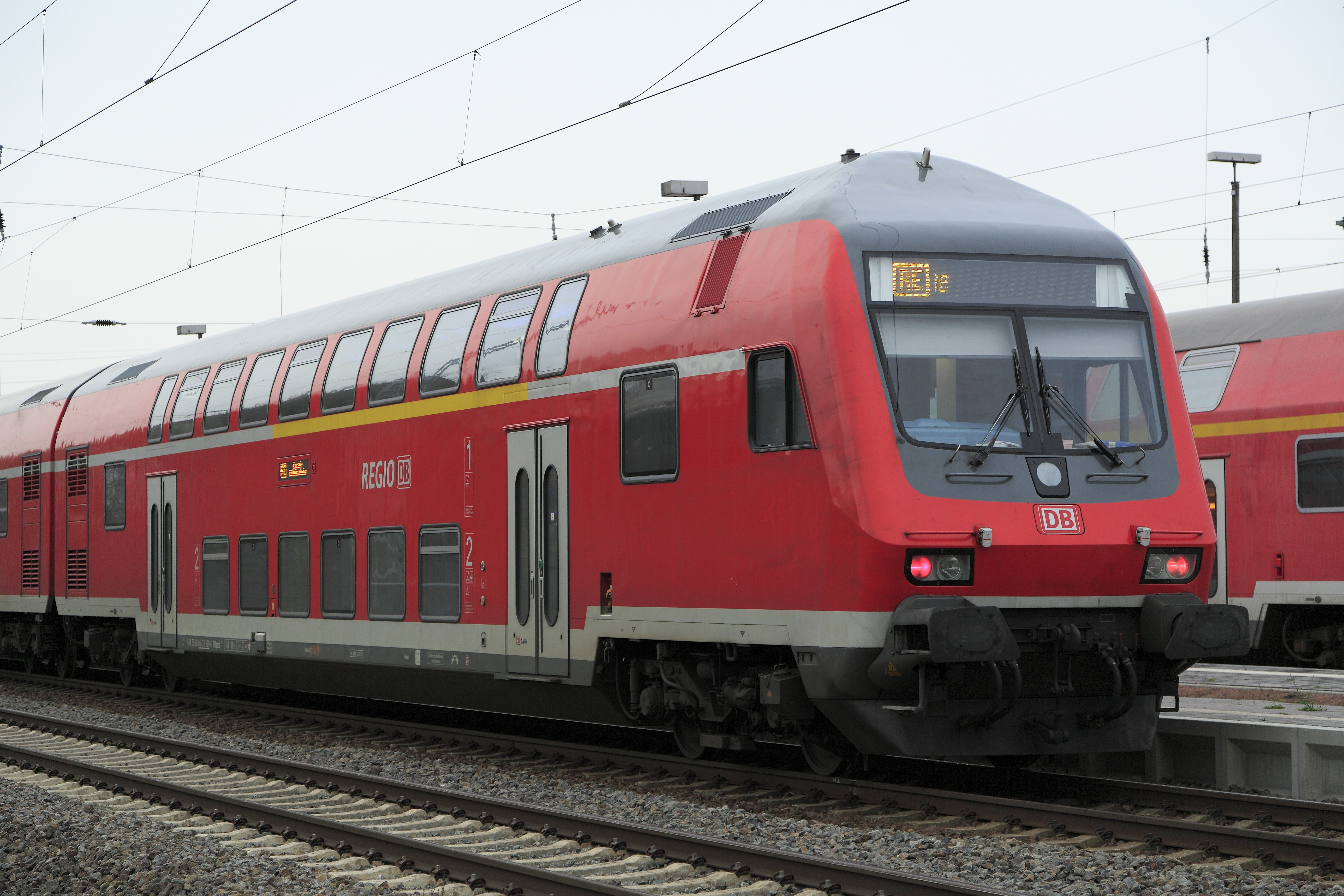
Doppelstocksteuerwagen (Bauart DABpbzfa 762.0, dritte Generation) in verkehrsrot, 2015

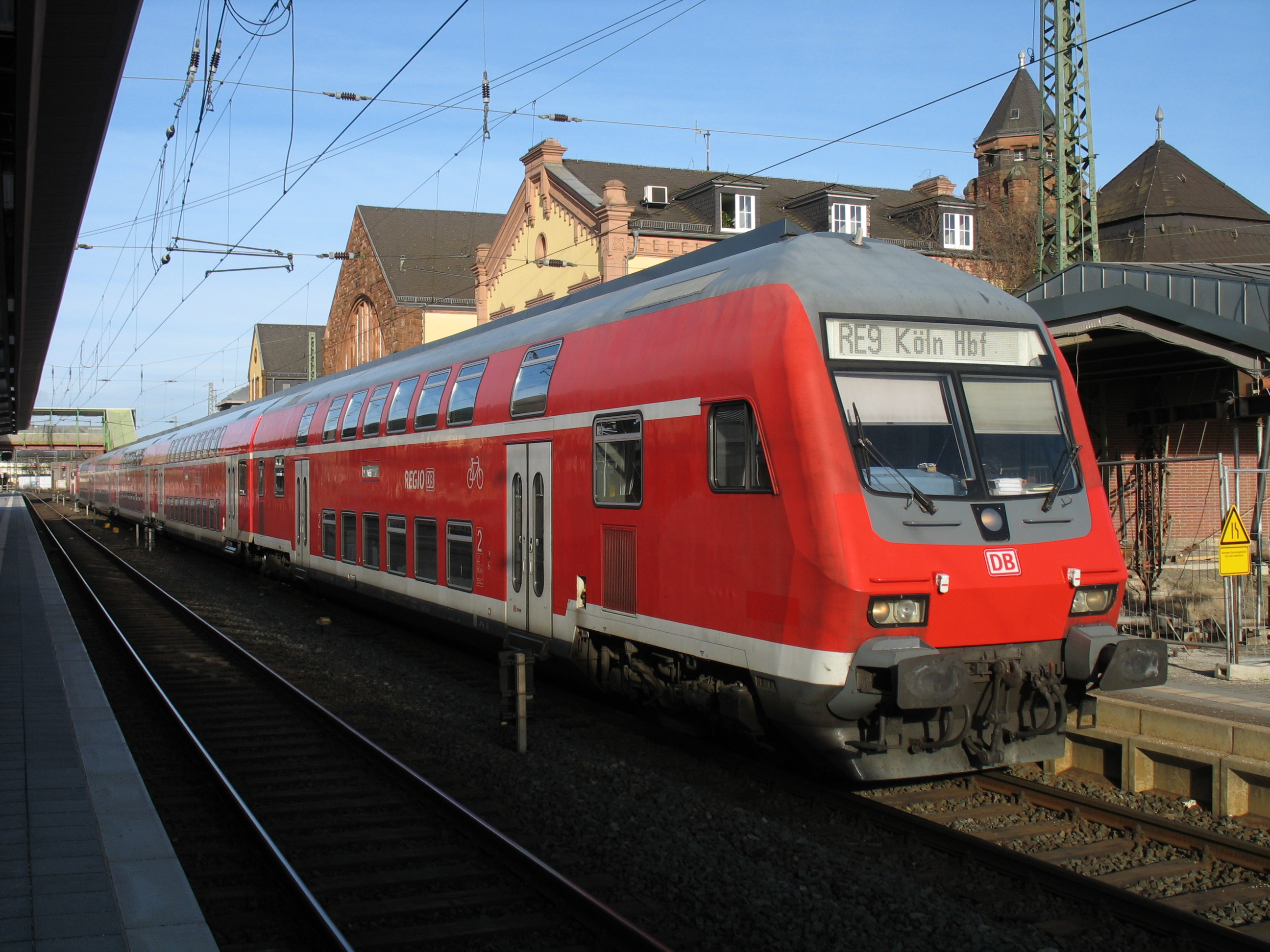
Doppelstocksteuerwagen der dritten Generation

Die nach längerer Zeit ersten Doppelstockwagen der damaligen Bundesbahn wurden Anfang 1992 bestellt. Die 75 Fahrzeuge waren für den Raum München bestimmt. Die Bestellung umfasste nur Zweite-Klasse-Mittelwagen (55 Stück) und gemischtklassige Mittelwagen (20 Stück). Beide Bauarten hatten die Türen über den Drehgestellen.
Diese Wagen waren ein Lizenzbau der Wagen von Schindler für die S-Bahn Zürich, welche auf einem Patent der französischen CIMT (Compagnie industrielle de matériel de transport) und einer Basislizenz der Talbot Doppelstockwagen für die Niederländische Staatsbahn beruhen. Die elektrische Ausrüstung stammte von ABB Schweiz, die Drehgestelle von SIG. Ursprünglich sollten die Wagen bei Schindler gebaut werden, aber der Auftrag musste nach der Wende aus politischen Gründen in einen Lizenzvertrag für Görlitz umgewandelt werden. Unmittelbar danach wurden weitere Doppelstockwagen beschafft, dazu auch Steuerwagen. 1996 wurden die ersten Doppelstockwagen mit Klimaanlage bei der Deutschen Bahn AG in Dienst gestellt, seitdem werden alle Doppelstockwagen mit Klimaanlage beschafft. Einige unklimatisierte Wagen wurden in der vergangenen Zeit modernisiert und erhielten dabei ebenfalls eine Klimaanlage. Wagen, die aus dem DR-Bestand stammen, wurden bislang nicht mit einer Klimaanlage ausgerüstet.
Seit 1997/98 werden oft Drehgestelle mit Magnetschienenbremsen eingebaut, sodass damit versehene Wagen für den schnellen Regional-Express-Verkehr mit 160 km/h zugelassen sind. Zuerst wurden planmäßig mit 160 km/h Höchstgeschwindigkeit verkehrende Regionalexpresslinien in Berlin-Brandenburg eingeführt, sind inzwischen aber auch in vielen anderen Teilen Deutschlands anzutreffen. 2008 wurden für Hessen nochmals Wagen mit nur 140 km/h zulässiger Höchstgeschwindigkeit in Dienst gestellt.
Die 1997 eingeführte Kopfform haben bisher alle weiteren Steuerwagen aus Görlitz erhalten. Die meisten bis 1990 beschafften DR-Steuerwagen wurden 1997/98 ebenfalls auf diese Kopfform umgebaut. Die Doppelstockwagen wurden in den vergangenen Jahren stetig weiterentwickelt, sodass es zahlreiche Unterschiede bei den einzelnen Bauserien gibt. Einzelne Baulose werden oft speziell für bestimmte Einsatzgebiete beschafft, teilweise haben diese Wagen einige Besonderheiten in der Ausstattung – so sind manche Wagen mit Imbissautomat, LED-Beleuchtung oder Sitzplatzreservierung ausgestattet.
Seit Ende 2015 setzt DB Fernverkehr auch neue Doppelstockzüge im IC-Verkehr ein. Diese sollten ursprünglich lediglich bis zur Auslieferung der ICE-4-Triebzüge den alten Wagenpark ergänzen und anschließend an DB Regio abgegeben werden. Auch nach Auslieferung der ICE 4 sollen die Wagen im Bestand bleiben und teils als Reserve, teils als Wagen in Planleistungen eingesetzt werden. Dazu wurden 27 neue Züge bei Bombardier Transportation bestellt.

#### Einstiege

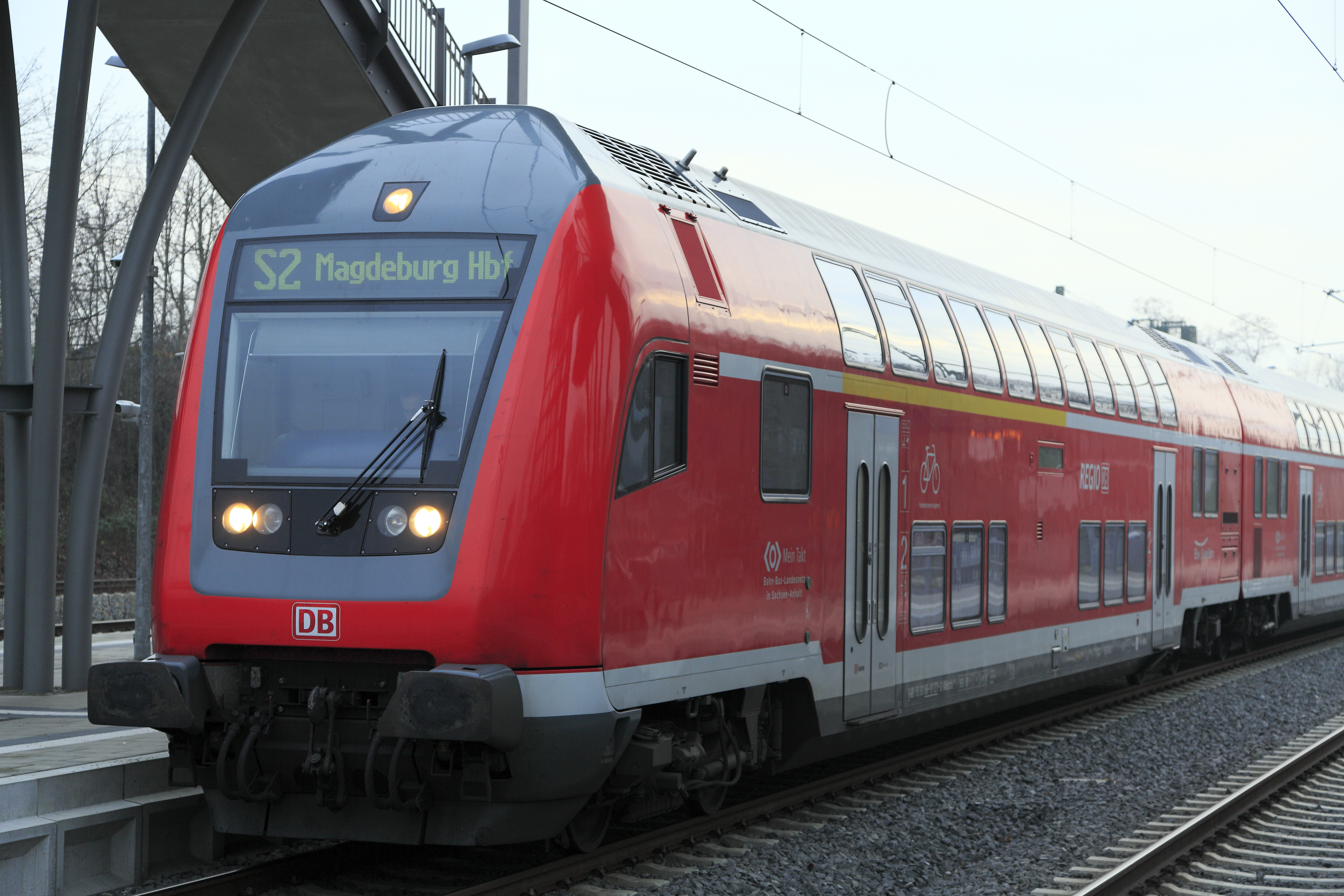
Doppelstocksteuerwagen mit Tiefeinstieg

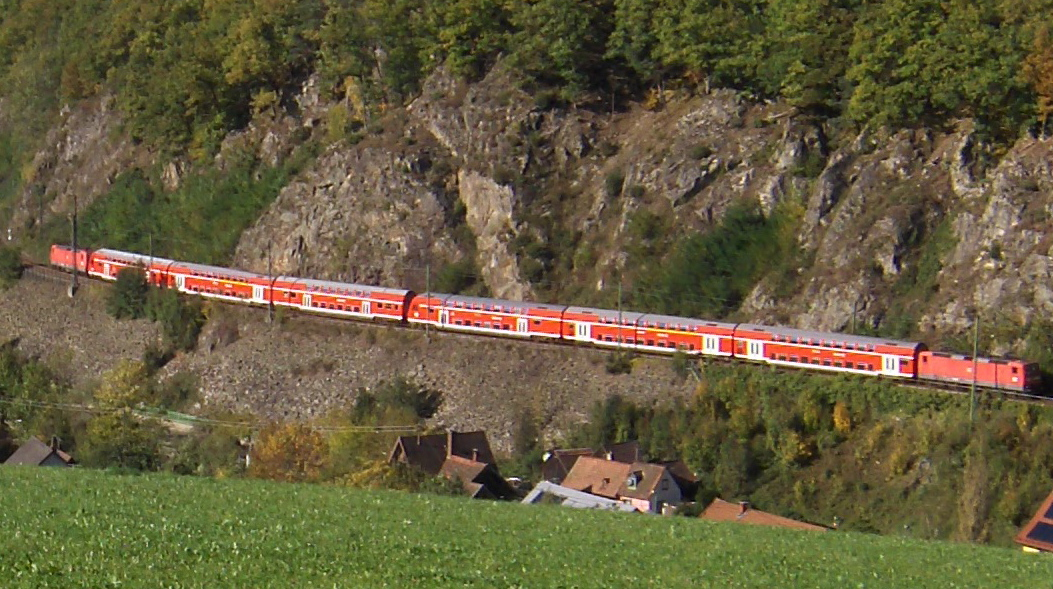
Doppelstockwagen mit Hocheinstieg und Tiefeinstieg innerhalb eines Zugverbandes

Eine weitere Besonderheit je nach Einsatzregion sind die Einstiege. Man unterscheidet hierbei zwischen Wagen mit Tiefeinstieg (Niederflureinstieg) und Hocheinstieg.
Wagen mit Tiefeinstieg haben die Einstiege im Unterstock, der an 550 Millimeter hohen Bahnsteigen den Vorteil des stufenlosen Zuganges bietet. Ein oder zwei gegebenenfalls im Unterstock angeordnete Mehrzweckräume lassen sich so für Reisende mit Rollstühlen, Kinderwagen, Fahrrädern oder größeren Traglasten leicht erreichen. In den Mehrzweckbereichen gibt es nur Klappsitze an den Seitenwänden, auf Hinweisschildern wird gebeten, diese Sitze für Reisende mit oben genanntem Gepäck freizuhalten. Nachteil dieser Variante sind die schmaler ausgeführten Türen und die langen Wege zum Ober- und Zwischenstock, sowie die Behinderung bei Ein- und Ausstieg, wenn die Mehrzweckräume bis in den Türbereich hinein belegt sind. Bei stark frequentierten Stationen kann dies zu einer Verlängerung der Fahrgastwechselzeit führen.
Bei Wagen mit Hocheinstieg liegen die Türen über den Drehgestellen im Zwischenstock. Die Türen sind wesentlich breiter ausgeführt, und die Fahrgastmengen verteilen sich auf die gleich großen Ober- und Unterdecks gleichmäßiger auf beide Ebenen. Der Fahrgastwechsel ist daher in kürzerer Zeit möglich. Nachteilig sind die fehlenden Mehrzweckabteile und eine stets vorhandene Stufe beim Einstieg. Doppelstockwagen mit Hocheinstieg sind deshalb nicht behindertengerecht.
Steuerwagen gibt es ausschließlich mit Tiefeinstieg, sodass auch in Zügen mit Hocheinstiegsmittelwagen Mehrzweckabteile und eine behindertengerechte Ausstattung zur Verfügung stehen. Für den stufenfreien Zugang auch bei 760 Millimetern hohen Bahnsteigen befinden sich in den Steuerwagen ausfahrbare Rampen für Rollstuhlfahrer. Eine Sonderstellung nimmt hierbei die Bauart 761.2 ein, welche trotz Tiefeinstieg eine Einstiegshöhe von 760 Millimetern aufweist. Die Rollstuhlrampe ist für den Halt an niedrigeren Bahnsteigen dennoch vorhanden, ebenso eine zusätzliche Klapptrittstufe für Bahnsteige in geringer Höhe.
In den neuen Bundesländern werden vornehmlich Wagen mit Tiefeinstieg eingesetzt, die an den dort üblichen Bahnsteigen mit 550 Millimetern Höhe über Schienenoberkante einen stufenlosen Einstieg ermöglichen. Der Vorteil dieser Ausführung ist, dass der Fahrgastwechsel mit nur einer Stufe auch an Bahnsteigen mit einer Höhe von 380 und 760 Millimetern möglich ist.
In den alten Bundesländern werden meist Mittelwagen mit Hocheinstieg eingesetzt, allerdings gibt es auch hier einzelne Regionen, in denen bevorzugt Tiefeinstiegwagen eingesetzt werden (Rheinland-Pfalz sowie in Teilen Baden-Württembergs und Bayerns). Zur Erhöhung der Zahl an Mehrzweckabteilen insbesondere für Kinderwagen und Fahrräder gibt es auch Regionen, die beide Mittelwagenbauarten gemischt einsetzen, z. B. in Niedersachsen beim Metronom. Bei beiden Einstiegsvarianten zeigen sich in Stoßzeiten Schwächen in der Fahrgastwechselkapazität.

#### Wagenklassen
Der Bereich der ersten Wagenklasse ist je nach Einsatzregion und Bauserie verschieden aufgeteilt. Neben reinen Zweite-Klasse-Wagen gibt es auch reine Erste-Klasse-Wagen sowie gemischtklassige Wagen, bei denen liegt die erste Klasse entweder in einer Wagenhälfte oder im Oberstock. Bei den IC2-Einheiten läuft der Erste-Klasse-Wagen DApza in der Regel unmittelbar hinter der Lokomotive.
In den Steuerwagen der Bauart DABgbuzf 760 und in den umgebauten aus dem DR-Bestand liegt die erste Klasse am Führerstandsende im Ober-, Zwischen und Unterstock, in den nach 1994 beschafften Steuerwagen mit erster Klasse dagegen ausschließlich im Oberstock. In Berlin-Brandenburg wird die erste Klasse als Wolke 7 bezeichnet. Vor 1992 gab es in Doppelstockwagen bei der Deutschen Reichsbahn keine erste Klasse.

#### Einsatzgebiete
Eingesetzt werden Doppelstockwagen bevorzugt auf Regional-Express-Linien mit hoher Fahrgastdichte und mittleren bis langen Halteabständen. Doppelstockwagen im S-Bahn-Verkehr werden nur bei der S-Bahn Dresden eingesetzt. Allerdings widerspricht dieser Einsatz strenggenommen der Definition der S-Bahn, da nur sehr wenige, relativ schmale Türen zur Verfügung stehen und das hohe Gewicht einer zügigen Beschleunigung hinderlich ist. Der Einsatz von Doppelstockwagen auf S-Bahn-Linien hat eher traditionelle Gründe, da in der DDR Doppelstockwagen vorwiegend zur Bewältigung des sehr starken Berufsverkehrs eingesetzt wurden. Im Nahverkehr waren die Platzverhältnisse der Doppelstockwagen ausreichend. Seit der Abschaffung des Interregio kompensieren Regional-Express-Züge jedoch auch den Bedarf ehemaliger Fernverkehrslinien. Dazu fehlen den Doppelstockwagen Ablagemöglichkeiten für Gepäck. Rucksäcke und Reisetaschen müssen auf Sitzplätzen oder im Gang abgestellt werden, da die Ablageflächen oberhalb der Sitzplätze bauartbedingt sehr klein ausfallen. Die Eignung der gegenwärtigen Doppelstockwagen für Regional-Express-Linien ist daher umstritten.

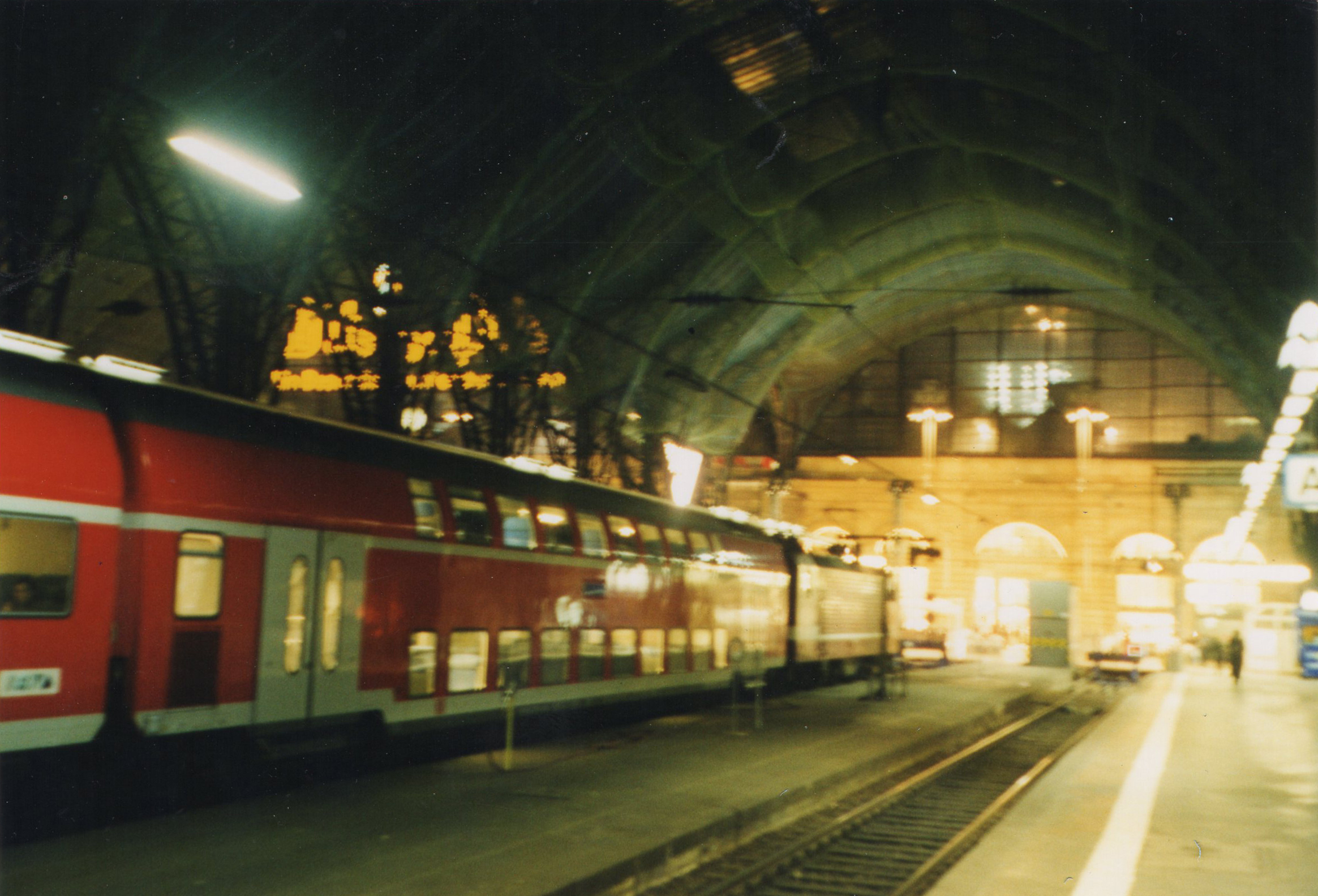
Nahverkehrszug der Deutschen Bahn im Frankfurter Hauptbahnhof, 2002
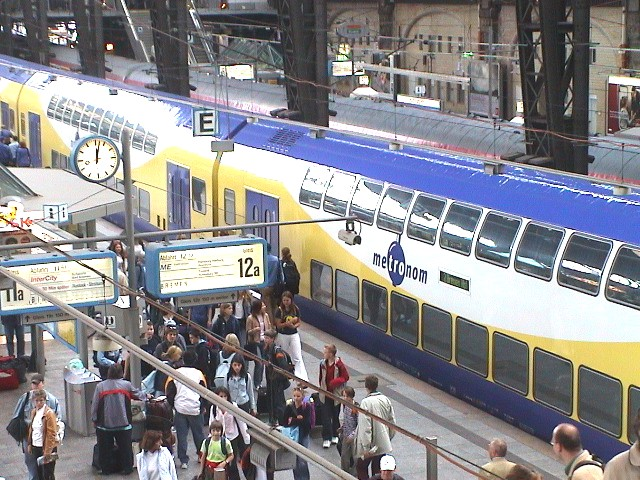
Metronom-Doppelstockwagen (Bauart DBpza, vierte Generation) in Hamburg Hbf, 2004
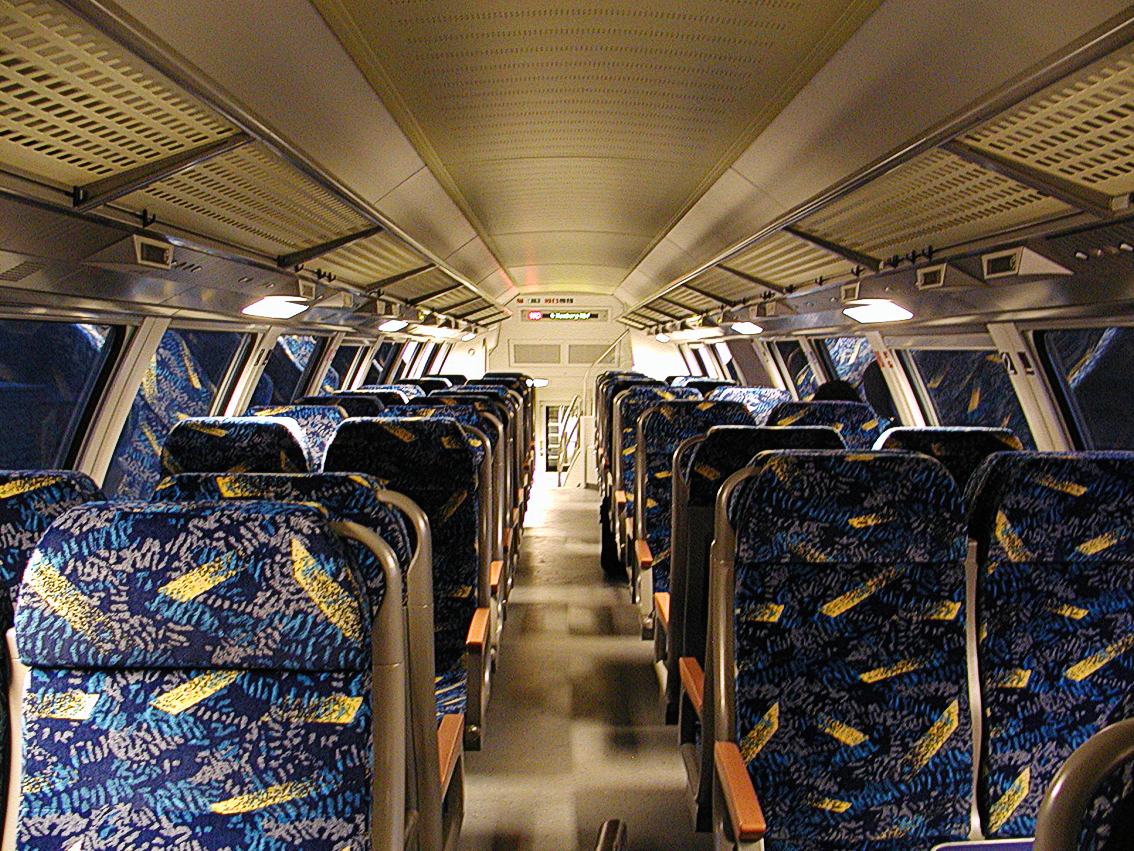
Im Metronom von Cuxhaven nach Hamburg (zweite Klasse)
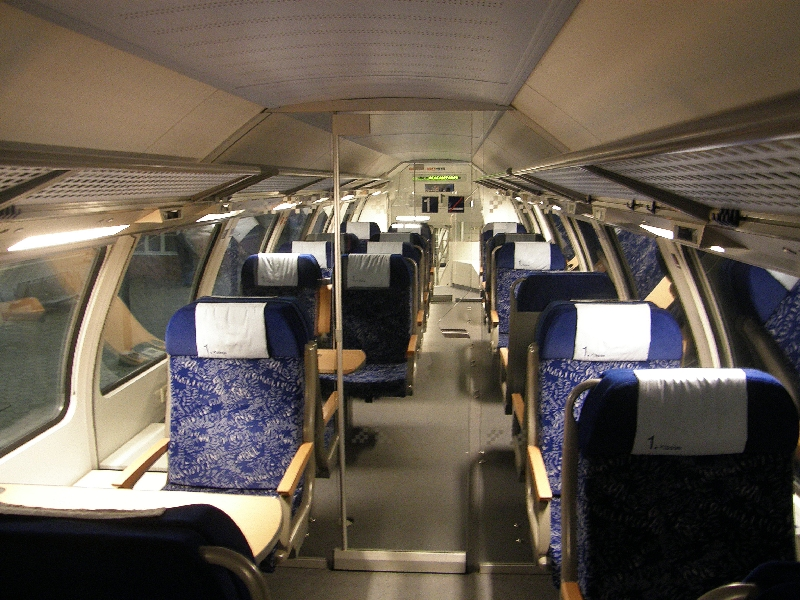
Im Metronom von Cuxhaven nach Hamburg (erste Klasse)

### Doppelstocktriebzüge

#### Sonderentwicklungen

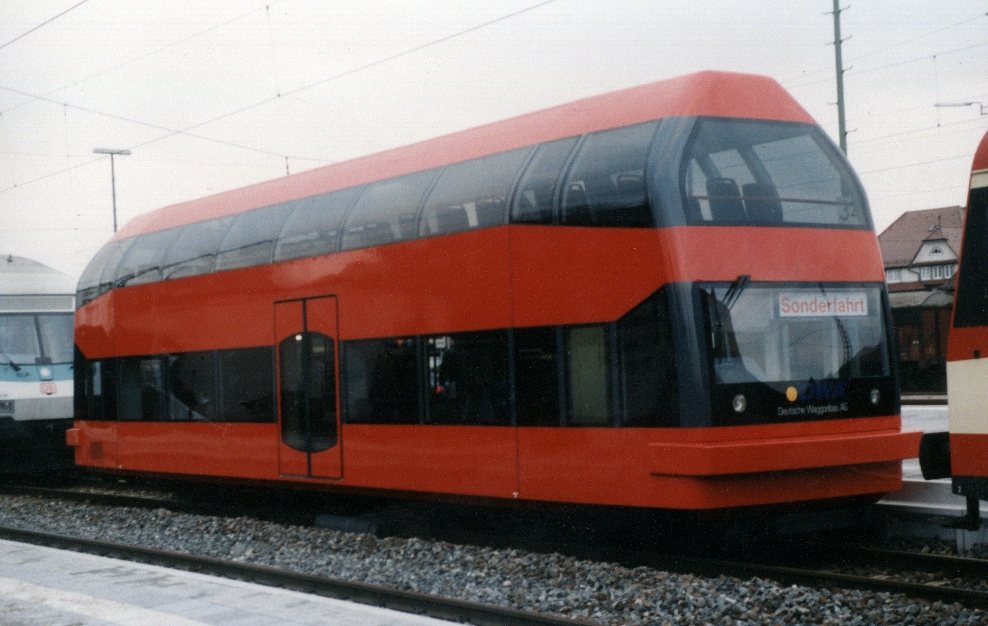
Doppelstocktriebwagen der Baureihe 670

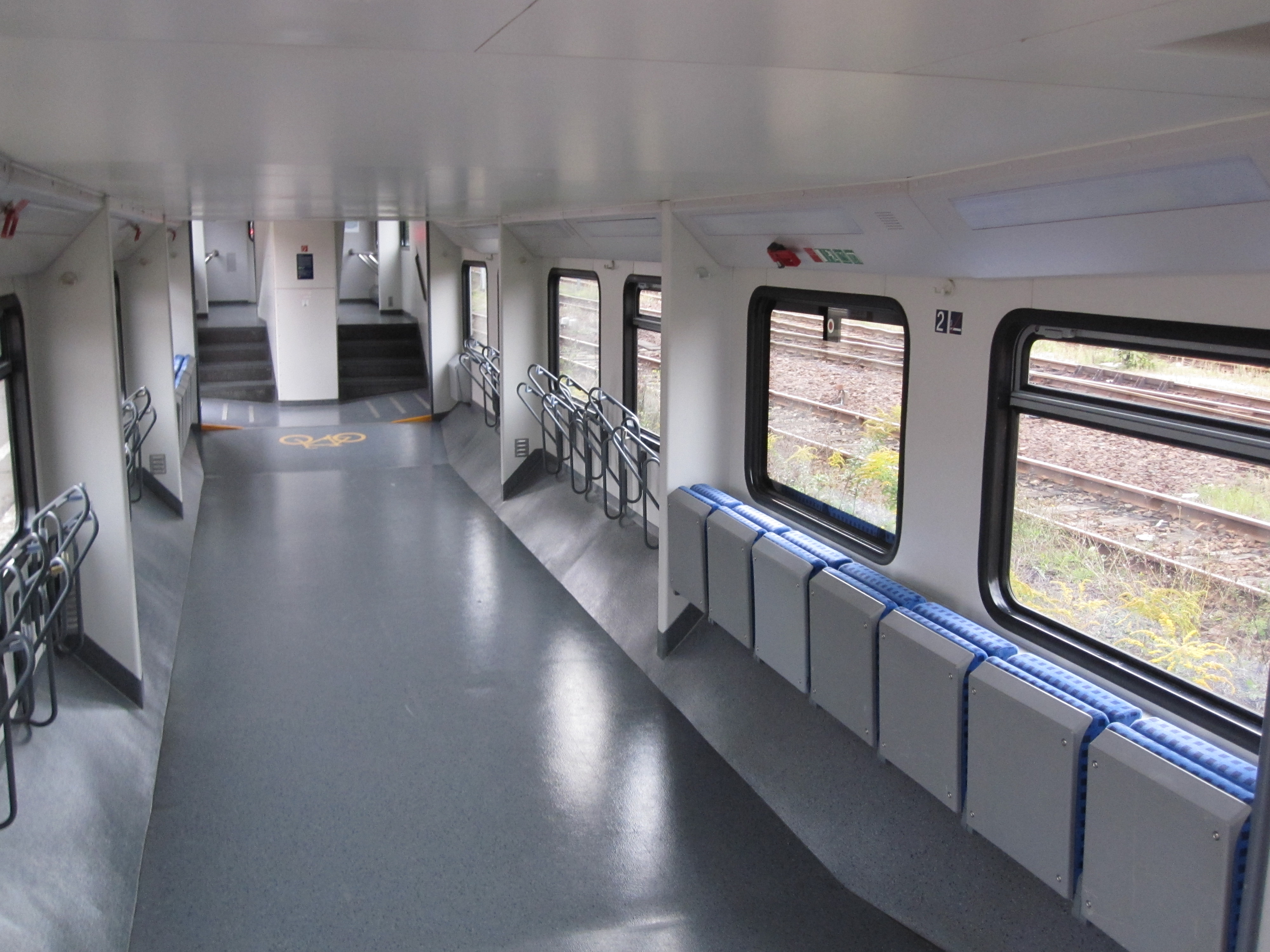
Fahrradexpress

Die Deutsche Bahn beschaffte zwei Baureihen von Doppelstock-Triebwagen. Für einen Einsatz auf Nahverkehrsstrecken wurden sechs dieselgetriebene der Baureihe 670 gebaut. Diese war von 1994 bis 2003 in Rheinland-Pfalz, Sachsen-Anhalt und Thüringen im Einsatz. Da sie jedoch sehr störanfällig waren, wurden sie nach nur kurzer Einsatzzeit abgestellt und an den Hersteller zurückgegeben. Dieser verkaufte die Wagen an die Dessau-Wörlitzer-Eisenbahn und an die Prignitzer Eisenbahn GmbH.
Die elektrische Baureihe 445 (Meridian), ähnlich dem RABe 514 der SBB, wurde von 2000 bis 2002 als Prototyp erprobt. Aufgrund mehrerer Probleme wurde dieses Projekt in Deutschland zunächst nicht weiter verfolgt. Der Einzelgänger-Prototyp der Baureihe 445 wurde inzwischen zerlegt.
Im Jahr 2006 entstand durch Umbau ein doppelstöckiger Fahrradwagen, der die Gattungsbezeichnung DBuza748 erhielt. Der Wagen bietet Platz für 24 Fahrräder im Unter- und 12 im Zwischengeschoss und hat seit dem Umbau eine 2+1-Bestuhlung. Äußerlich ist der Wagen an der Aufschrift FahrradExpress erkennbar. Er wurde zunächst auf der Strecke Elsterwerda–Züssow–Stralsund eingesetzt und läuft seit 2008 im Warnemünde-Express.
Für den internationalen Einsatz in Nachtzügen wurde ab 1995 für die City Night Line CNL AG ein doppelstöckiger Schlafwagen entwickelt. Bei diesem sind zwischen den Drehgestellen die Schlafabteile doppelstöckig übereinander angeordnet, welche aber von einem normal-hohen Seitengang über Treppen zugänglich sind. Bei einigen dieser Wagen besitzen die Abteile im Oberstock sogar eine eigene Dusche. Die DB ließ danach ähnliche Wagen für sich selber bauen.

#### Bombardier Twindexx (Dosto 2010)

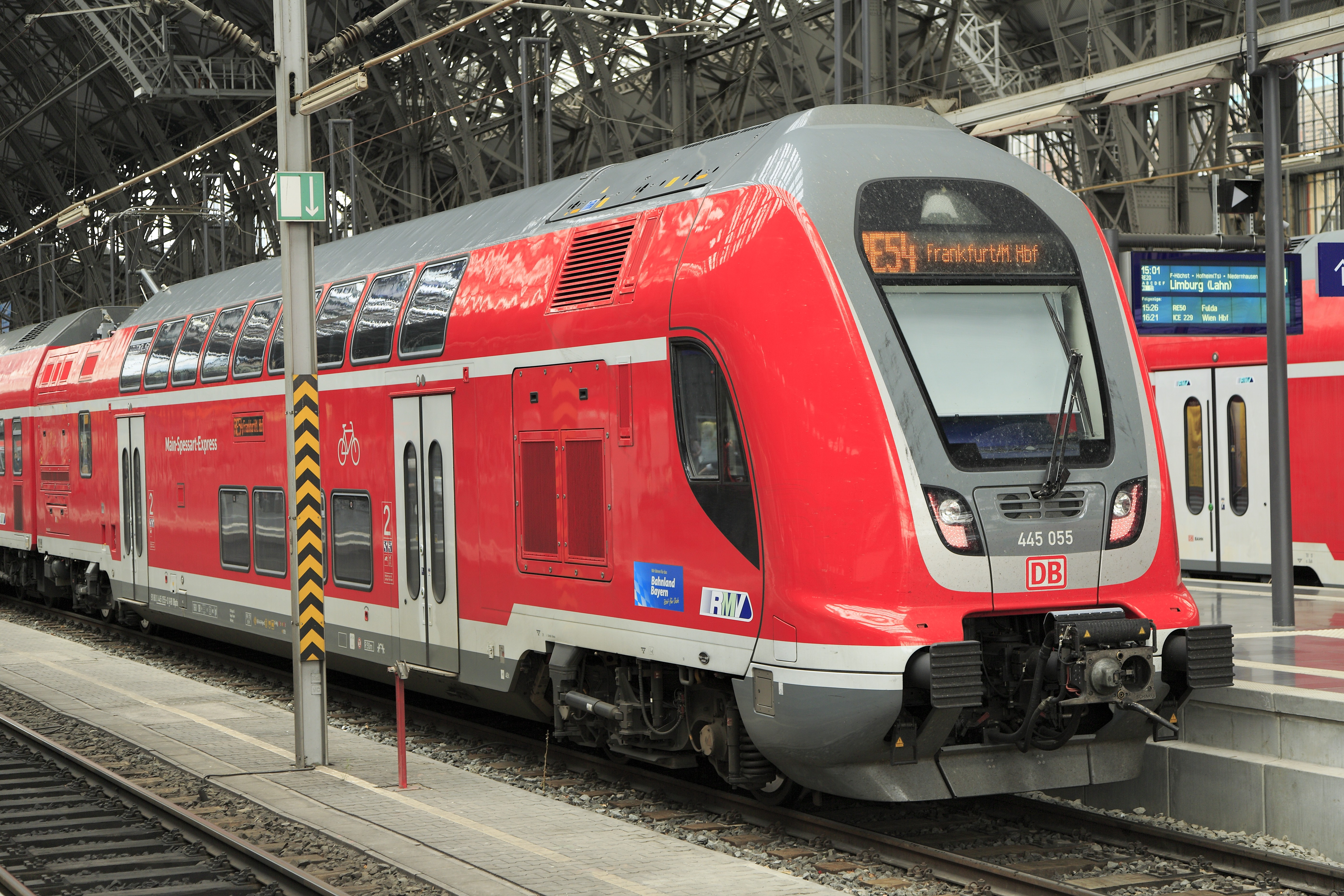
Doppelstocktriebwagen 445 055

Anfang 2009 haben Bombardier Transportation und die Deutsche Bahn den Rahmenvertrag zur Lieferung von 800 Doppelstockwagen vom Typ Bombardier Twindexx Vario (Dosto 2010), mit einem Gesamtvolumen von bis zu 1,5 Milliarden Euro unterzeichnet. Dabei handelt es sich um den bisher größten Fahrzeug-Rahmenvertrag, den die DB an einen einzelnen Lieferanten vergeben hat. Erstmals sind für die Doppelstockwagen angetriebene Endwagen verfügbar. Die seit Mitte 2015 ausgelieferten Triebwagen sind am Führerstandsende mit einer Scharfenbergkupplung ausgerüstet, die eine Flügelung ermöglicht.

#### Stadler KISS

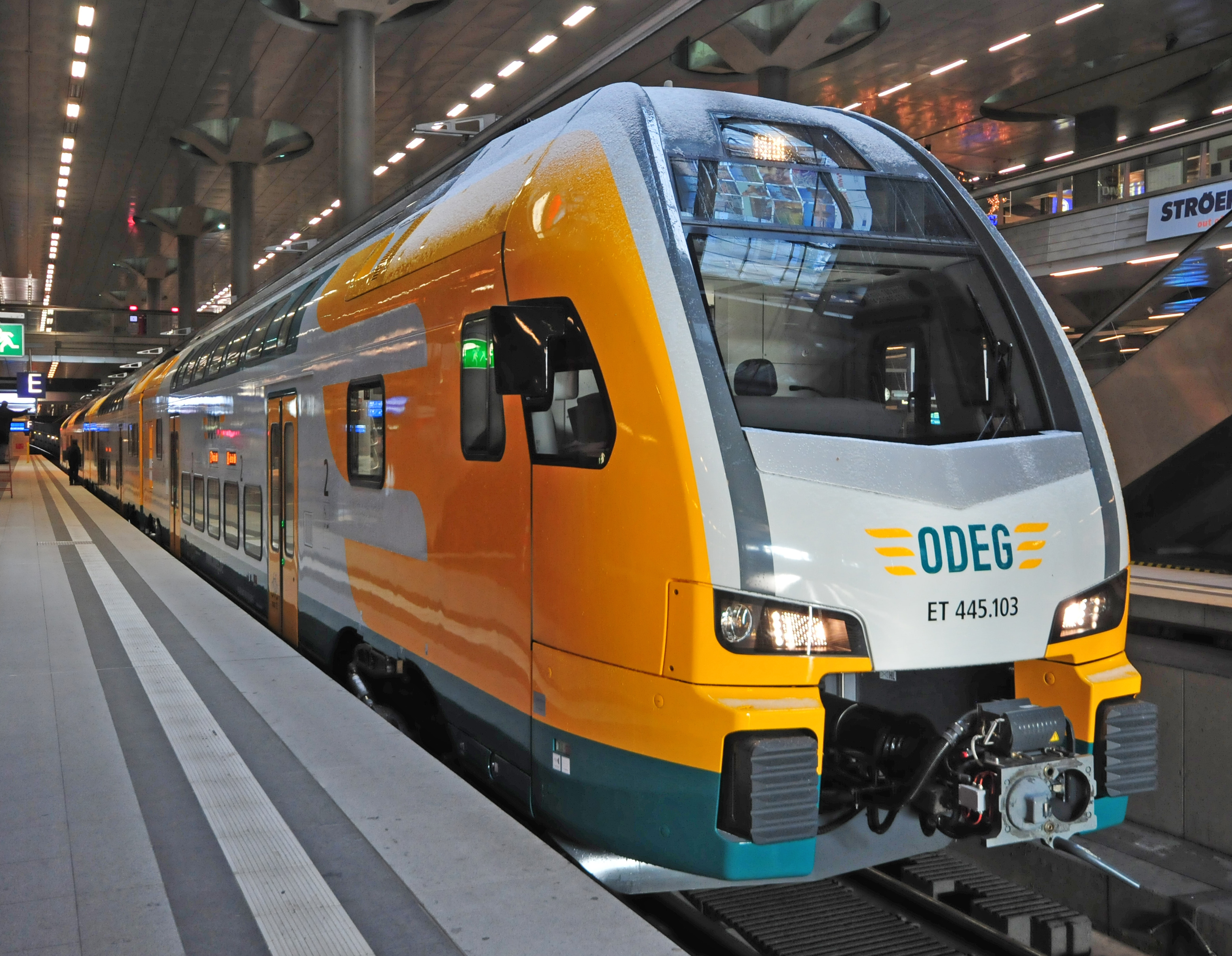
Stadler KISS der Ostdeutschen Eisenbahn in Berlin

Die Ostdeutsche Eisenbahn setzte seit Anfang 2013 auf den Regionalexpresslinien RE 2 und RE 4 im Verkehrsverbund Berlin-Brandenburg Doppelstocktriebzüge vom Typ Stadler KISS ein. Seit Dezember 2022 übernahm die Deutsche Bahn diese Leistungen, die bisherigen Fahrzeuge werden seither auf anderen Strecken in Brandenburg eingesetzt. Erstmals wurden damit in Deutschland (von der nur kurzzeitig eingesetzten Baureihe 670 abgesehen) auch Doppelstockwagen im Regelbetrieb eingesetzt, die nicht in Görlitz gebaut wurden. Mit Einheiten des gleichen Typs bedient die Luxemburgische Bahn CFL seit Dezember 2014 den Abschnitt Luxemburg – Koblenz der Moselstrecke. Hierbei werden die Doppelstocktriebzüge aus Luxemburg in Trier Hauptbahnhof mit einstöckigen Flirt-3-Triebwagen des Süwex aus Mannheim vereinigt.
Ein Zugpaar wird als Intercity weiter nach Düsseldorf durchgebunden.
Stadler KISS werden seit 2015 auch bei der Westfalenbahn im Mittelland-Netz (Braunschweig – Hannover (– Rheine/Bielefeld)) eingesetzt. Die Deutsche Bahn plant ab 2022 einen Einsatz zwischen Hamburg und Lübeck.
In der Schweiz verkehren Einheiten dieses Fahrzeugtyps bereits seit 2008, die ersten wurden als RABe 511 für die S-Bahn Zürich geliefert.

### Triebzüge mit ein- und doppelstöckigen Wagen
Seit der Vorstellung des Siemens Desiro HC werden gemischte Triebzüge aus doppelstöckigen und einstöckigen Wagen auch in Deutschland populärer.
Die Fahrzeuge sollen bei einem erhöhten Platzangebot die Vorteile beider Konzepte vereinen. Je nach Variante und Bahnsteighöhe ist der Einstieg in die einstöckigen- und/oder doppelstöckigen Wagen barrierefrei. Ebenso ist die Platzierung des barrierefreien WCs und der Rollstuhlrampe variantenabhängig.

#### Siemens Desiro HC

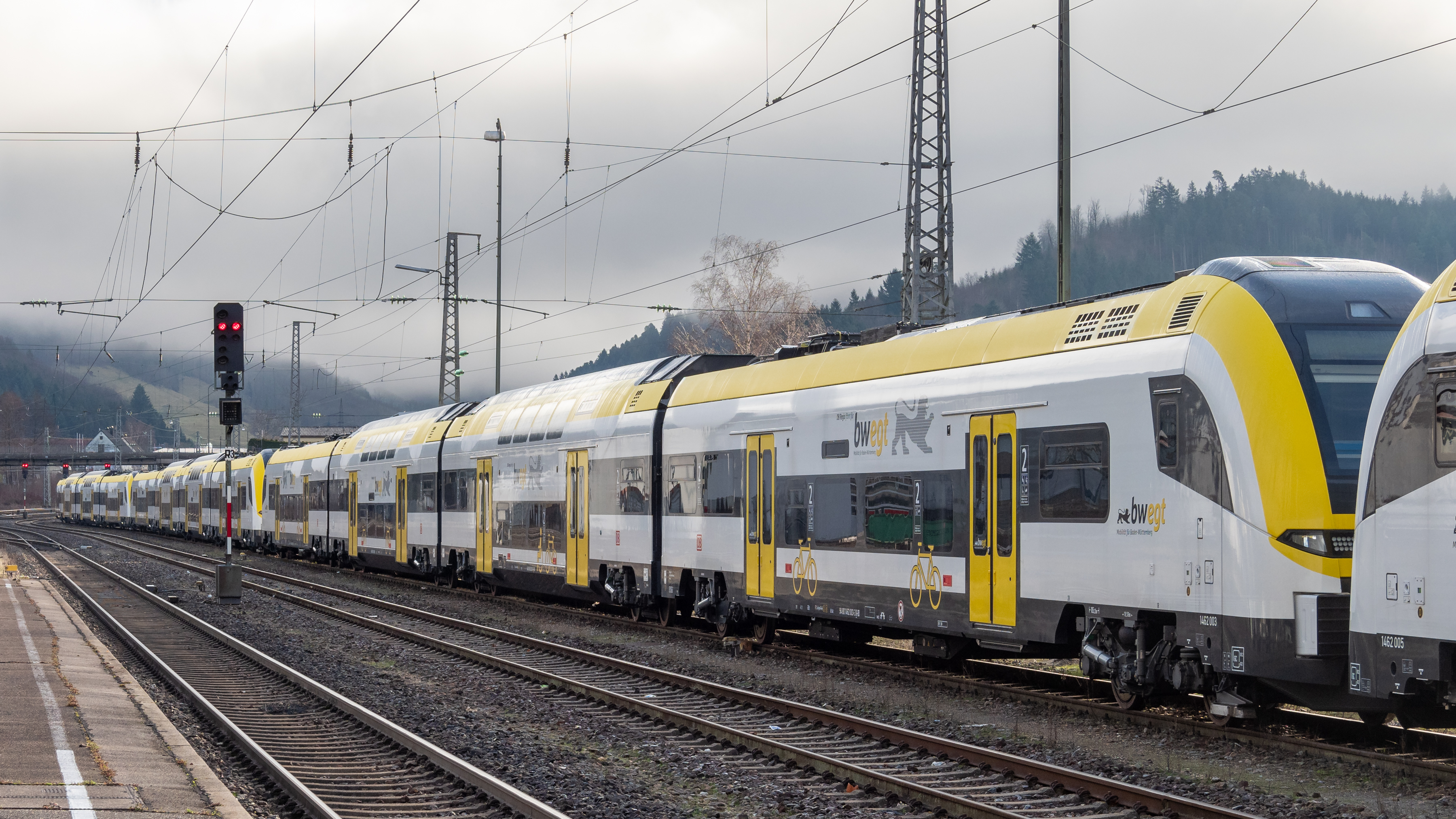
Aneinandergereihte Siemens Desiro HC in Hausach

Bei den Desiro HC des Herstellers Siemens Mobility handelt es sich um elektrische Triebzüge, die aus zwei angetriebenen, einstöckigen Endwagen und dazwischen bis zu vier antriebslosen und nicht barrierefreien Doppelstockwagen bestehen. Die Doppelstockwagen sind auch der Hauptunterschied zu anderen Siemens Desiro, die komplett einstöckig sind. »HC« steht hierbei für High Capacity; ein Vierwagenzug bietet eine hohe Kapazität von rund 400 Sitzplätzen sowie breite Türen an den Doppelstockwagen. Die Höchstgeschwindigkeit der Züge beträgt 160 bzw. 190 km/h.
Die ersten Einheiten werden seit Dezember 2018 für den Vorlaufbetrieb des Rhein-Ruhr-Expresses eingesetzt. Sie wurden seither für zahlreiche weitere Netze in Deutschland und im Ausland bestellt.
Zu den Kunden zählt auch die Ostdeutsche Eisenbahn (ODEG). Sie setzt diesen Fahrzeugtyp seit Dezember 2022 im Netz »Elbe-Spree« ein, insbesondere auf der Linie RE 1 (Magdeburg – Brandenburg – Berlin – Frankfurt Oder – Cottbus – Eisenhüttenstadt und Brandenburg – Berlin – Frankfurt Oder).
Weitere Desiro HC werden von DB Regio eingesetzt, etwa auf dem Franken-Thüringen-Express von Nürnberg nach Norden.

#### Alstom Coradia Max
Triebzüge der Bauart Alstom Coradia Max (bis Ende 2023 Alstom Coradia Stream HC) wurden erstmals 2018 von der luxemburgischen CFL bestellt. Die CFL orderte insgesamt 34 Einheiten für 160 km/h in zwei Konfigurationen mit 80 m bzw. 160 m Länge. 2021 folgte eine Bestellung von der Landesnahverkehrsgesellschaft Niedersachsen (LNVG) für das Expresskreuz Bremen/Niedersachsen. Im Gegensatz zu den Desiro HC sind hier die Endwagen doppelstöckig ausgeführt, während die Mittelwagen einstöckig sind. Erstmals wird für diesen Auftrag ein neuer doppelstöckiger Triebzug für den deutschen Markt für das Lichtraumprofil DE3 ausgelegt.
Weitere Aufträge erhielt Alstom für verschiedene deutsche Netze, unter anderem für die Kinzigtalbahn (Frankfurt–Fulda) und das Netz „Main-Weser“ (Frankfurt–Kassel) im Rhein-Main-Gebiet und RE-Linien in Mecklenburg-Vorpommern. Diese Züge sind jeweils 160 km/h schnell und haben drei bis sechs Wagen. Für den schnellen Regionalverkehr beispielsweise zwischen Hamburg und Kiel beziehungsweise Flensburg und weiter nach Dänemark beschaffte der Nahverkehrsverbund Schleswig-Holstein (NAH.SH) vierteilige Coradia Max. Den bislang größten Auftrag vergab die Landesanstalt Schienenfahrzeuge Baden-Württemberg (SFBW) 2022: 130 vierteilige Züge wurden für RE- und MEX-Linien im neuen Stuttgarter Hauptbahnhof bestellt. Für den Betrieb auf der Schnellfahrstrecke zwischen Stuttgart und Ulm beträgt die Höchstgeschwindigkeit 200 km/h.

### Intercity 2

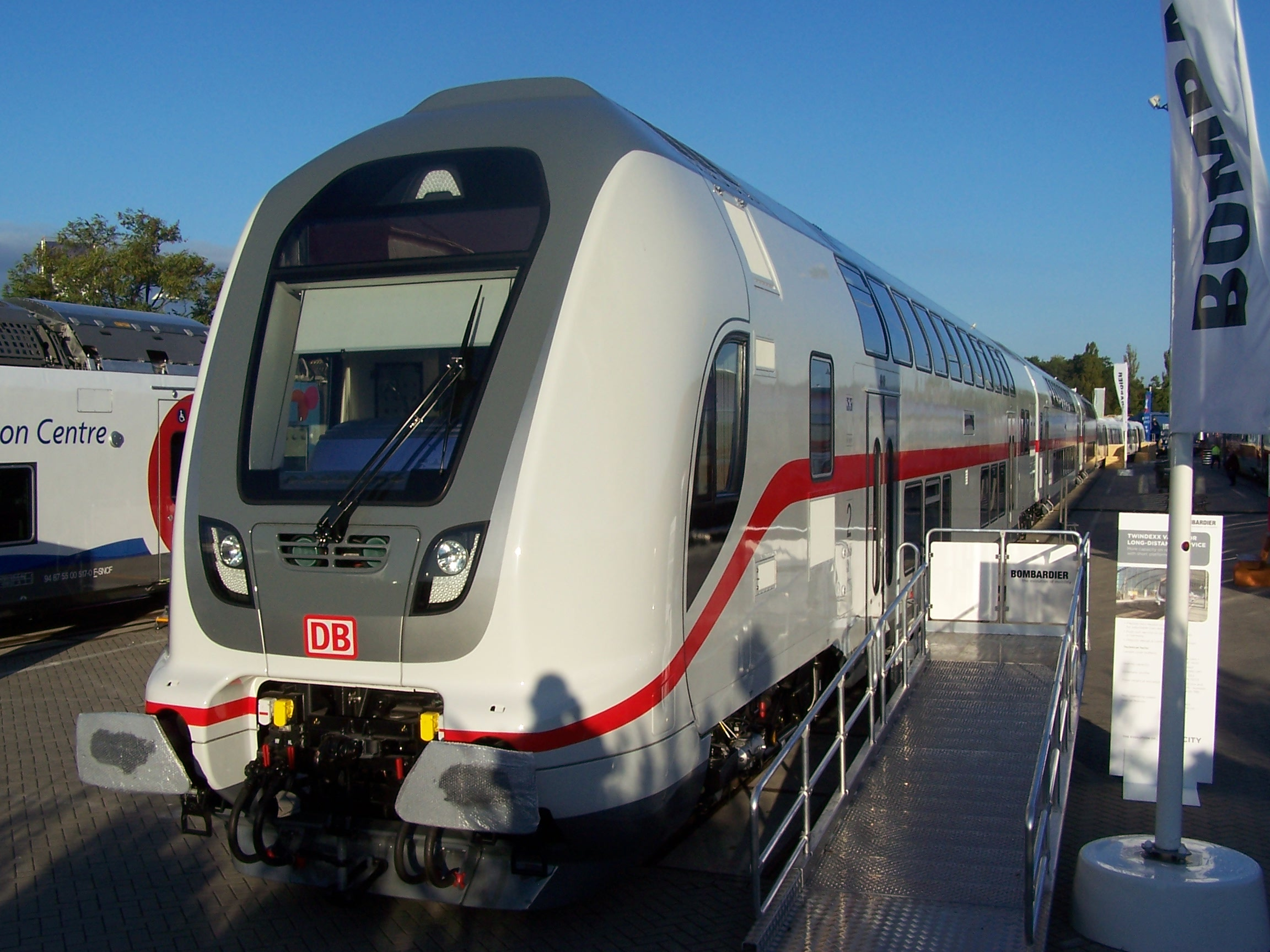
Intercity-Doppelstockwagen auf der InnoTrans 2014

Um alte Intercity-Wagen modernisieren zu können und die Fahrzeugreserve des Fernverkehrs zu erhöhen, sollen bei DB Fernverkehr 135 Doppelstockwagen des Typs Bombardier Twindexx Vario im Intercity-Verkehr mit einer Höchstgeschwindigkeit von 160 km/h eingesetzt werden. Die aus jeweils einer Lokomotive der Baureihe 146.5, vier Mittelwagen und einem Steuerwagen gebildeten 27 Züge sollten über je 469 Sitzplätze verfügen, davon 70 in der ersten Klasse. Der Wert des an Bombardier Transportation vergebenen Auftrags wird mit 360 Millionen Euro beziffert.

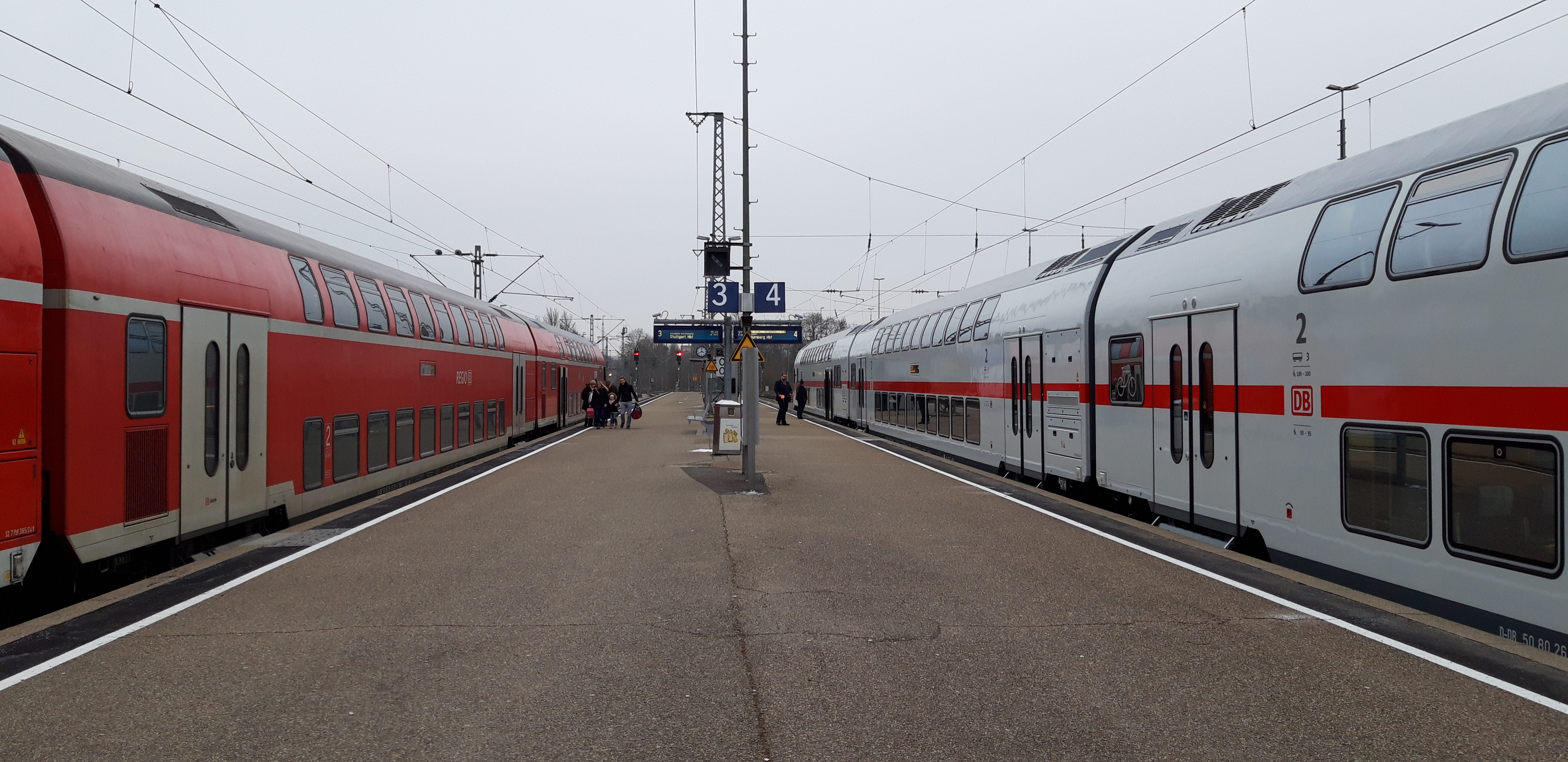
Doppelstockwagen im Regional- (Baujahr 1997) und Fernverkehrsanstrich (Baujahr 2017) in Crailsheim

Die (ohne Lokomotive) 134,50 Meter langen Züge werden aus fünf Wagen gebildet: Neben einem Steuerwagen („Servicewagen“, Bauart DBpbzfa 668.2) sind drei Mittelwagen zweiter Klasse (DBpza 682.2) und ein Mittelwagen erster Klasse (DApza 687.2) eingereiht. Insgesamt verfügt jeder Zug über 468 Sitzplätze, davon 70 in der ersten Klasse sowie sechs Klappsitze, sowie über 16 Fahrradstellplätze. Die Deutsche Bahn strebte zunächst eine spätere Zulassung für eine Höchstgeschwindigkeit von 185 km/h an. Das gastronomische Angebot soll zunächst auf einen einfachen Am-Platz-Service beschränkt bleiben. Die Fahrzeuge werden seit 2015 als IC2 bezeichnet.
Im Jahr 2011 war geplant, 2013 die ersten Doppelstockwagen auf IC-Linien einzusetzen. Dieser Termin wurde Anfang 2013 auf Mitte 2014 verschoben, jedoch ebenfalls nicht eingehalten. Im Frühjahr 2013 war der Einsatz ab Herbst 2014 geplant. Nach dem Stand von Ende 2013 sollten die Züge nicht vor Mitte 2015 zur Verfügung stehen. Laut einem Pressebericht von Anfang 2014 wurde der Einführungstermin auf Dezember 2015 verschoben. Bombardier begründete die Lieferverzögerungen mit der Zulassung durch das Eisenbahn-Bundesamt, in deren Rahmen mehrfach zusätzliche Nachweise gefordert worden seien. Dieser Termin wurde mit dem erstmaligen Einsatz auf Relationen Norddeich Mole – Hannover – Leipzig eingehalten. Anfänglich gab es auf bestimmten Streckenabschnitten mit neu geschliffenen Schienen Beschwerden wegen des Wankens der Wagen. Weiterhin kam es in den ersten Tagen zu Ausfällen vereinzelter Toilettensysteme und Wagentüren.
Auf der InnoTrans 2014 wurden die ersten Wagen der Öffentlichkeit vorgestellt. Erste Prototypen wurden im Herbst 2014 in Berlin und Leipzig präsentiert. Es gab vielfach Kritik, wie z. B. ein zu geringes Angebot an Stellfläche für Reisegepäck, geringerer Sitzkomfort oder das Fehlen eines Bistro- oder Speisewagens.
Die Züge sollten ab Februar 2016[veraltet] auf der Intercity-Linie von Leipzig über Bielefeld und Hamm nach Köln und ab März 2016[veraltet] auf der Intercity-Linie 51 von Jena über Kassel und Paderborn nach Köln bzw. Aachen eingesetzt werden. Weitere Einsätze sind im bis 2030 vorgesehenen Ergänzungsnetz vorgesehen.
Im September 2013 wurde die Bestellung einer zweiten Charge von 17 Einheiten für insgesamt 293 Millionen Euro bestätigt. Das Einsatzgebiet dieser Züge sollte ab 2017 hauptsächlich in Südwestdeutschland liegen.
Die Züge verfügen unter anderem über Kopfpolster, Fußstützen, LTE-fähige Mobilfunkverstärker und Steckdosen. Im Oberdeck ist ein Kinderabteil eingerichtet, im Unterdeck Stauraum für Gepäck, in den Einstiegsbereichen Fahrradabstellmöglichkeiten. Die ehemalige Lufthansa-Tochter LSG Sky Chefs bietet einen Am-Platz-Service in beiden Klassen. Laut DB-Angaben zur Einführung sei die Nachrüstung eines Internetzugangs per WLAN und eines Bordrestaurants wahrscheinlich. Der Einstieg in den Steuerwagen ist bei einer Bahnsteighöhe von 550 mm barrierefrei über eine Spaltüberbrückung möglich, für Höhen zwischen 380 und 760 mm ist eine Rampe vorgesehen.
Im März 2015 sprach die Deutsche Bahn von 120 neuen Doppelstock-Intercity-Zügen, die bis 2030 beschafft werden sollen. Die Züge sollen über Bordtechnik für Telefon- und Internetnutzung verfügen. 17 neue Züge, mit Lokomotiven der Baureihe 147.5 (TRAXXP160 AC3) sollen ab Dezember 2017[veraltet] zwischen Stuttgart und Zürich sowie zwischen Nürnberg und Karlsruhe zum Einsatz kommen. Ab Dezember 2019[veraltet] ist der Einsatz zwischen Rostock und Dresden (über Berlin) sowie zwischen Münster, Siegen und Frankfurt am Main vorgesehen. Im Dezember 2022[veraltet] sollen die Linien zwischen Cottbus und Magdeburg (teilweise weiter nach Norddeich), Schwerin und Magdeburg (teilweise weiter nach Leipzig) sowie von (teilweise Berlin) Dresden über Hof und Regensburg nach München folgen, spätestens im Dezember 2026 die Linie von (teilweise Hamburg) Stralsund nach Berlin, spätestens im Dezember 2028 die Linie von Bamberg über Würzburg und Stuttgart nach Tübingen, spätestens im Dezember 2029 die Linie von Saarbrücken über Stuttgart nach Lindau, spätestens im Dezember 2030 die Linien Leipzig über Jena nach Nürnberg (teilweise weiter nach Karlsruhe) sowie von (teilweise Norddeich und Köln) Koblenz nach Trier sowie spätestens im Dezember 2032 die Linie von Chemnitz über Gera und Paderborn nach Düsseldorf.
Die Zulassung durch das Eisenbahn-Bundesamt erfolgte im September 2015, anschließend begann die Übergabe der Fahrzeuge an die Deutsche Bahn und die Personalschulung. Bis voraussichtlich 2017[veraltet] wird eine Zulassung von weiteren Lokomotivbaureihen angestrebt.
Die Kilometerkosten der Fahrzeuge betragen laut Angaben der Deutschen Bahn 18 Euro je Kilometer, bei alten Reisezügen würden sie 25 Euro je Kilometer betragen.

## Österreich
Die ersten Doppelstockwagen in Österreich wurden 1873 bis 1883 von der Staats-Eisenbahn-Gesellschaft beschafft. In die untere Etage konnte über separate Abteiltüren eingestiegen werden, die obere Etage war als Großraum mit Zugang über Treppen von den Enden her ausgeführt. Übergänge zwischen den Wagen waren nicht vorhanden. In einem zweiachsigen Wagen konnten so bis zu 90 Sitzplätze dritter Klasse oder 73 Sitzplätze im gemischtklassigen Wagen angeboten werden. Einzelne Wagen gingen 1909 noch an die k.k. österreichische Staatsbahnen, danach wurden jedoch zunächst keine weiteren Doppelstockwagen beschafft.

### Nahverkehr

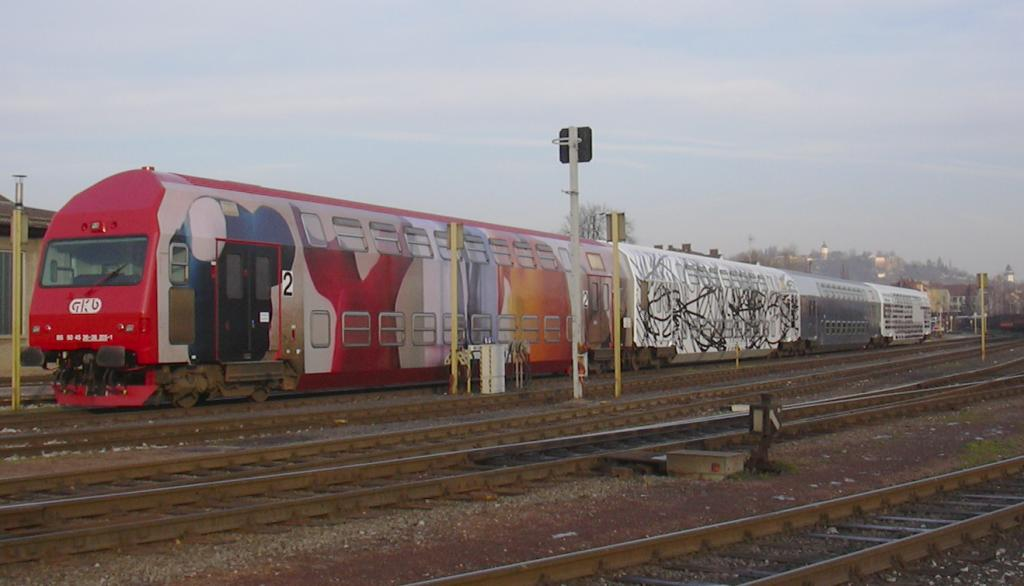
Künstlerisch gestaltete Doppelstockwagen der Graz-Köflacher Eisenbahn

Die Graz-Köflacher Eisenbahn (GKB) war die erste österreichische Bahngesellschaft, die auf moderne Doppelstockwagen setzte. Im Jahr 1993 wurden von Simmering-Graz-Pauker 15 Fahrzeuge geliefert, davon zehn der zweiten Klasse und fünf gleichartige Steuerwagen. Diese Wagen wurden ebenso wie die DB-Wagen nach Talbot-Patenten gebaut. Die GKB-Wagen haben Einstiege mit doppelt breiten Schwenkschiebetüren über den Drehgestellen, die Steuerwagen sind mit einem Dieselaggregat zur Energieversorgung des Zuges ausgerüstet, da die Diesellokomotiven der GKB nicht mit einer Zugsammelschiene ausgestattet sind.
1997 wurden von den Österreichischen Bundesbahnen (ÖBB) 120 Doppelstockwagen als Wendezug für den Einsatz auf stark nachgefragten Strecken um Wien, insbesondere auf der Südbahn und auf der Franz-Josefs-Bahn, beschafft. Die Fahrzeuge sind aufgrund ihres damaligen Brandings mit einem stilisierten Wiesel als Marke für den niederösterreichischen Regionalverkehr auch als Wieselzüge bekannt, welches aufgrund der Mitfinanzierung des Bundeslandes Niederösterreich angebracht wurde. Mit dieser Maßnahme konnte kurzfristig eine Erhöhung der Kapazität und der Attraktivität des öffentlichen Nahverkehrs in Wien und Niederösterreich erreicht werden. Diese Wagen entsprechen der ostdeutschen Niederflur-Einstiegsbauart und haben eine Einstiegshöhe von 55 Zentimetern.

Nach und nach kamen die Wagen auch in anderen Regionen, etwa in Vorarlberg, zum Einsatz, auch als Flughafenzubringer CAT (City Airport Train) vom Bahnhof Wien-Mitte/Landstraße zum Flughafen Wien-Schwechat, wofür die Wagen optisch als auch komforttechnisch angepasst wurden. Weiters wurden weitere Doppelstockwagen nachbestellt. Im Fahrplanjahr 2025 ist das Haupteinsatzgebiet weiterhin die S-Bahn-Stammstrecke sowie ihrer zuführender Strecken, die Franz-Josefs-Bahn, die Bahnstrecke Lindau–Bludenz und im Mischbetrieb mit einstöckigen Wagen die alte Westbahnstrecke zwischen Wien und St. Pölten. Einzelne Leistungen werden auch auf Dieselstrecken erbracht, wie etwa auf der Mattersburger Bahn.
Im Februar 2022 haben die ÖBB einen Rahmenvertrag über die Lieferung von 186 Doppelstock-Triebzügen vom Typ KISS an die Firma Stadler Rail vergeben. Bei Bedarf können vier- bis sechsteilige Züge abgerufen werden. Für die Ostregion wurden 41 Fahrzeuge abgerufen, die Anfang 2026 in den Fahrgastbetrieb gehen sollen.

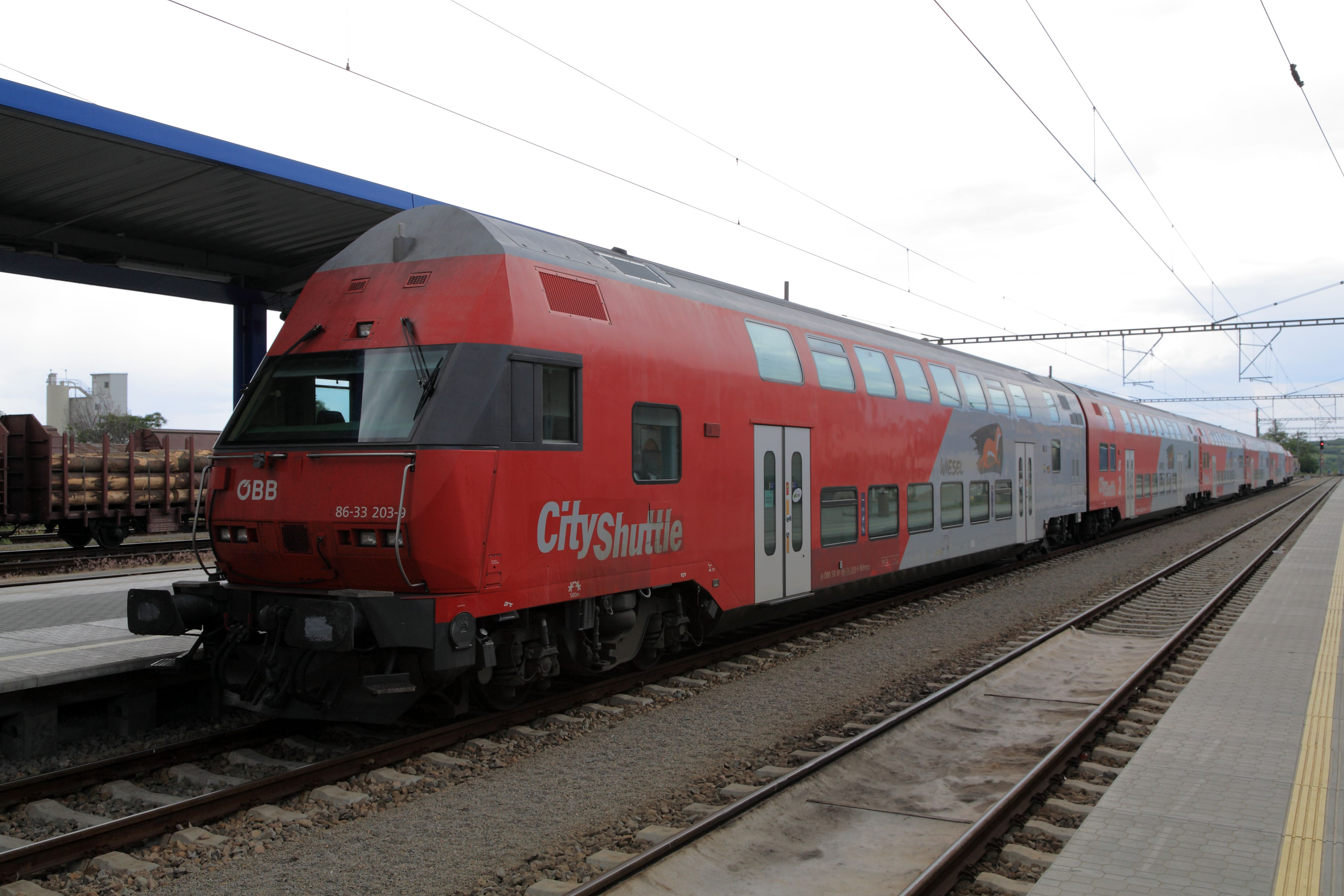
Wiesel-Steuerwagen und Zwischenwagen

### Fernverkehr
Seit Dezember 2011 setzt das private Eisenbahnunternehmen WESTbahn sieben sechsteilige Doppelstocktriebzüge im Fernverkehr ausschließlich auf der Strecke Wien – Salzburg im Stundentakt ein. Im Jahr 2017 wurden weitere vier sechs- sowie sechs vierteilige Doppelstocktriebzüge in Betrieb genommen, von denen eine vierteilige Garnitur unfallbedingt ausgeschieden ist. Alle siebzehn Triebzüge wurden bei Stadler Rail gebaut und sind für 200 km/h zugelassen, druckertüchtigt sind jedoch nur die 2017 in Betrieb genommenen. Seit 2022 fahren die Doppelstockzüge der WESTbahn nun auch über Salzburg und Rosenheim nach München als auch über das deutsche Eck nach Innsbruck und seit Dezember 2023 zwei tägliche Züge über Innsbruck nach Bregenz.
2019 wurde von der WESTbahn mit CRRC, Ltd. ein Vertrag zur Lieferung von Doppelstocktriebzügen unterschrieben, diese Züge sind allerdings mit Stand 2025 noch nicht im Planeinsatz.

Einzelne grenzüberschreitenden Fernverkehrszüge werden von im Fahrplanjahr 2025 von KISS-Triebzügen der Deutschen Bahn, welche vormals bei der WESTbahn im Einsatz waren, erbracht.
Aus dem bereits erwähnten Rahmenvertrag mit Stadler beschaffen auch die ÖBB Doppelstockzüge für den Fernverkehr, die als railjet ab Ende 2026 auf der Westbahnstrecke zum Einsatz kommen werden.

## Schweiz

### Regionalverkehr

#### Anfänge

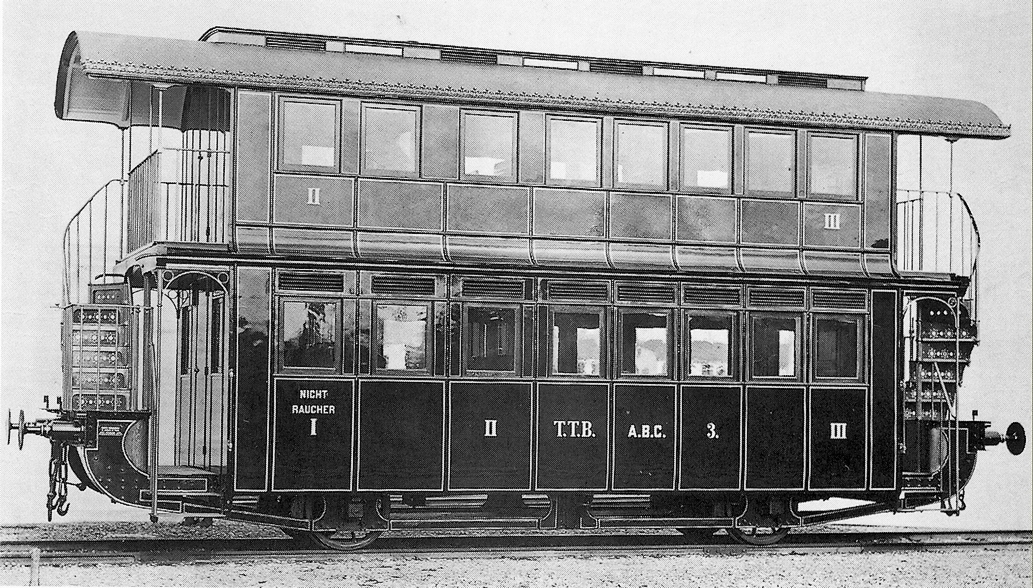
Doppelstockwagen der Tösstalbahn von 1875

Die ersten Doppelstockwagen der Schweiz wurden 1872 in einer Serie von zehn Wagen von der Bödelibahn beschafft und von der SIG geliefert.
Die Nordostbahn bestellte 1874 versuchsweise einen Wagen, der als BC Nr. 1901 bezeichnet wurde. Auch die Tösstalbahn beschaffte bei der SIG eine Reihe ähnlicher Wagen.

#### Doppelstockpendelzüge (DPZ)

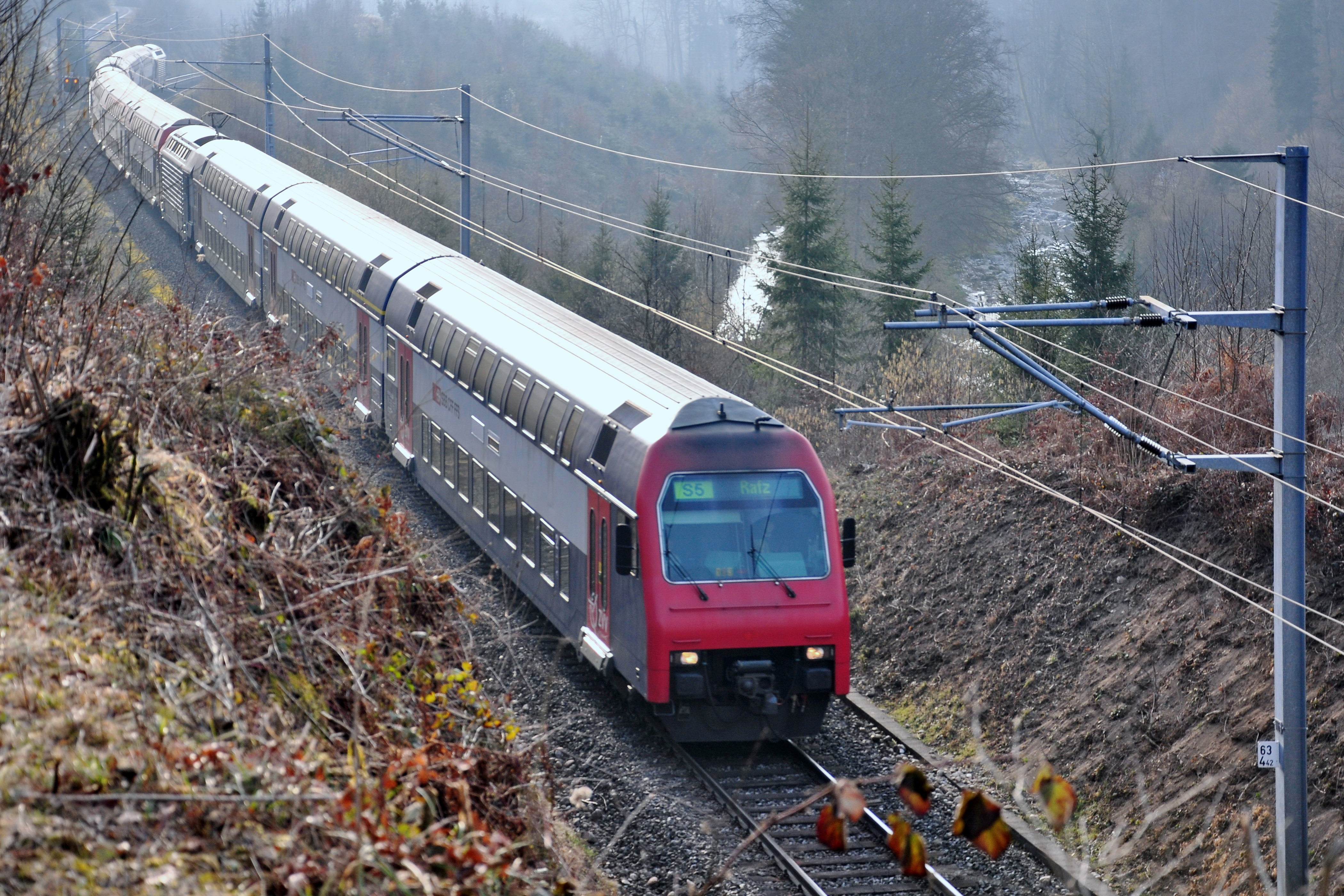
Doppelstockzug der Zürcher S-Bahn

In den Jahren 1989 bis 1997 kaufte die SBB für die S-Bahn Zürich 342 Doppelstockwagen mit Hocheinstieg und dazu passenden Lokomotiven des Typs SBB Re 450. Diese verkehren seit Mai 1990 in Zügen zu Lok, zwei Mittelwagen und Steuerwagen, die betrieblich nicht getrennt werden und als DPZ für DoppelstockPendelZug bezeichnet werden. DPZ können auch in Mehrfachtraktion von bis zu drei Einheiten eingesetzt werden.
Von 2011 bis 2018 wurden 115 DPZ Züge im Projekt Lifting, Integration, Optimierung und Neugestaltung (LION) für rund 600 Millionen Franken modernisiert. Mit der Modernisierung kamen auch Info-Bildschirme und Steckdosen an Sitzplätzen. Ein Mittelwagen zweiter Klasse wurde durch einen neugebauten Doppelstockwagen mit Tiefeinstiegen ersetzt und die frei gewordenen Mittelwagen aufgearbeitet, um an aufgearbeiteten SBB-Re-420-Lokomotiven betrieben zu werden.
Die aufgearbeiteten DPZ Züge werden als DPZ Plus bezeichnet. Der neue Mittelwagen stellt den Fahrgästen ein behindertengerechtes WC zur Verfügung. Die Plumpsklos in den anderen Wagen werden außer Betrieb genommen. Weiter ist der ganze Zug mit einer Klimaanlage ausgerüstet. An den Triebköpfen und Steuerwagen werden die Frontlichter durch LED-Lichter ersetzt und ein drittes Spitzenlicht eingebaut, dessen Funktion bis anhin von der Zugzielanzeige übernommen wurde.
Die frei werdenden hochflurigen Zweite-Klasse-Wagen werden mit je zwei speziell aufgearbeiteten Re 420-Lokomotiven in Pendelzüge während der Stoßzeiten eingesetzt, die einstöckige Züge ablösen und dadurch die Transportkapazität in Spitzenzeiten erhöhen.
Im Weiteren haben die SBB zwei ganze DPZ an die Sihltal-Zürich-Uetliberg-Bahn (SZU) verkauft, diese setzen die Züge auf der Strecke Zürich–Langnau–Sihlwald ein. Die SZU erhält ebenfalls acht Niederflur-Mittelwagen, womit sie einerseits ihre zwei DPZ verlängert und ihre einstöckigen Pendelzüge ergänzt.

#### Doppelstocktriebzüge

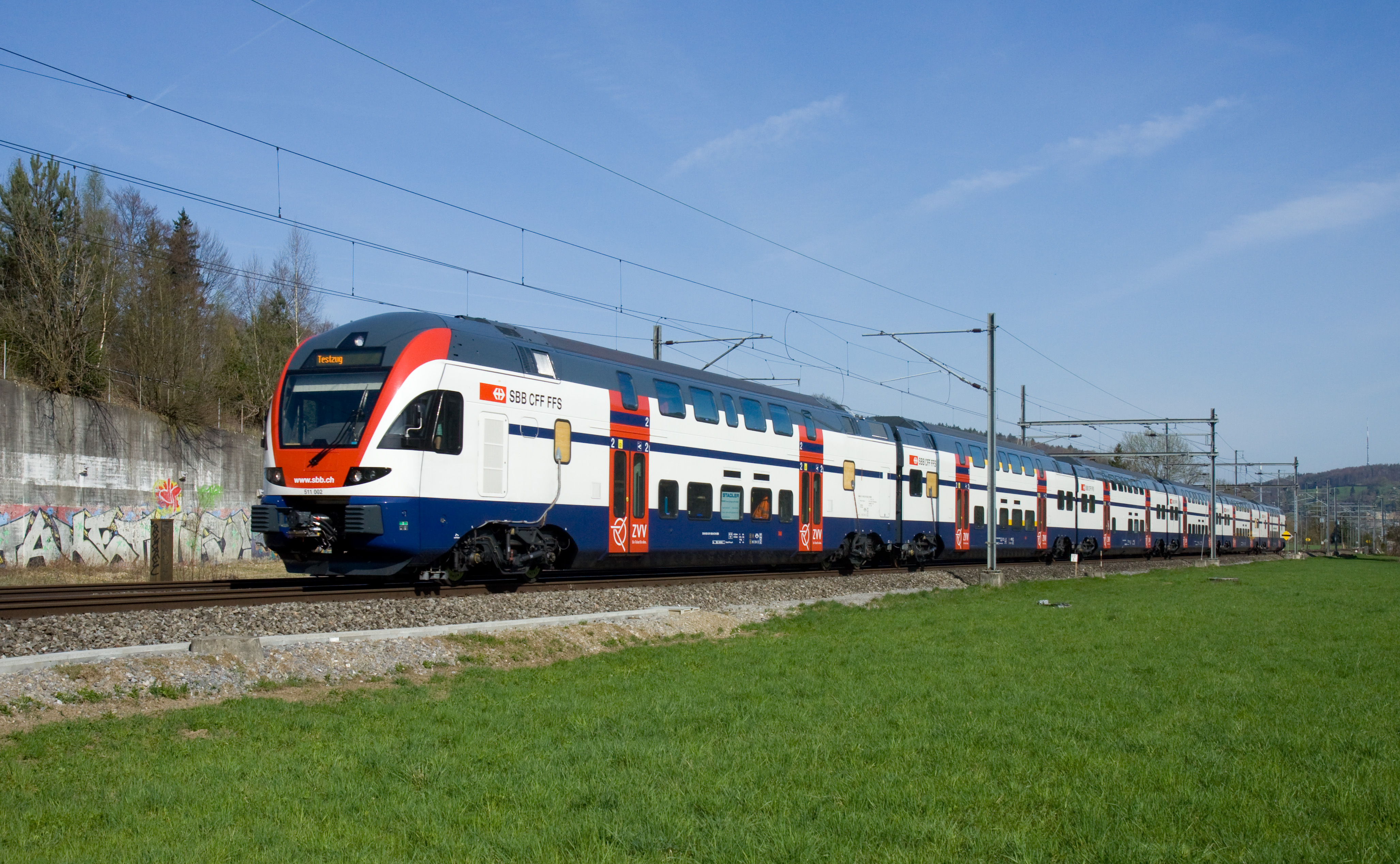
SBB RABe 511 der S-Bahn Zürich

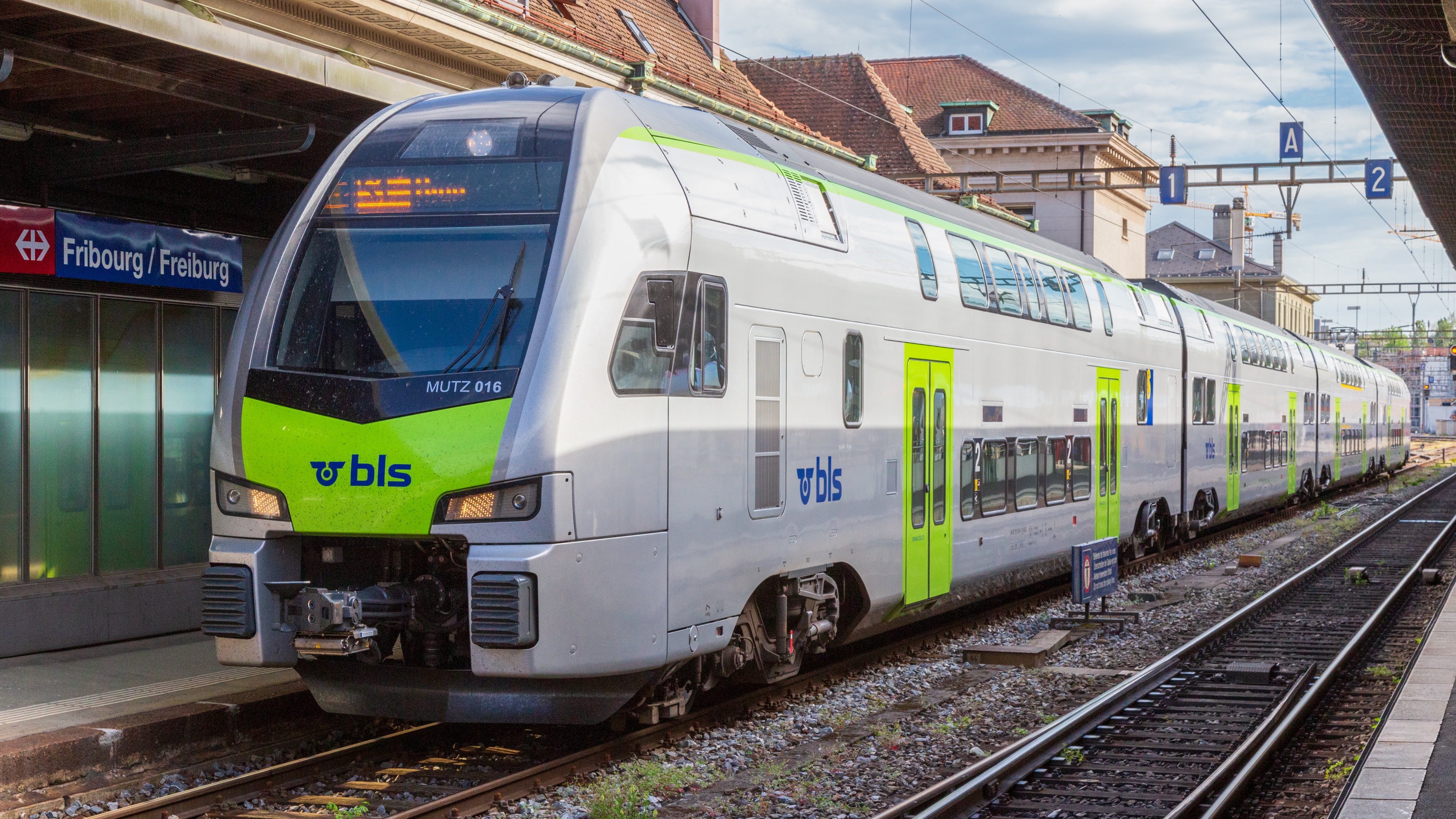
BLS RABe 515 „Mutz“

Seit dem Jahr 2006 setzen die SBB in Zürich Doppelstocktriebzüge der Baureihe RABe 514 ein, welche auch als DTZ für DoppelstockTriebZug bezeichnet werden. Die 61 vierteiligen Triebzüge mit Niederflureinstieg stammt aus der Desiro-Fahrzeugfamilie von Siemens. Sie können in Mehrfachtraktion von bis zu drei Einheiten eingesetzt werden. Gemischte Züge aus DPZ und DTZ waren ursprünglich vorgesehen, kommen aber nicht zum Einsatz.
2008 wurden bei Stadler Rail von den SBB insgesamt 50 sechsteilige Dosto-Triebzüge bestellt, welche von den SBB als RABe 511 bezeichnet werden und seit Ende 2011 auf der Zürcher S-Bahn in Dienst stehen. Im April 2010, noch vor der Ablieferung des ersten Zugs, lösten die SBB eine Option für weitere 24 vierteilige Triebzüge desselben Typs ein. Seit Dezember 2012 kommen vierteilige Züge in der Westschweiz als Regio-Express zum Einsatz. Weitere Nachbestellungen erfolgten 2014 für 19 Züge und im April 2021 von 60 Zügen des weiterentwickelten Typs RABe 512.
Für die S-Bahn Bern beschaffte die BLS ebenfalls KISS-Triebzüge, eingereiht als RABe 515. Unter dem Namen MUTZ (»Moderner Universeller TriebZug«) werden Vier- und Sechswagenzüge eingesetzt.

### Fernverkehr

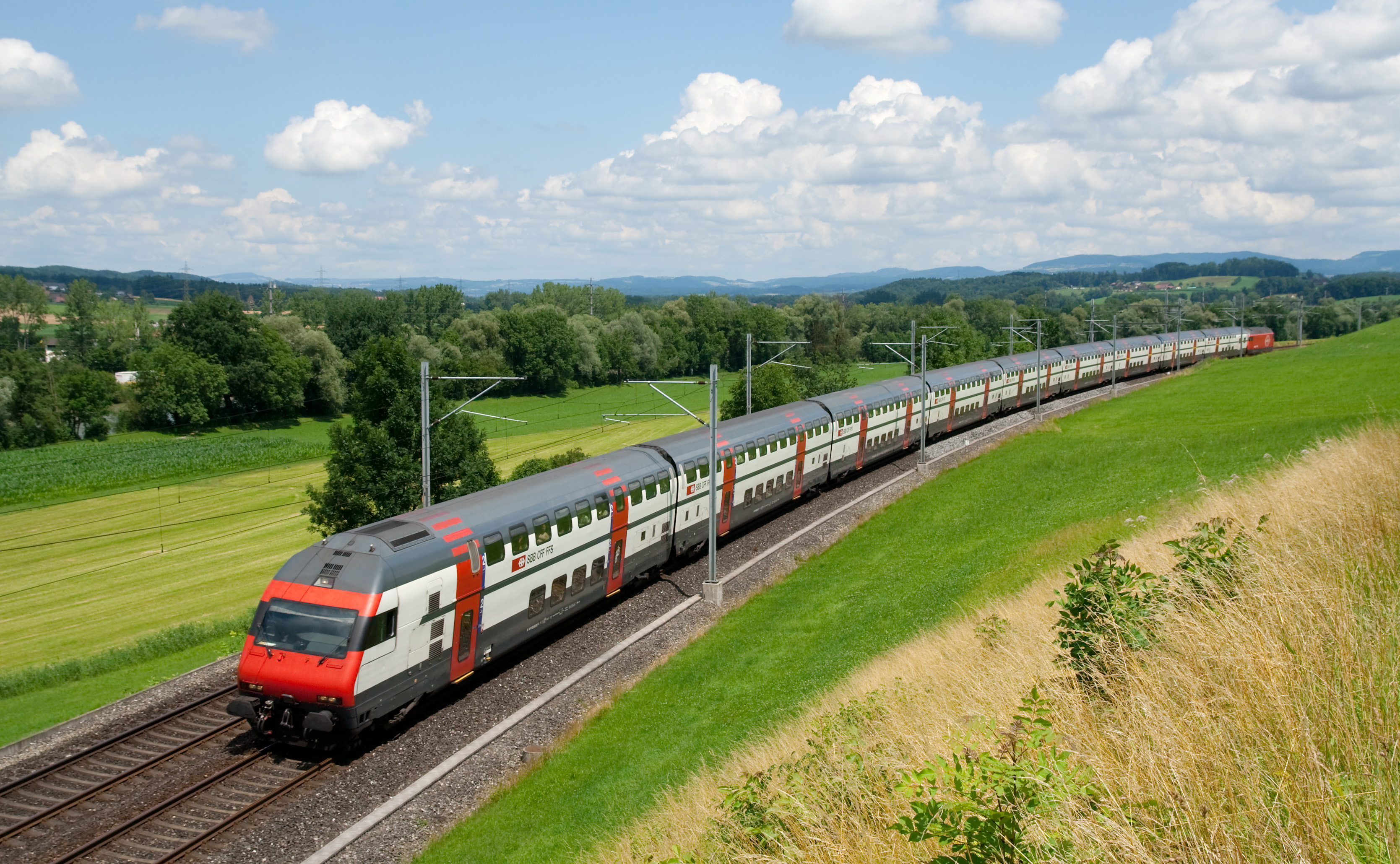
IC 2000

Im Rahmen des Projekts Bahn 2000 wurden für den Fernverkehr von den SBB 341 Doppelstockwagen mit Tiefeinstieg des Typs IC 2000 in Aluminiumbauweise beschafft. Bespannt können diese Wagen mit allen Lokomotiven werden, im Pendelzugbetrieb aber nur von solchen der Baureihe Re 460. Beschafft wurden in einer ersten Serie neun Steuerwagen Bt (98 Sitzplätze), deren Kopf dem der Re 460 entspricht, 28 B (126 Sitzplätze) mit zweiten Klasse, 13 A (86 Sitzplätze) und acht Halbgepäckwagen AD (64 Sitzplätze) der ersten Klasse. Später kamen weitere Wagen hinzu, darunter auch Bistrowagen, die bei den Fahrgästen allerdings auf Kritik stießen. Inzwischen wurden diese teilweise zu Restaurantwagen vom Typ WRB umgebaut.
Bei den Schweizer Doppelstock-IC ist die obere Ebene auch im Bereich der Einstiege und der Übergänge von Wagen zu Wagen weitergeführt, was die Benutzung von Service-Karren im Zug erleichtert.
Das Gewicht der in Leichtbauweise gefertigten Fahrzeuge liegt zwischen 44 und 50 Tonnen. Die Wagen sind für eine Höchstgeschwindigkeit von 200 km/h zugelassen. Betrug der Nichtraucheranteil ursprünglich 75 Prozent, so sind es nach dem Rauchverbot in Schweizer Zügen komplette Nichtraucher-Garnituren.

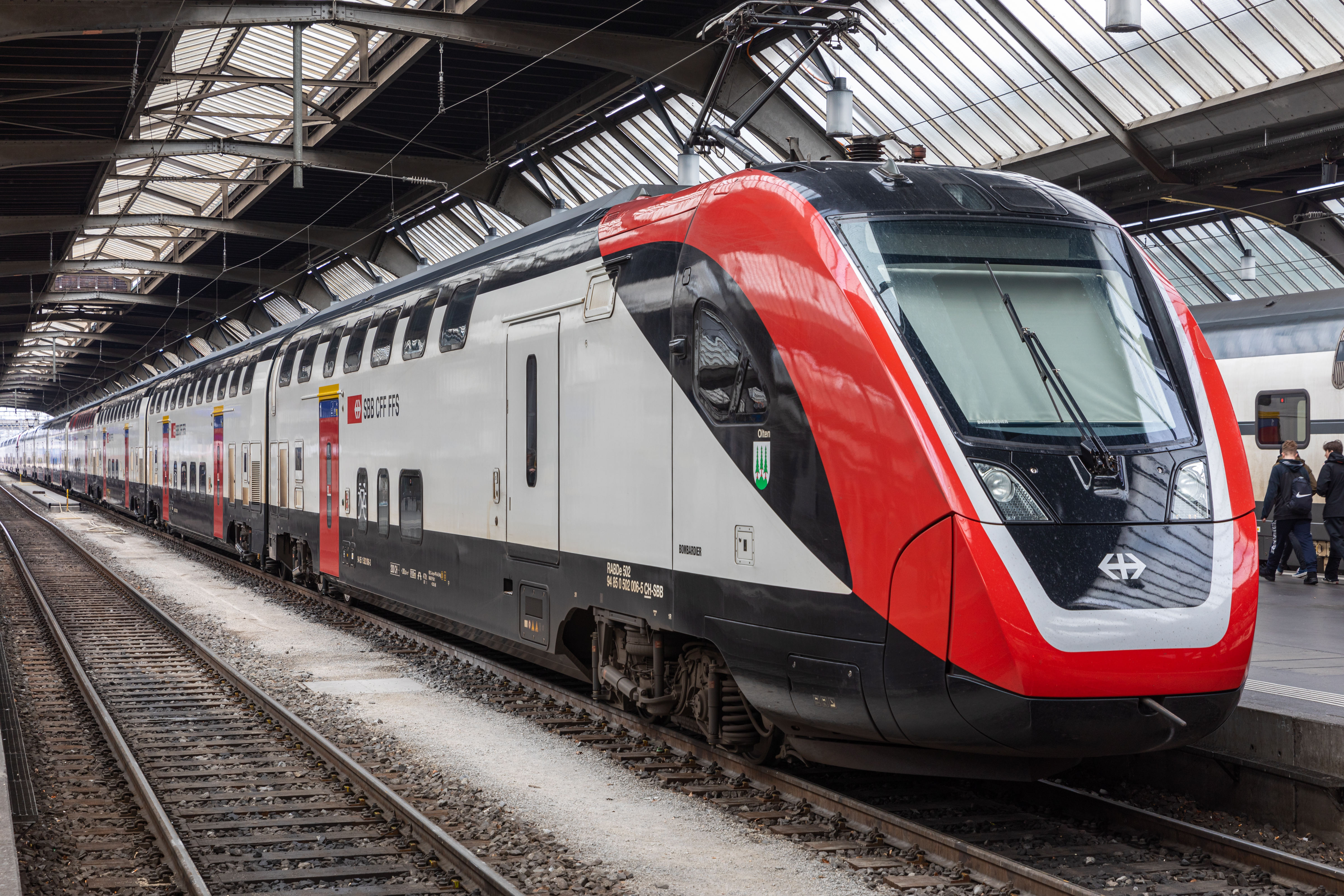
RABDe 502 006 in Zürich HB

Im April 2009 schrieben die Schweizerischen Bundesbahnen 59 Doppelstocktriebzüge für den Intercity- und Interregio-Verkehr aus. Beschafft wurden 100 und 200 Meter lange Züge, die je nach Bedarf zu bis 400 Meter langen Zügen gekuppelt werden können und eine Geschwindigkeit von 200 km/h erreichen. Am 12. Mai 2010 erteilten die SBB den Auftrag an Bombardier Transportation mit Zügen des Typs Twindexx Swiss Express, die Konkurrenten Stadler Rail und Siemens gingen leer aus. Der Auftrag hatte ein Volumen von 1,9 Milliarden Schweizer Franken. Die insgesamt 62 Züge wurden als RABe 502 eingeordnet und werden von den SBB als FV-Dosto bezeichnet.

## Belgien
Auch Belgien setzt Doppelstockwagen ein. Dort wurden 1985 97 Wagen der zweiten Klasse mit 15 mit erster Klasse sowie 18 Steuerwagen vom Typ M5 geliefert, die im Großraum Brüssel eingesetzt werden. Zuglokomotiven dieser Einheiten sind die Baureihen 2100 und 2700 der belgischen Staatsbahn. Anfangs waren die Wagen im roten Regionalbahnschema unterwegs, heute werden diese Wagen in das SNCB/NMBS-Standardweiß umlackiert.
Von 1999 bis 2011 beschafft die belgische Bahn für den Einsatz hauptsächlich im IC-Dienst insgesamt 492 Doppelstockwagen vom Typ M6, hergestellt durch Bombardier und Alstom. Darunter befinden sich 64 Steuerwagen. Die Züge werden auch als Flügelzüge eingesetzt, dazu verfügen jeweils am Ende des Zugverbandes sowohl der Steuerwagen als auch die Lokomotive vom Typ HLE 27 über eine automatische Mittelpufferkupplung.
Am 18. Dezember 2015 schlossen die SNCB einen Kaufvertrag über bis zu 1362 M7-Doppelstockwagen. Einige Endwagen sind angetrieben, sodass sowohl klassische Wendezüge als auch Triebzüge gebildet werden können.

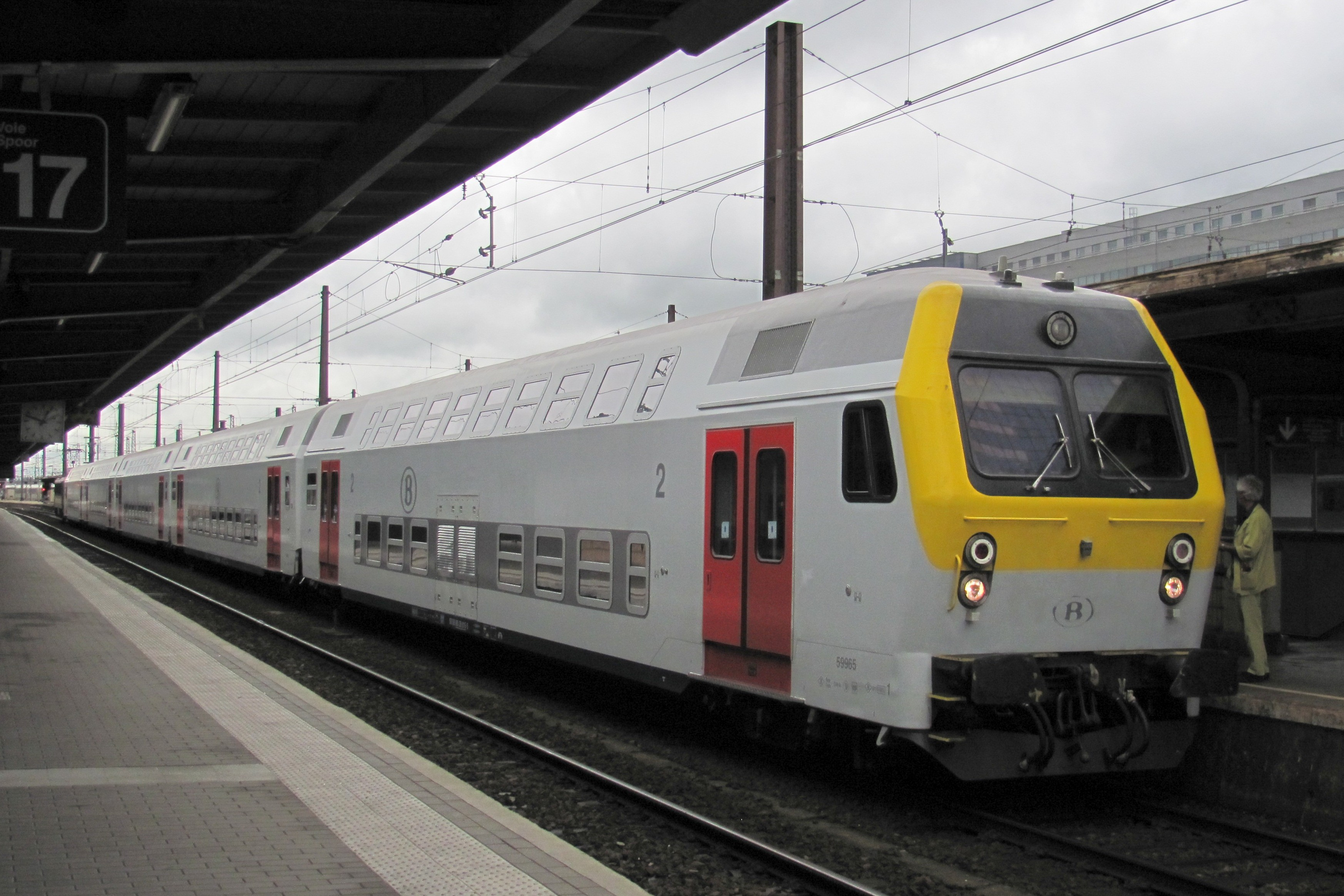
M5-Doppelstockwagen
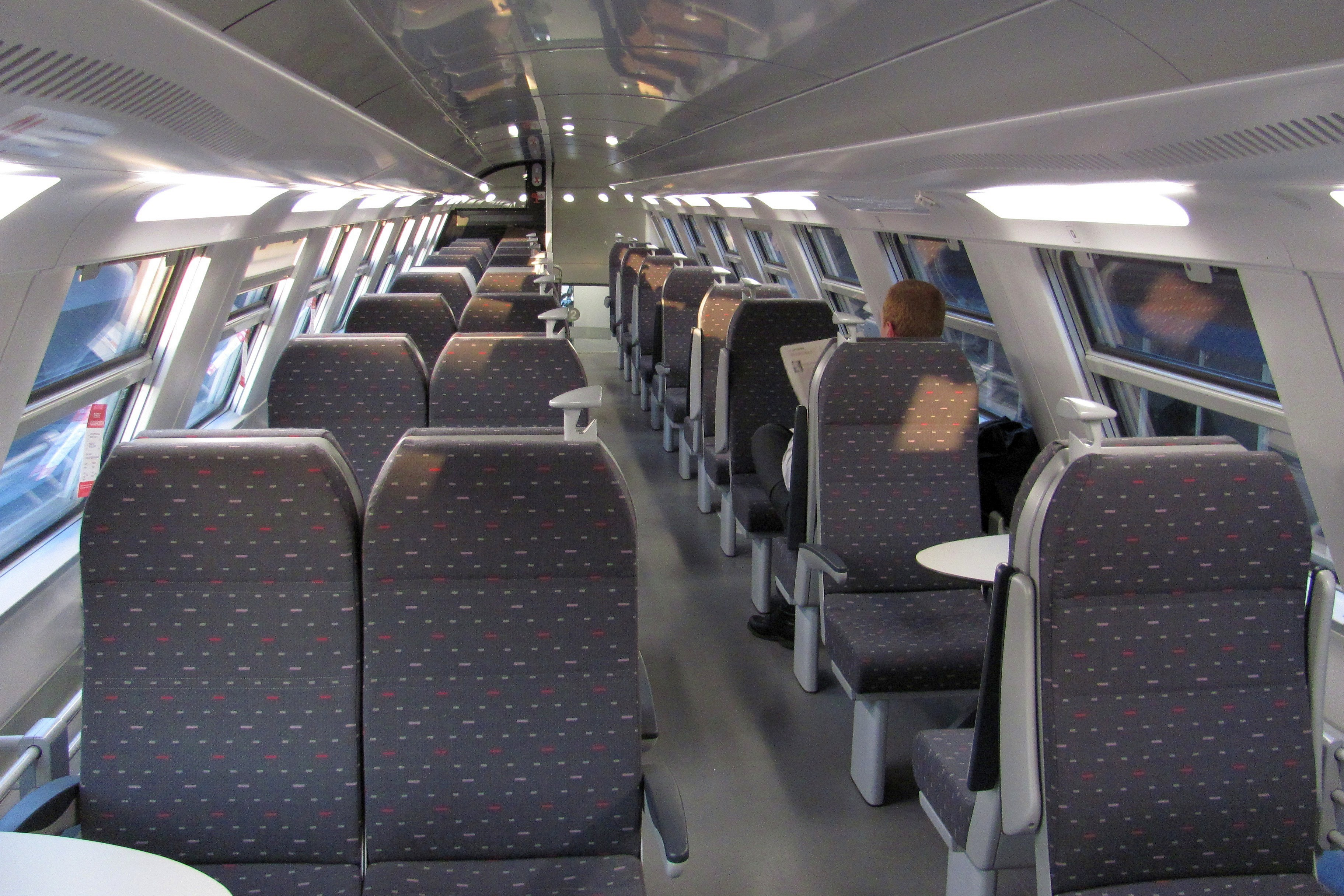
modernisierter M5-Wagen, zweite Klasse oben
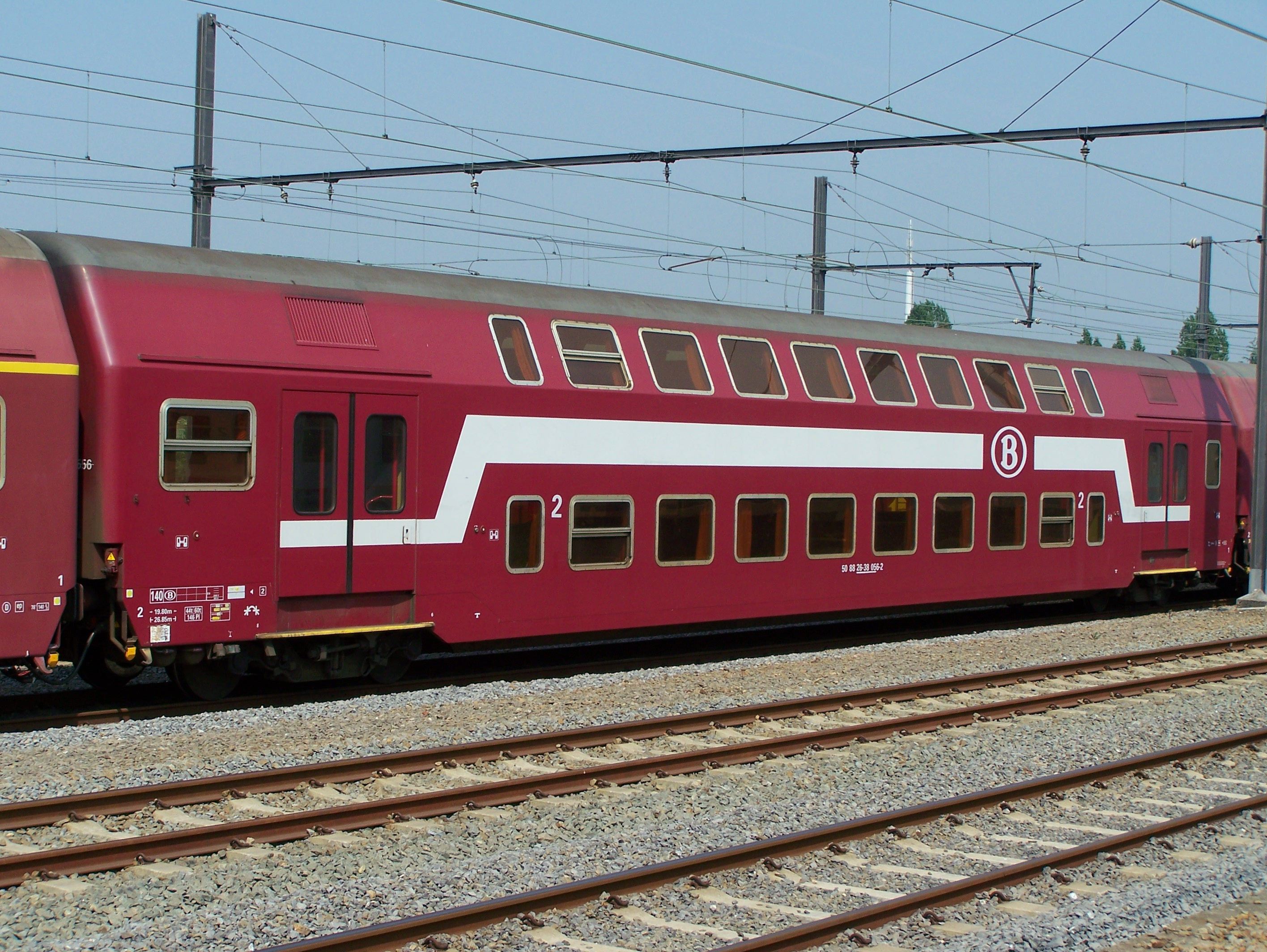
nichtmodernisierter Doppelstockwagen Typ M5
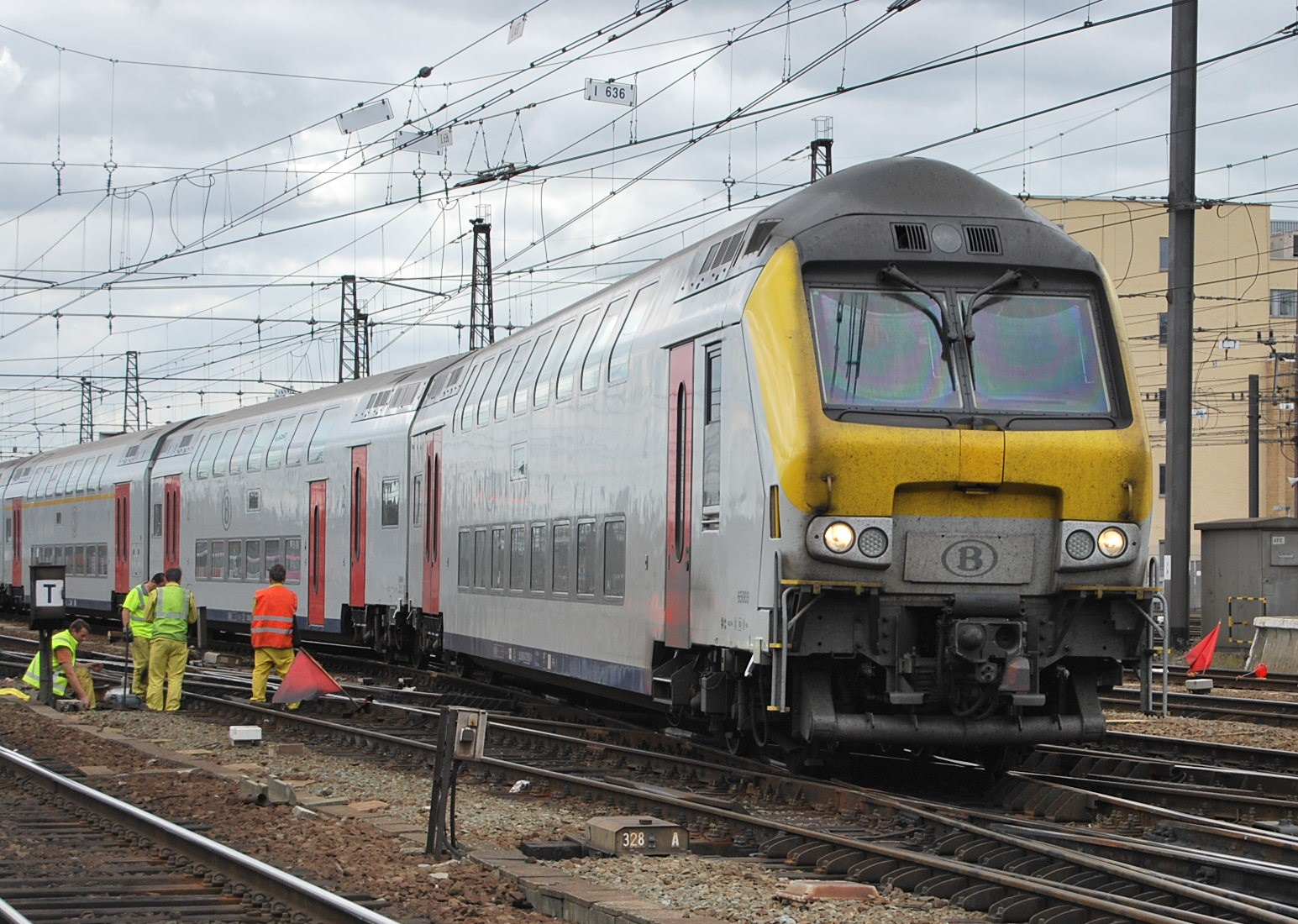
Typ M6 in Brussel-Zuid/Bruxelles-Midi
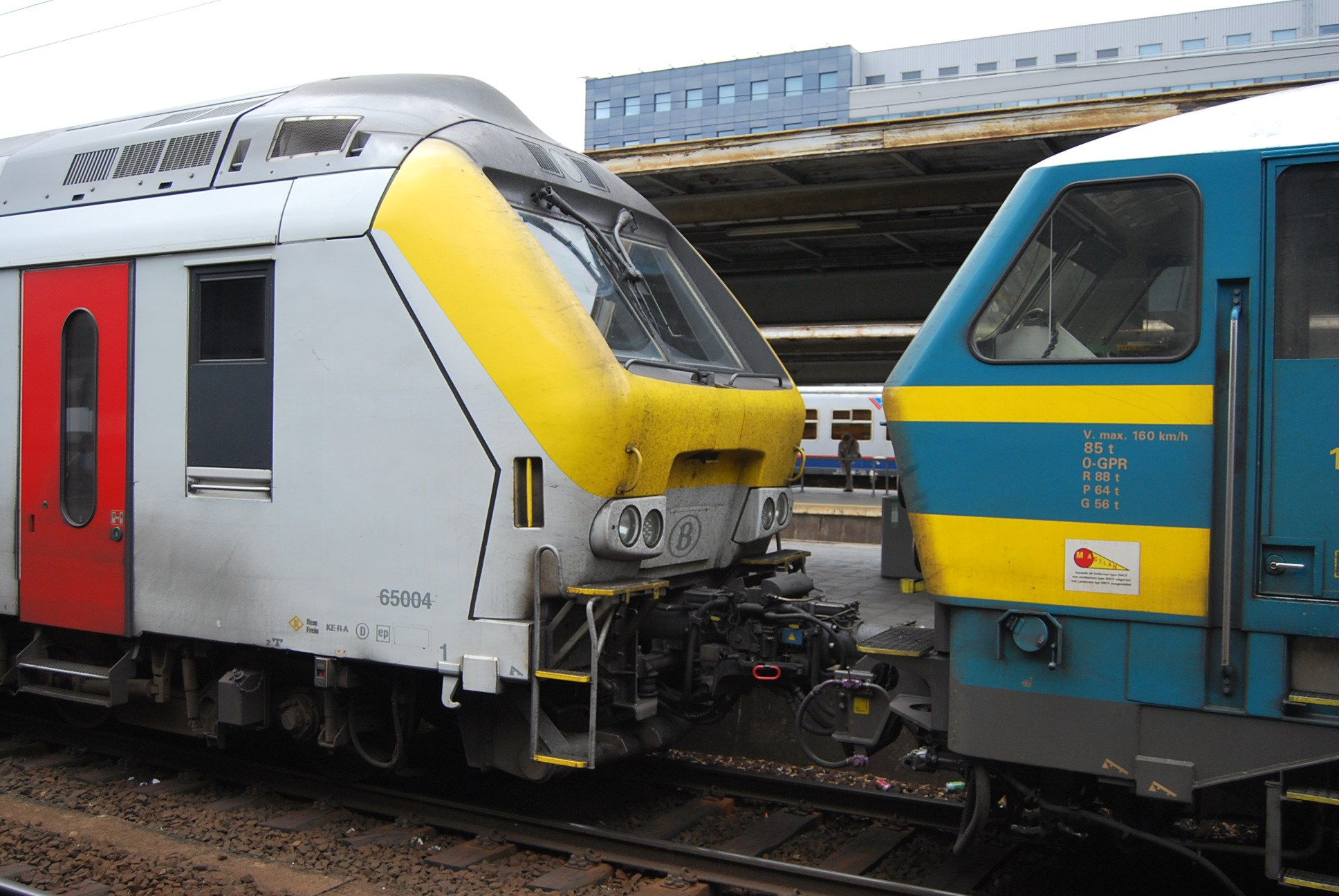
Der Typ M6 wird auch als Flügelzug eingesetzt
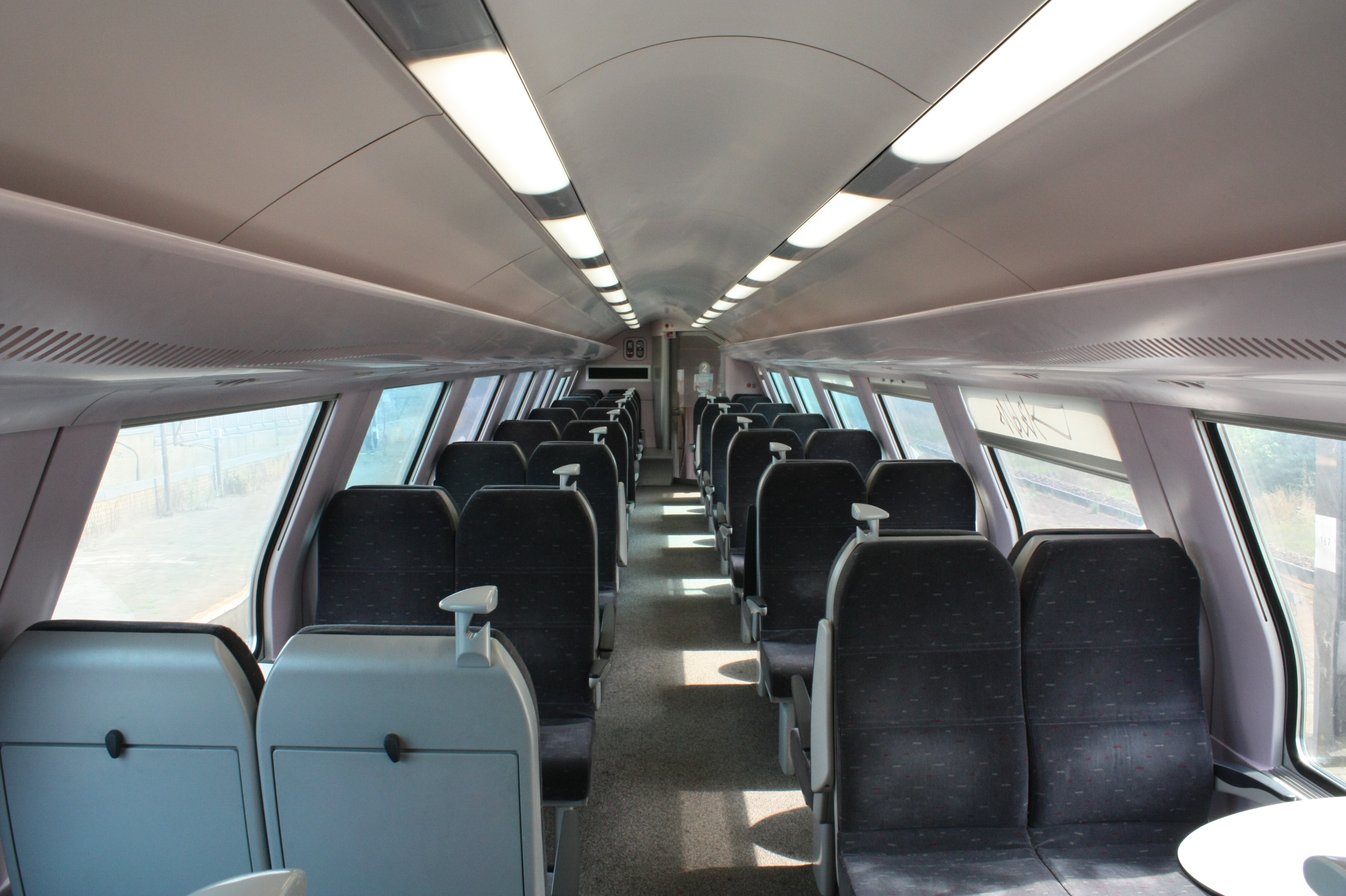
Interieur M6 erste Klasse (deklassiert zur zweiten Klasse), oben
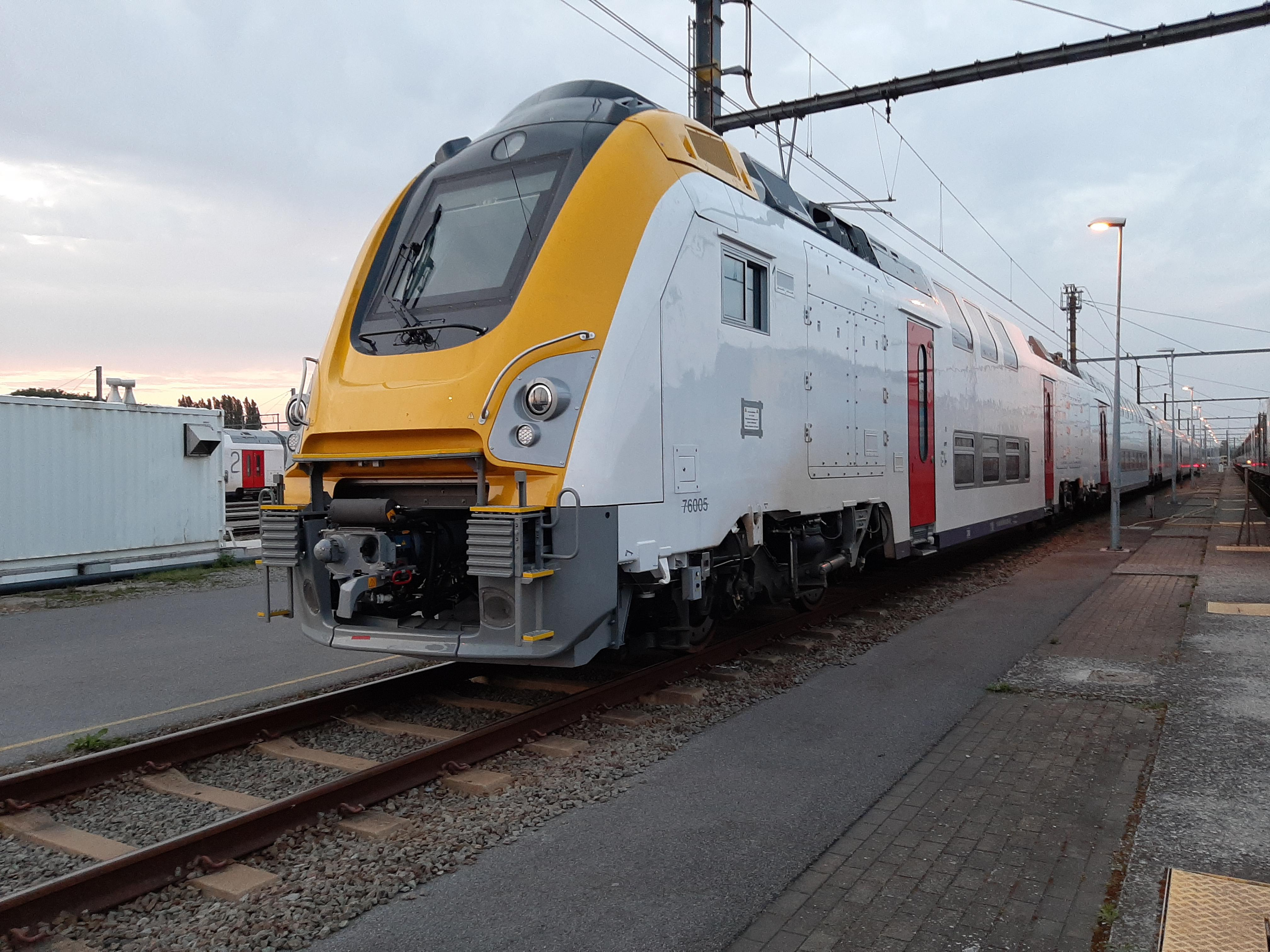
Angetriebener Endwagen des Typs M7 (Bmx)

## Dänemark

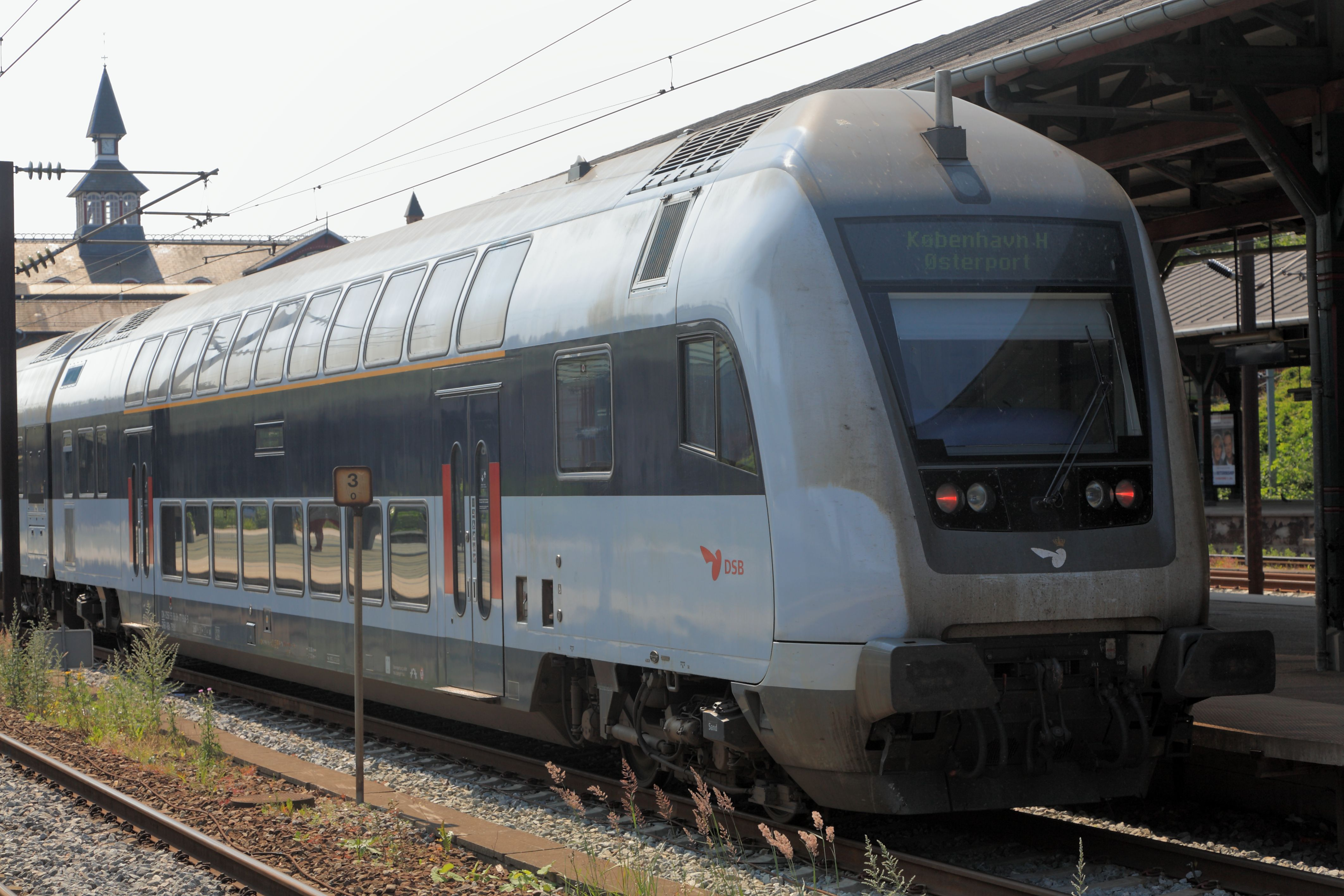
Doppelstocksteuerwagen im Kopenhagener Bahnhof Østerport

Schon 1868 wurde der erste zweiachsige Doppelstockwagen angeschafft. Diesem Einzelstück folgen in zwei Serien (1870 und 1877) noch weitere 17 doppelstöckige Wagen ähnlicher Bauart. Sie wurden allesamt zwischen 1923 und 1935 ausrangiert.
Die Dänischen Staatsbahnen (DSB) setzen auf Sjælland seit 2002 von Bombardier geleaste Doppelstockwagen auf den Regionalstrecken Kopenhagen–Kalundborg, Kopenhagen-Nykøbing F und bis Ende 2010 als InterRegionalzug Kopenhagen-Aarhus-Aalborg ein.
Gemäß einem Verkehrsabkommen im dänischen Folketing Juni 2012 werden zusätzliche Doppelstockwagen gekauft bzw. die Rückgabe geleaster Doppelstockwagen hinausgeschoben, um den Mangel an Fahrzeugen im Personentransportverkehr, hauptsächlich im Raum Kopenhagen, entgegenzuwirken.

## Finnland

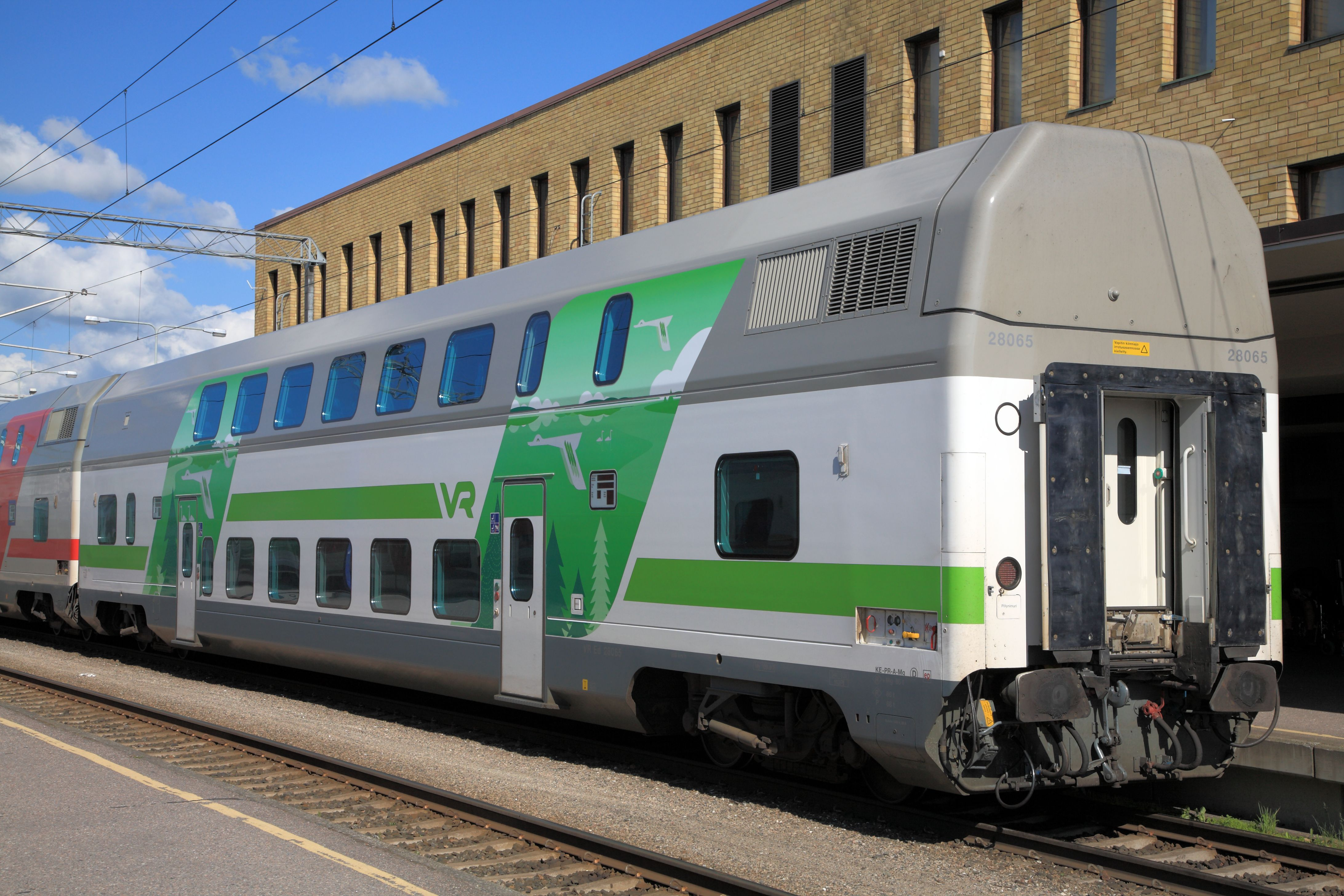
Finnischer Doppelstockwagen im Bahnhof Turku

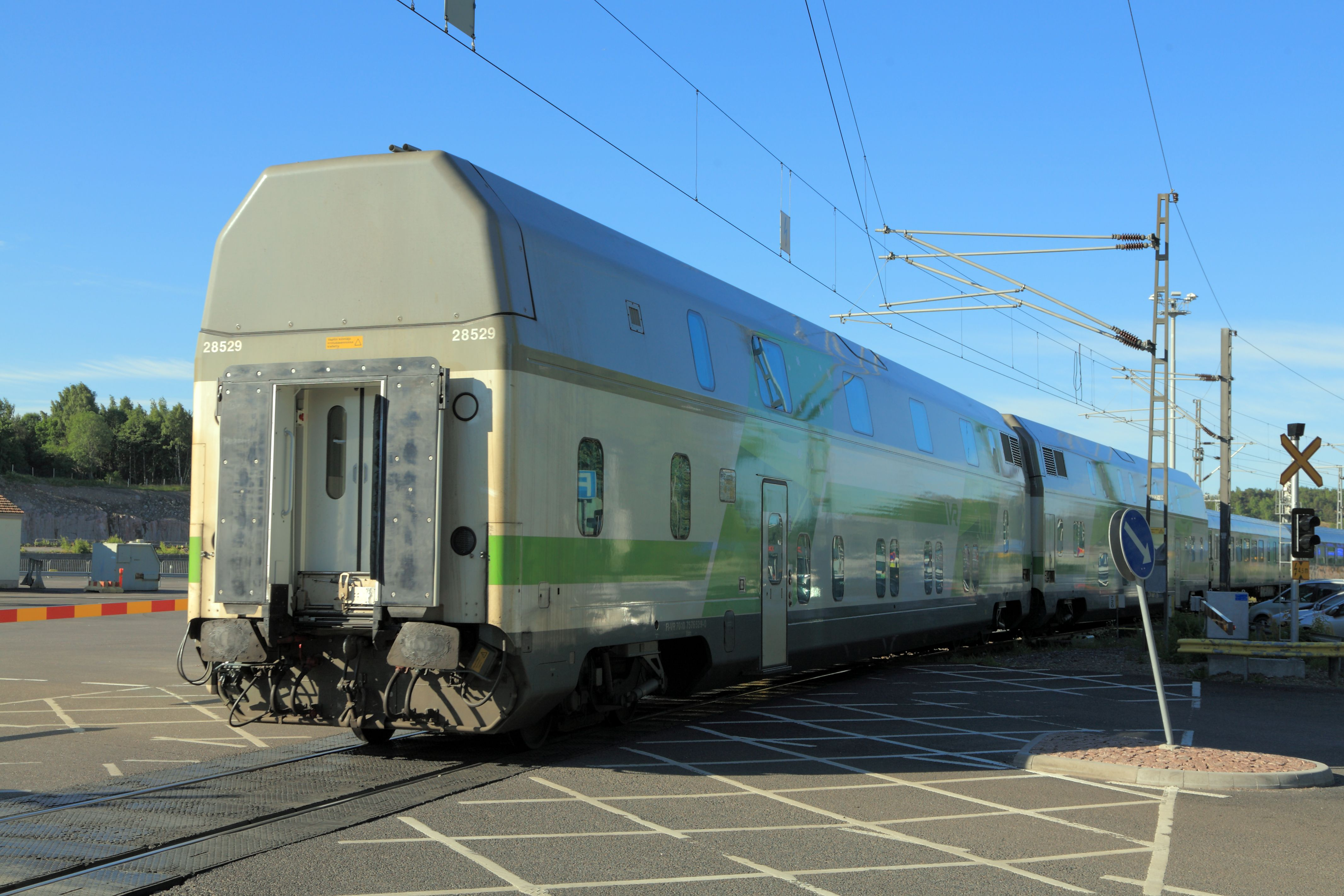
Doppelstockschlafwagen

Die finnische Talgo-Tochter Talgo OY entwickelte als Nachfolger der einstöckigen InterCity-Wagen Doppelstockwagen des Typs InterCity2 für die Finnischen Eisenbahnen (VR), die wegen des großen finnischen Lichtraumprofils besonders komfortabel gestaltet werden konnten. Die ersten, noch mit Gummiwulstübergängen gelieferten Wagen wurden inzwischen auf druckdichte SIG-Übergänge umgebaut und damit der Serienausführung angepasst. Basierend auf den InterCity2-Wagen sind auch Schlafwagen gebaut worden, diese besitzen im Obergeschoss in den Abteilen jeweils Dusche und WC. Seit 2013 sind auch dazu passende Steuerwagen im Einsatz.
Unabhängig davon wurde mit dem Talgo 22 ein Doppelstockzug auf Basis der Talgo-Einzelradlaufwerke entwickelt, der im Ober- und Unterdeck durchgängig begehbar ist. Er ist als Trieb- und Wagenzug vorgesehen, wurde jedoch noch nicht bestellt und gebaut.

## Frankreich
In Frankreich nutzt die Bahn seit den Anfängen Doppelstockwagen. Sie werden hauptsächlich im Vorortsverkehr von Paris und im Hochgeschwindigkeitsverkehr eingesetzt.

### Züge für den Pariser Vorortverkehr

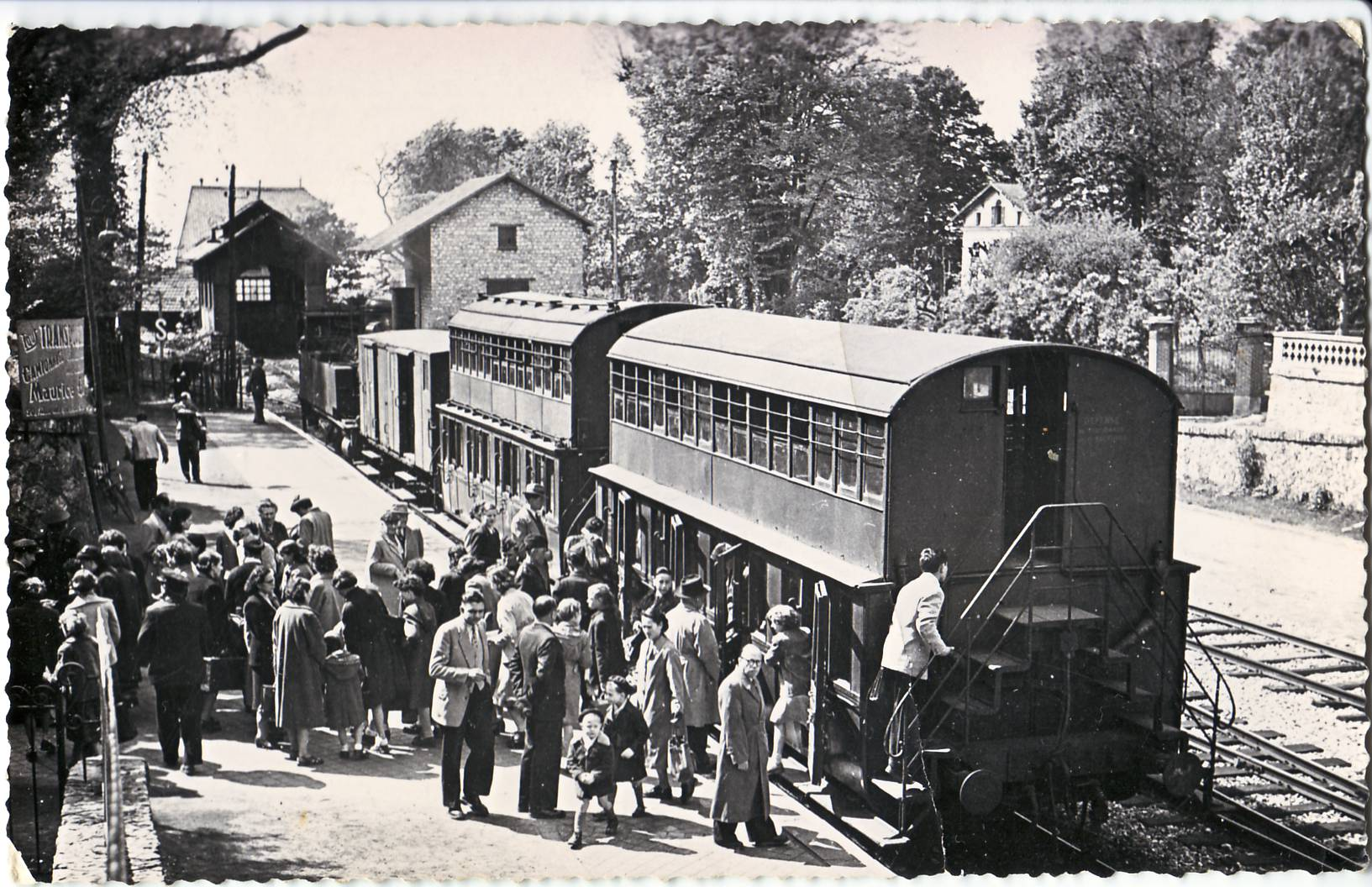
Voiture Bidel-Doppelstockzüge der Chemins de fer de l’Ouest

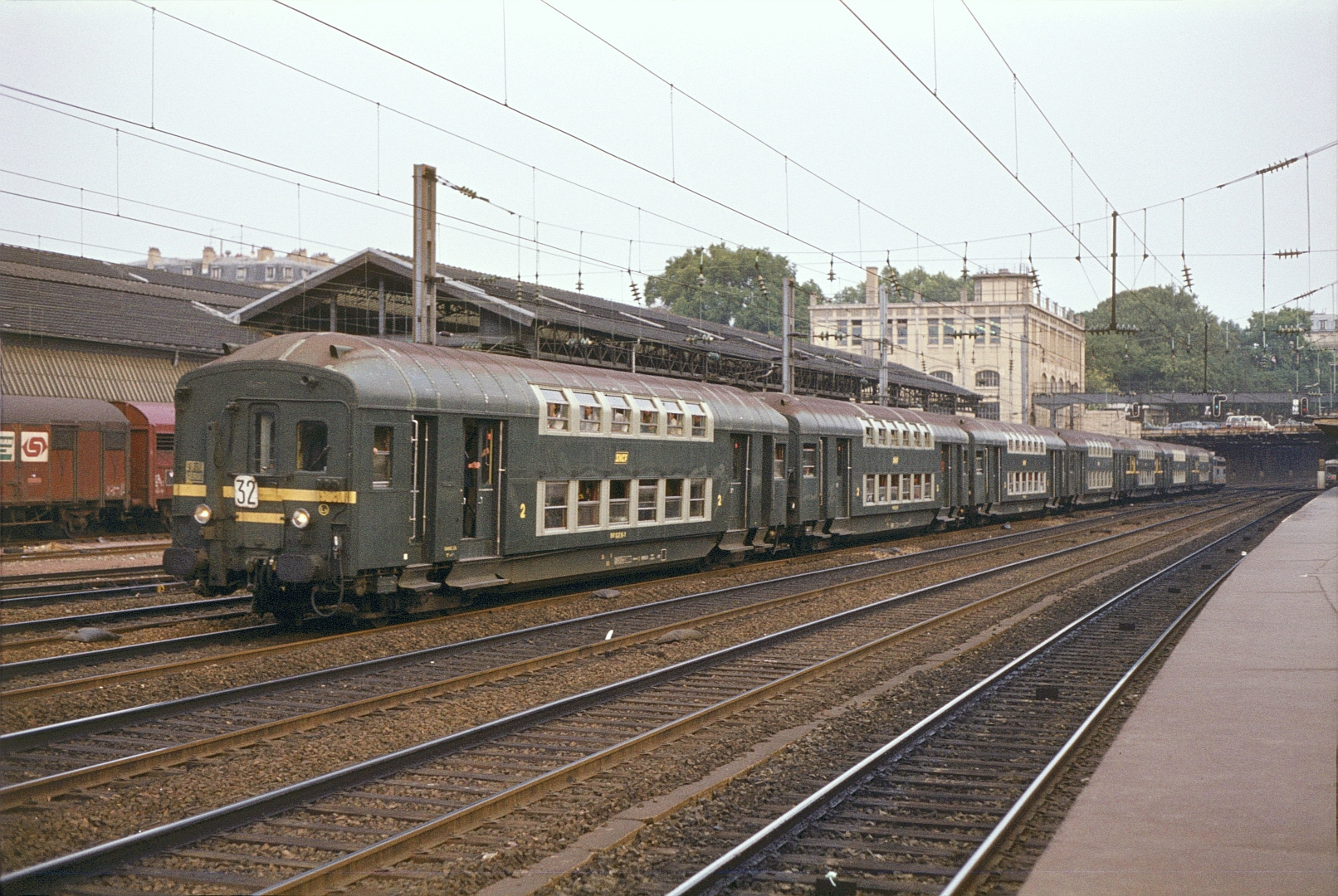
Voiture État à 2 étages von 1933 im Bahnhof Pont-Cardinet. Erkennbar ist hier der Endwagen als Steuerwagen ausgeführt.

Bereits 1855 beschafften die Chemins de fer de l’Ouest zweiachsige Doppelstockwagen für die Arbeiterzüge im Pariser Vorortsverkehr. Ab 1933 setzte die Nachfolgegesellschaft ETAT siebenteilige Doppelstockzüge Voiture à étage État ein, die bereits einige Jahre vor den Doppelstockzügen der Lübeck-Büchener Eisenbahn im Wendezugbetrieb mit Tenderlokomotiven bis in die 1982 in Betrieb waren.
1973 entstand die Wagenserie Voiture de banlieue à deux niveaux (VB-2N) für die RER mit Wagen zweiter Klasse Be (164 Plätze), gemischtklassigen Fahrzeugen der Bauart ABe (66/78 Plätze), Halbgepäckwagen BDe (156 Plätze) und Steuerwagen Bxe (134 Plätze). Mit der Sitzteilung 3+2 in der zweiten Klasse und 2+2 in der ersten sind die Sitze schmaler als bei der Deutschen Bundesbahn.
Die in selbsttragender Bauweise hergestellten Wagen besitzen alle die gleichen Abmessungen und sind jeweils 24 280 Millimeter lang und bis zum Dachscheitel 4320 Millimeter hoch. Die zwei großen Außenschwing-Doppeltüren sind in Hochflurbauweise ausgeführt. Die Wagen können sowohl im 1500-Volt-Gleichstromnetz als auch im 25-kV-Wechselstromnetz der SNCF verkehren. Die Serie VB-2N umfasst 589 in orange-grau lackierte Wagen.
Eine verbesserte Variante VO-N2 für die westliche Region (Ouest) umfasste 100 Exemplare, für die Region Nord wurden 51 VN-22N-Wagen beschafft. Die Auslieferung war 1987 abgeschlossen. Insgesamt sind 740 Doppelstockwagen im Pariser Vorortverkehr eingesetzt.

### Triebzüge im Pariser RER

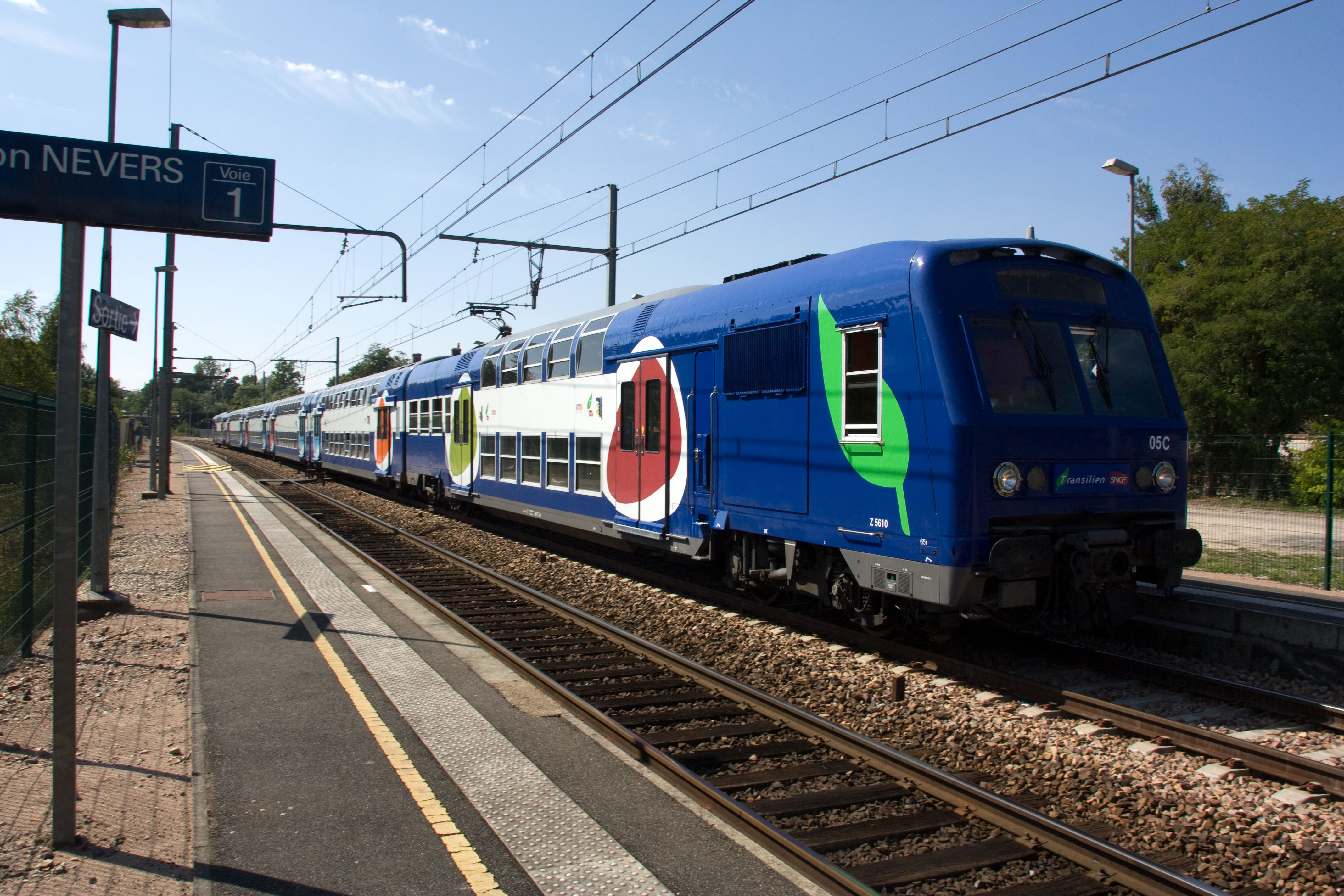
Doppelstockzug Z 5600

Seit 1983 verkehren auf der Pariser S-Bahn (RER) auch Doppelstock-Triebzüge. Die ZR-2N-Mittelwagen wurden aus den Banlieue-Wagen entwickelt, die beiden Triebwagen Z 5600 für eine Einheit wurden neu entworfen. Diese Baureihe ist mit zwei oder drei Mittelwagen im Einsatz. Im oberen Stockwerk und im Mittelbereich sind Sitzplätze untergebracht, die Traktionsausrüstung liegt hinter den Führerständen. Die Türen sind gegenüber den Mittelwagen etwas in die Wagenmitte versetzt. Bis 1985 wurden 104 Einheiten Z2 an die SNCF für den Einsatz auf der RER-Linie C geliefert. Für Gemeinschaftslinien mit dem Pariser Nahverkehrsbetrieb RATP wurde die Zweisystemvariante Z 8800 beschafft. Diese 116 Einheiten gleichen der Vorserie, nur die Triebwagen sind wegen des zusätzlichen Transformators etwas schwerer als die Vorgängerbauart. Oben gibt es 48, unten 46 Sitzplätze zweiter Klasse.
Für den Einsatz auf den Linien C und D wurden bis 1988 an die SNCF 200 Zweisystemzüge der Reihe Z 20500 geliefert, deren Triebwagen eine moderne, steil abfallende Frontgestaltung erhielten. Die Mittelwagen erhielten mit 26,4 Metern dieselbe Länge wie die UIC-Typen X und Z.
Bis 1996 wurden für das RER-Kernnetz 96 Triebwagen MI-2N in Doppelstockausführung bestellt, die je Wagenseite drei Türen zum schnellen Fahrgastwechsel aufweisen. Ihr Einsatz erfolgt in der Ausführung Z 1500 auf der Linie A, die von RATP und SNCF gemeinschaftlich betrieben wird, und als Z 22500 auf der von der SNCF betriebenen Linie E.
Seit 2011 werden die Zweisystemtriebwagen der Baureihe MI 09 von Alstom und Bombardier auf der RER-Linie A eingesetzt. Diese ersetzten u. a. die einstöckigen Triebwagen der Baureihe MS 61.
Mit den RER NG werden weitere doppelstöckige Triebzüge für die RER-Linien D und E beschafft.

### Triebzüge im übrigen Regionalverkehr

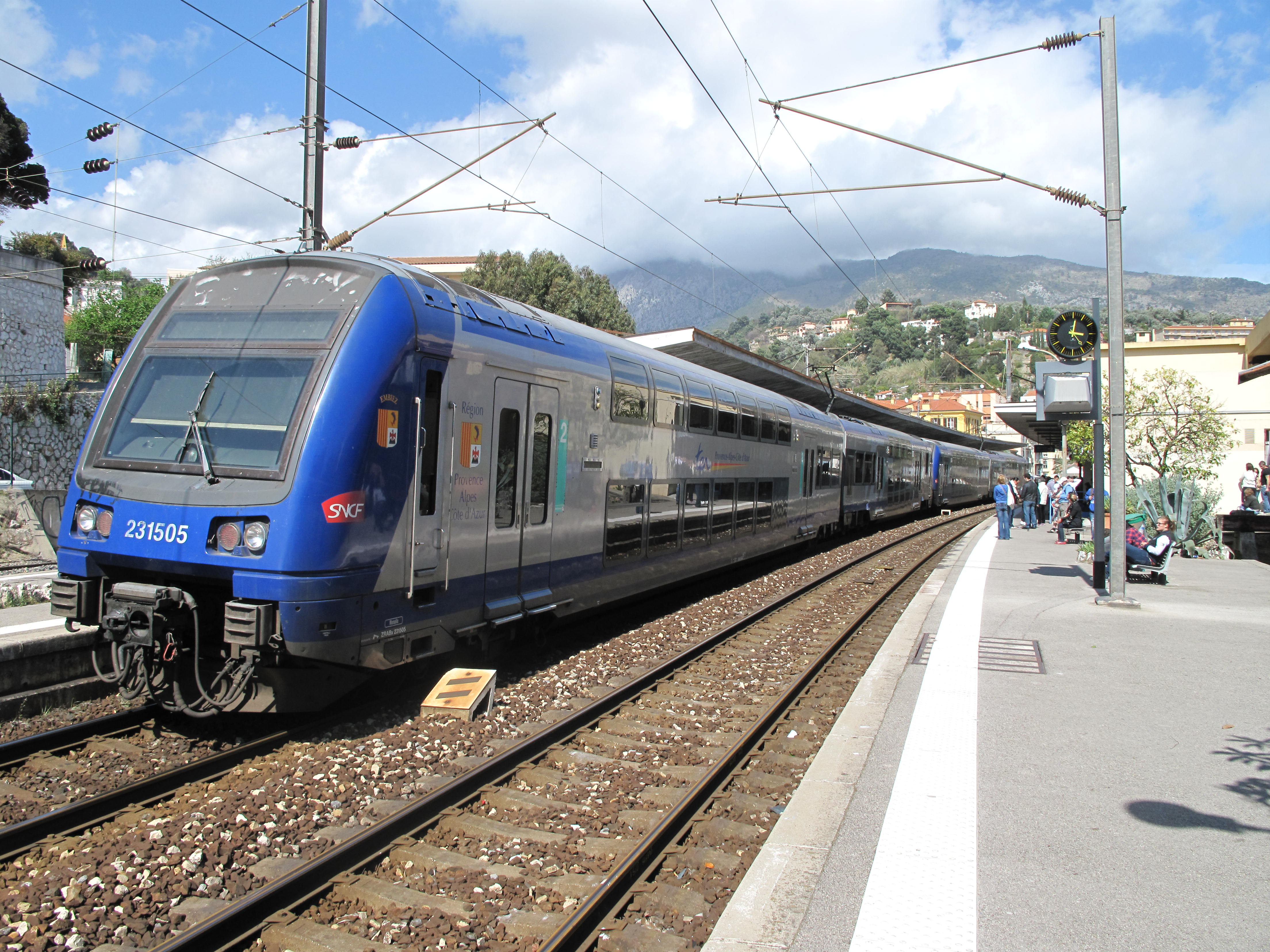
SNCF-Baureihe Z 23500 für den TER-Verkehr

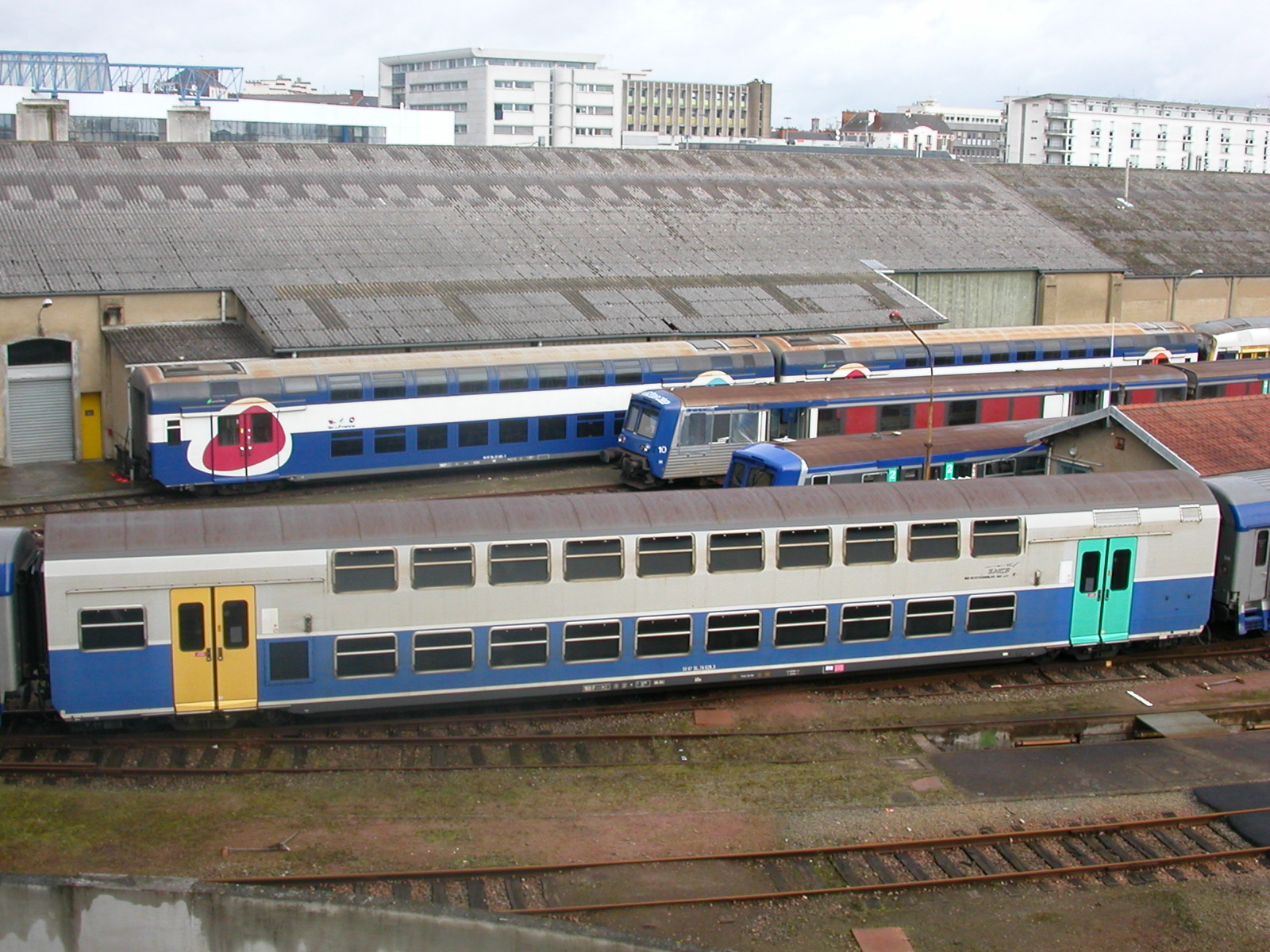
Doppelstockwagen V2N von TER and VB2N von Transilien

Auch für den Regionalverkehr außerhalb der großen Zentren, also die TER-Netze, gibt es Doppelstock-Triebzüge.
Die erste Generation wurde 1998 bis 2000 in Dienst gestellt und wird als TER 2N bezeichnet, volle Serienbezeichnung Z 23500, bestehend aus je einem Doppelstocktriebwagen und einem Doppelstocksteuerwagen.
Die nächste Generation wurde im Jahr 2000 in Auftrag gegeben und zwischen 2004 und 2010 in Dienst gestellt. Sie heißt TER 2N NG (NG steht für «Nouvelle Génération») und trägt je nach Länge die Serienbezeichnung Z 24500 (Zweier- und Dreier-Kombinationen) oder Z 26500 (Vierer- und Fünfer-Kombinationen). Bei diesen Triebzügen ist unter jedem Wagen ein Drehgestell an beiden Radsätzen angetrieben.
Mit den Régio 2N werden ab 2013 fast 500 Doppelstocktriebzüge für den Regional- und Intercités-Verkehr ausgeliefert. Die Züge laufen auf Jakobs-Drehgestellen und bestehen abwechselnd aus einstöckigen und doppelstöckigen Wagen.

### Fernverkehr
Nach dem Vorbild der Wagen für den Vorortsverkehr bestellten die SNCF 151 Doppelstockwagen für den Fernverkehr. Die Serie umfasst 96 Be, 37 ABe und 18 BDxe-Steuerwagen. Diese Fahrzeuge tragen die Lackierung der Corail-Wagen und bieten geräumigere Sitzgelegenheiten als die Wagen für den Vorortsverkehr.
Im Hochgeschwindigkeitsverkehr werden Doppelstock-Triebzüge als TGV Duplex eingesetzt. Von 1995 bis 2010 wurden 160 Züge in vier verschiedenen Serien gebaut. Die ersten Einheiten waren zwischen Paris und Lyon im Einsatz.
Im April 2007 stellte der V150 einen Geschwindigkeitsweltrekord für Schienenfahrzeuge mit 574,79 km/h auf. Der Zug bestand aus den zwei Triebköpfen des TGV POS 4402 sowie drei mit Antriebstechnik des AGV modifizierten Doppelstock-Mittelwagen des TGV Duplex.
Auch die neueste Generation des TGV, der TGV M, setzt auf doppelstöckige Mittelwagen zwischen den beiden Triebköpfen.

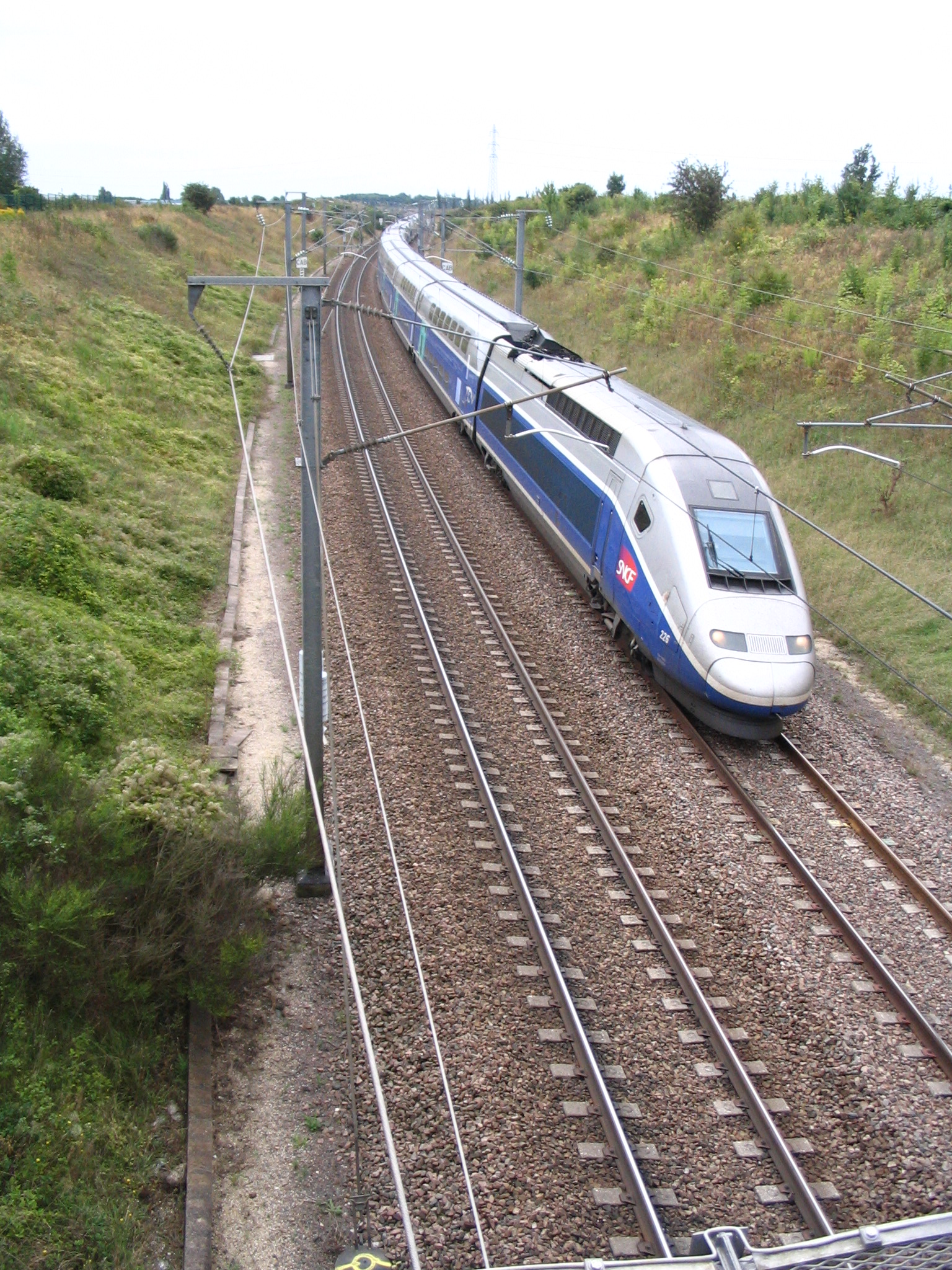
TGV Duplex
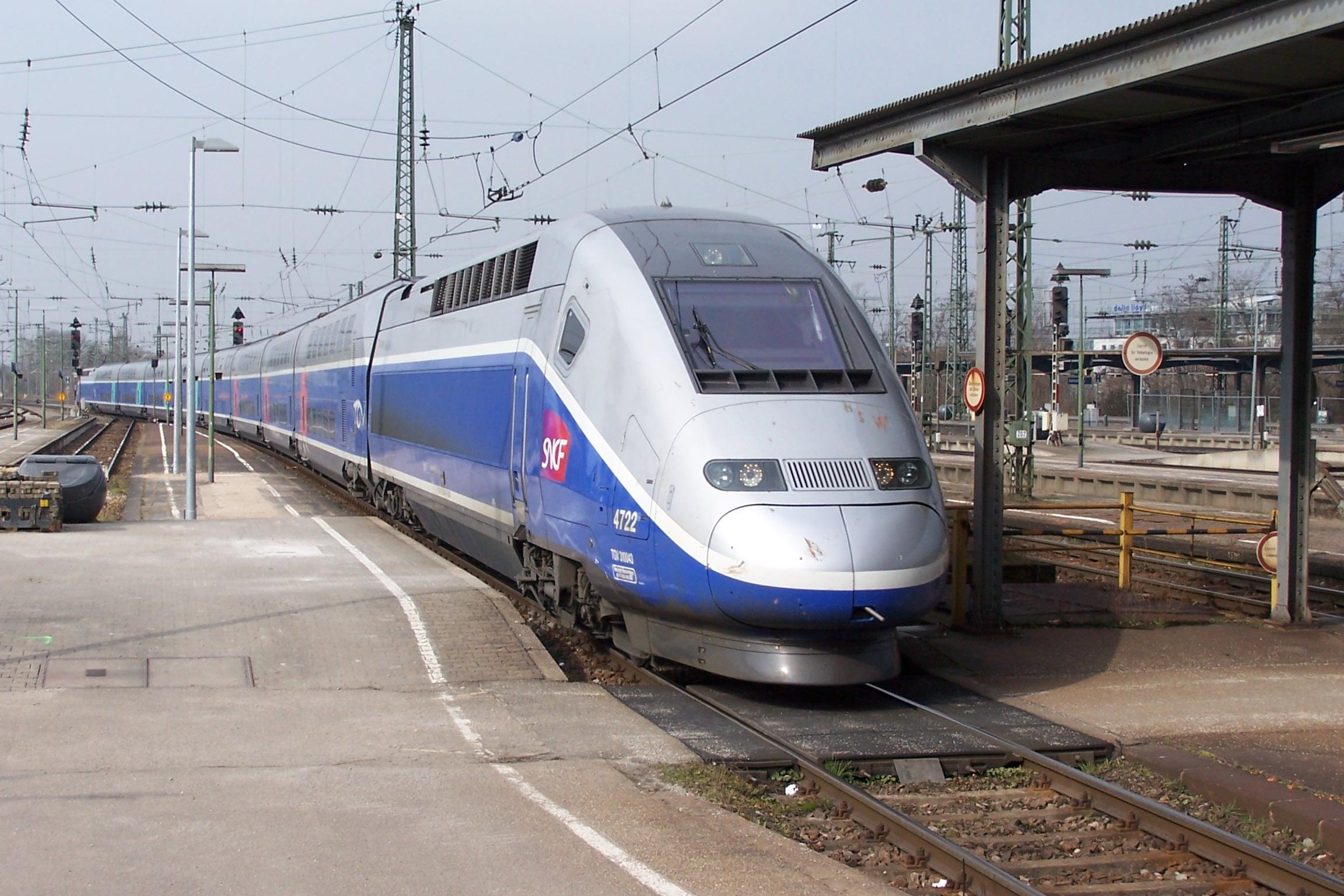
TGV 2N2 der letzten Generation in Karlsruhe
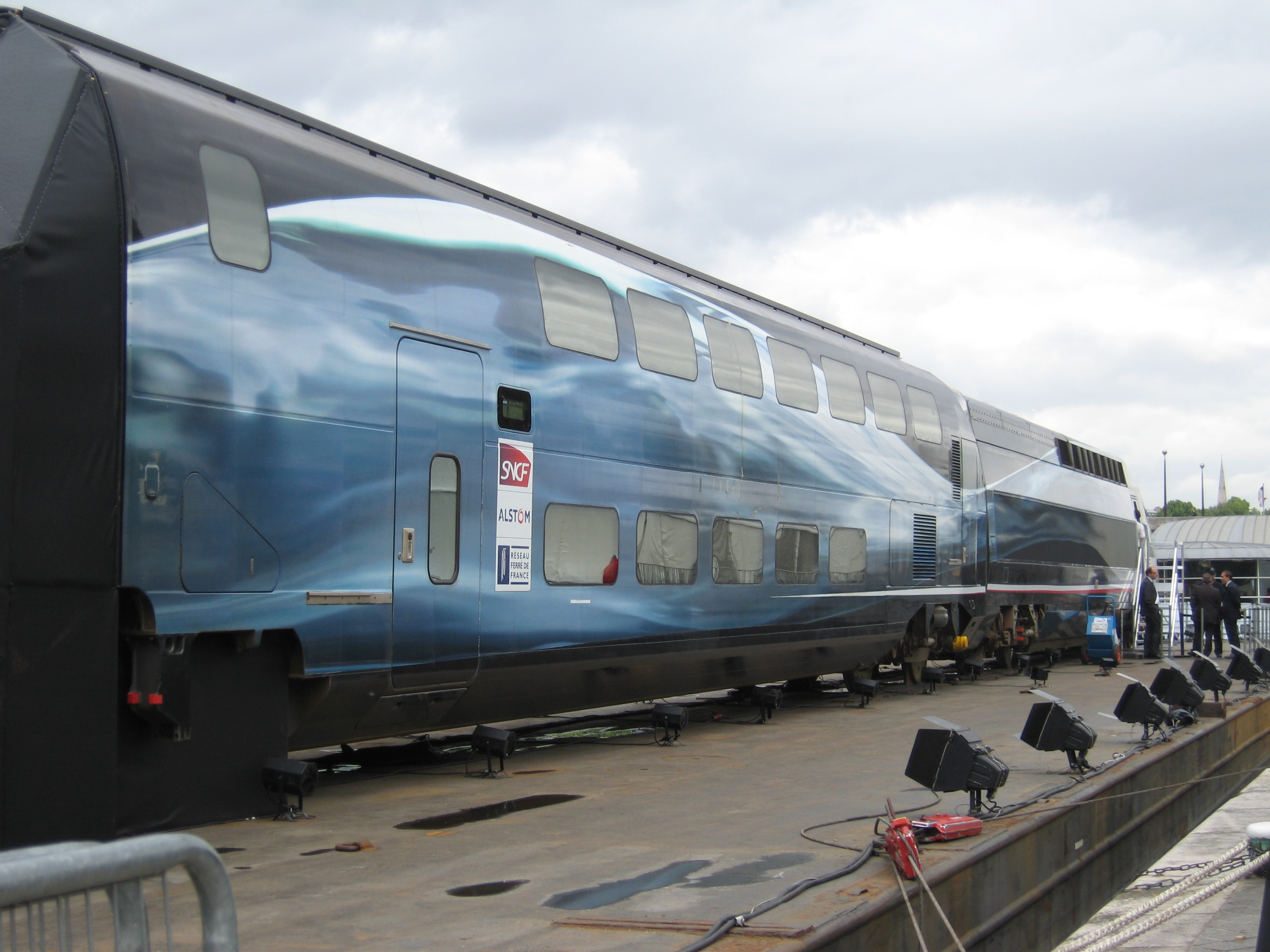
TGV-Doppelstockwagen des Rekordzugs V150

## Italien

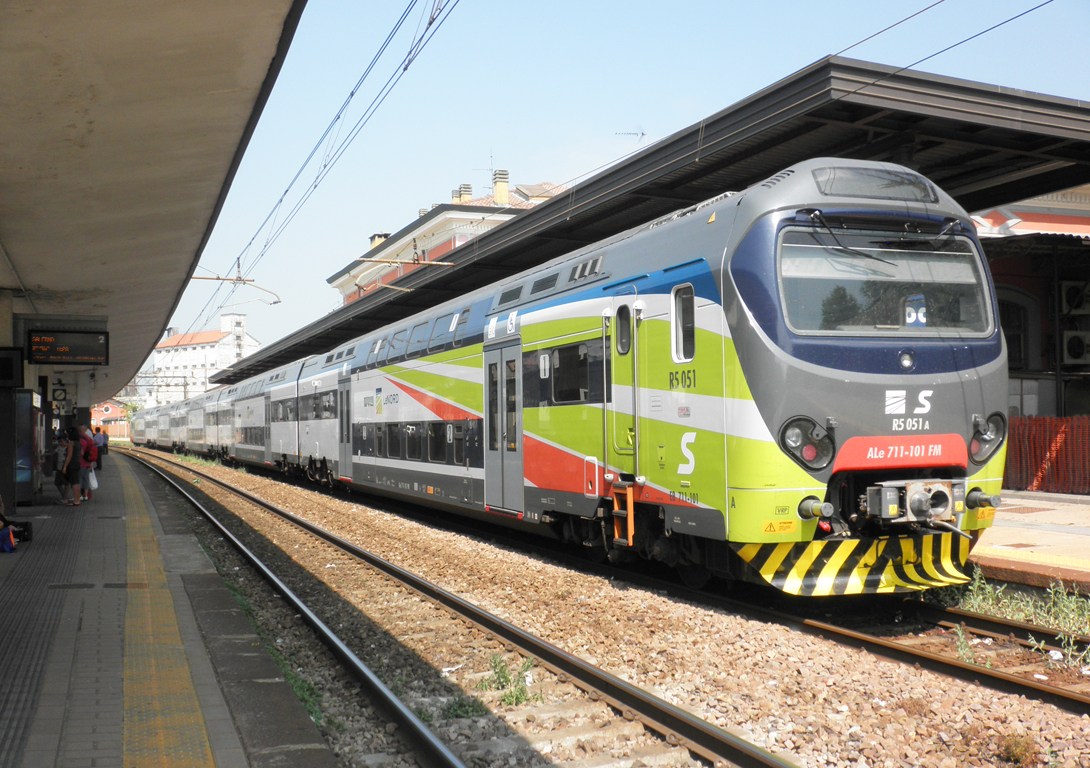
TSR-Wagen von Ferrovie Nord Milano

In den 1980er Jahren wurden von Casaralta nach Lizenzen Doppelstockwagen des französischen Typs VB 2N für die Ferrovie dello Stato sowie die privaten Ferrovie Nord Milano (FNM) und Ferrovie del Sud Est gebaut. Sie wurden im Regionalverkehr eingesetzt.
In den 1990er Jahren wurden bei den FS und FNM die für den Vorortverkehr konzipierten Elektrotriebzüge des Typs TAF in Dienst gestellt. Bei Trenord sind Züge des Typs TSR, einer Eigenentwicklung, im Einsatz.
In den letzten Jahren wurden bei Trenitalia für RegioExpress-Züge die Vivalto-Wagen eingesetzt. Einige Wagen sind auch bei Trenord und den Ferrovie Emilia Romagna zu finden.
Die Rock-Triebzügen von Hitachi Rail Italia werden seit 2018 ausgeliefert und werden in großer Zahl bei der Trenitalia und der FNM eingesetzt.

## Luxemburg

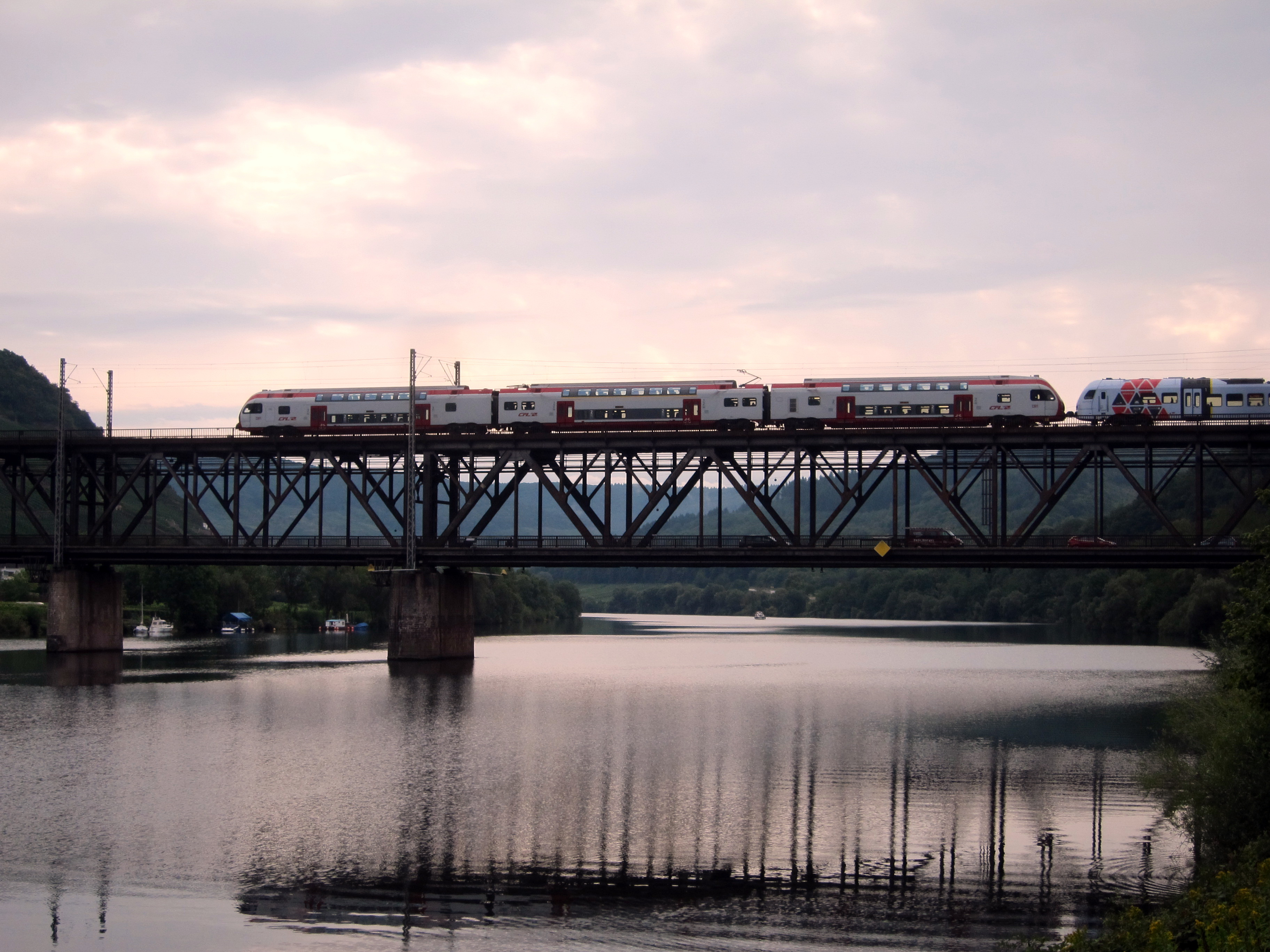
Doppeltraktion CFL/SÜWEX auf Moselbrücke Bullay

Die luxemburgische Staatsbahn CFL setzt Doppelstock-Wagen von Bombardier ein, die den Typen dieses Herstellers für die DB AG ähnlich sind, in ihrem Bestand, der u. a. mit der Reihe 4000 (ähnlich DB 185) im grenzüberschreitenden Verkehr nach Rheinland-Pfalz eingesetzt wird, als auch den französischen Doppelstock-Triebzug TER2N NG (Train Expresse Régional 2 Niveaux Nouvelle Génération) der Reihe 2200 (ähnlich SNCF 26500/24500) für den Regionalverkehr nach Frankreich und Belgien (SNCB) auf der Athus-Meuse Linie (25 Kilovolt) bis Virton.
Seit 2014 setzt die CFL Triebzüge vom Typ Stadler KISS zum Einsatz, die als Baureihe 2300 eingeordnet werden. Seit dem 16. März 2015 fahren diese auf dem Abschnitt zwischen Trier und Koblenz gemeinsam mit den FLIRTs der DB Regio Südwest in gemischten Mehrfachtraktionen als RE1/RE11 des SÜWEX.
Weitere Doppelstockzüge sind die Coradia Stream HC der Baureihen 2400 und 2450 von Alstom. Sie bestehen aus doppelstöckigen Endwagen und einstöckigen Mittelwagen.

## Niederlande

### Wagentypen DDM, DD-AR, DDZ
Anfang der 1980er Jahre nahm in den Niederlanden das Verkehrsaufkommen besonders zwischen Amsterdam und Den Helder dermaßen zu, dass neue Wege gesucht werden mussten. Dafür ließen die Nederlandse Spoorwegen (NS) bei der Waggonfabrik Talbot in Aachen neue Doppelstockzüge in Leichtbauweise entwickeln. Drei Wagentypen wurden an die NS ausgeliefert, reine Zweite-Klasse-Wagen, gemischtklassige Wagen erster und zweiter Klasse sowie Steuerwagen mit zweiter Klasse. Gekuppelt wurden diese Züge am Anfang mit Elloks der Baureihen 1600 und 1700, die den SNCF-Lokomotiven BB 7200 entsprachen. Die Zuggarnituren konnten wie Triebwagen in Mehrfachtraktion verkehren. Geliefert wurden 10 Bv, 77 ABv und 79 Bkv-Steuerwagen. Diese Wagen sind 26,8 Meter lang, 4,60 Meter hoch und 2780 Millimeter breit. Die Masse der Wagen liegt je nach Ausführung zwischen 43 und 52 Tonnen.
Um die Lokomotiven ablösen zu können, wurden sechsachsige Triebwagen mDDM passend zu den Doppelstockgarnituren beschafft. Im unteren Bereich befindet sich die Antriebstechnik, darüber finden 50 Reisende Platz.
Die erste Serie dieser Doppelstockwagen, 1985 gebaut, Typ DDM-1, wurde im September 2010 abgestellt, im Januar 2011 aufgrund winterlicher Engpässe jedoch zeitlich begrenzt wieder eingesetzt. Die 1991 bis 1994 gebauten Wagen der Typen DDM-2 und DDM-3 verrichten Dienst in den DD-AR-Zügen (dubbeldeksaggloregiomaterieel, etwa Doppelstockfahrzeuge für den Einsatz in Ballungsräumen), bestehend aus einem Steuerwagen, drei Zwischenwagen und einer Lokomotive der Reihe 1700 – oder einem Steuerwagen, zwei Zwischenwagen und einem Triebwagen mDDM.
Diese Zugverbände vom Typ DD-AR wurden Anfang der 2010er Jahre modernisiert und werden jetzt im Intercity-Verkehr eingesetzt. Unter dem Namen Nieuwe Intercity Dubbeldekker (NID, deutsch „neuer Intercity-Doppeldecker“) wurden vier- und sechsteilige Zugverbände mit je einem Triebwagen gebildet. Diese Züge werden auch als DDZ (Dubbeldekker Zonering) bezeichnet.

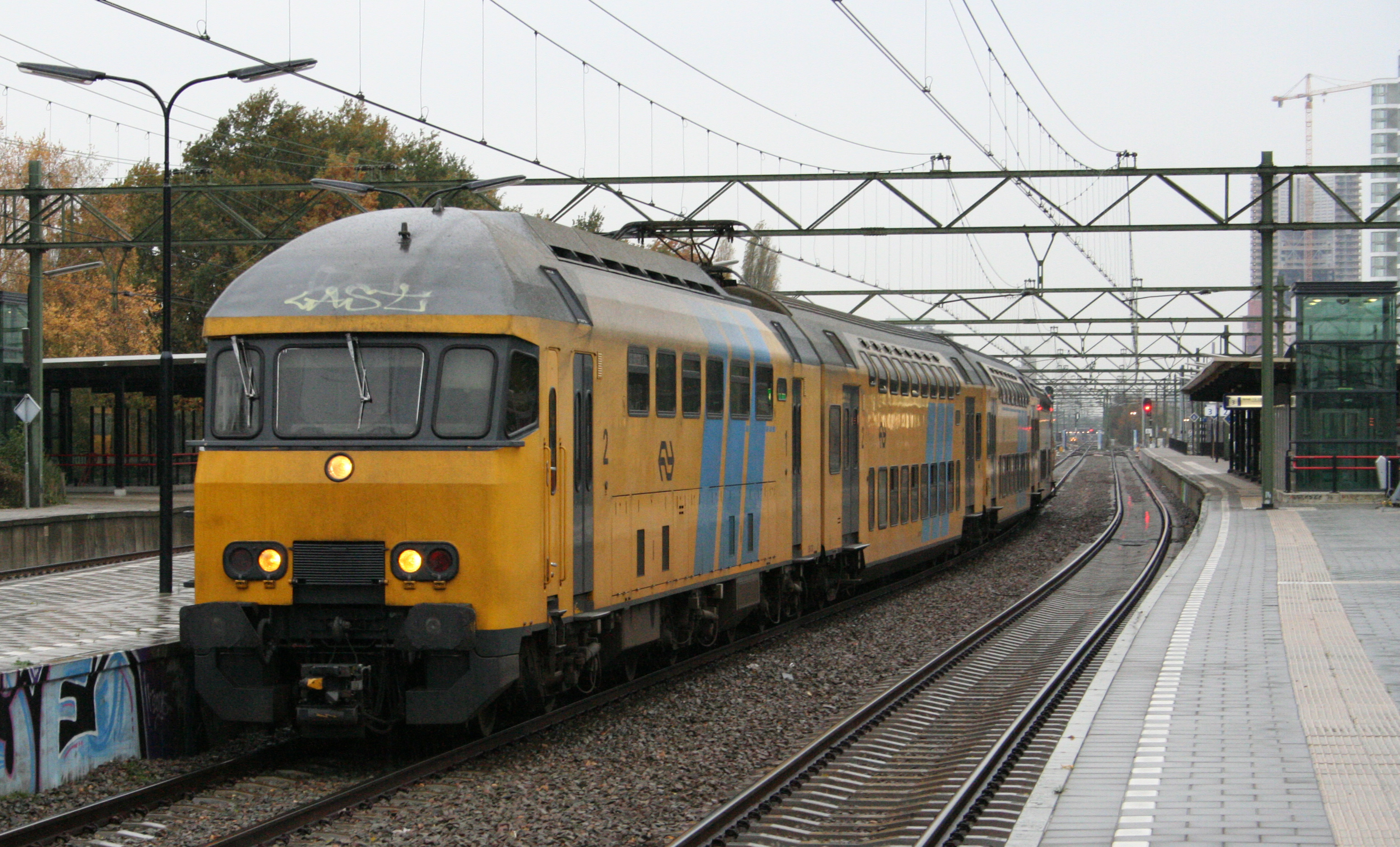
DD-AR-Garnitur mit Triebwagen mDDM
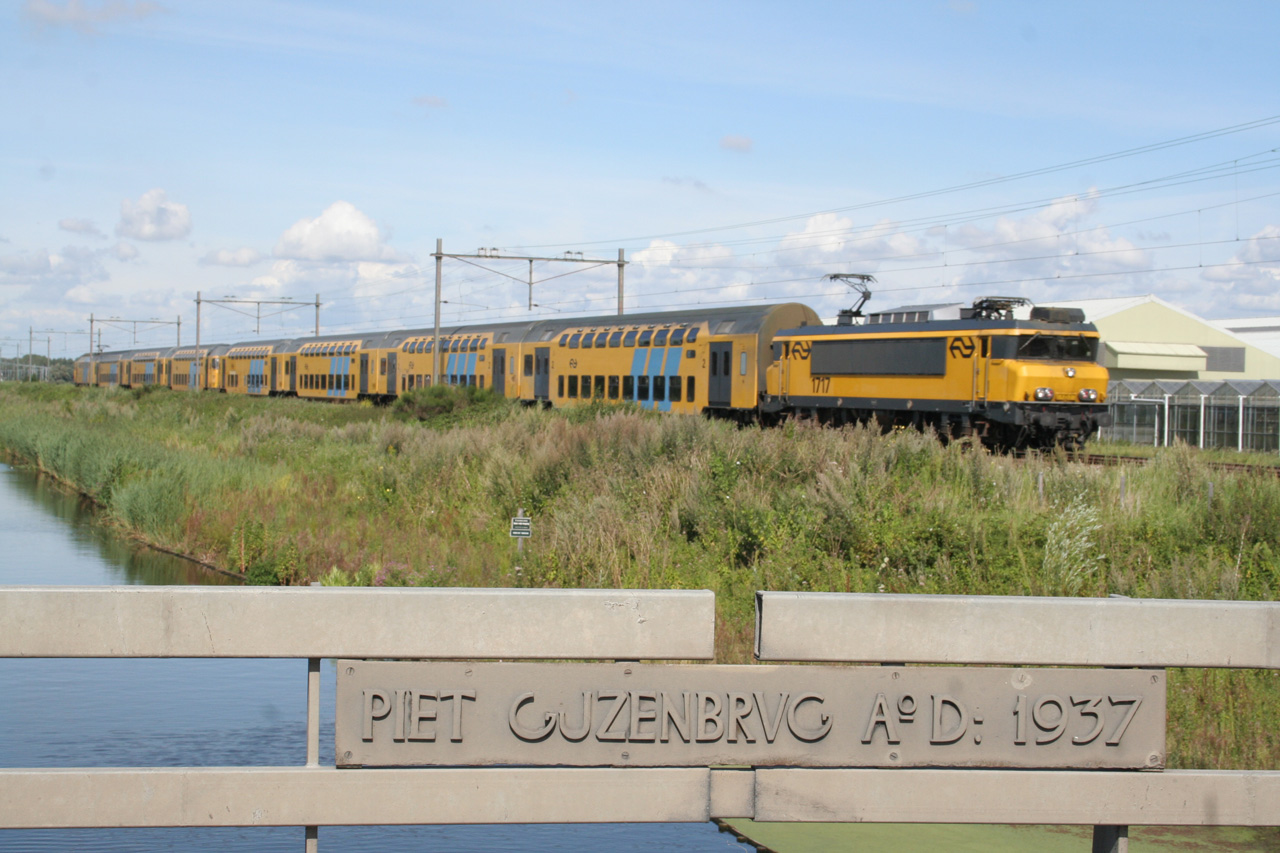
Fahrzeuge vom Typ DD-AR/DDM-2/3
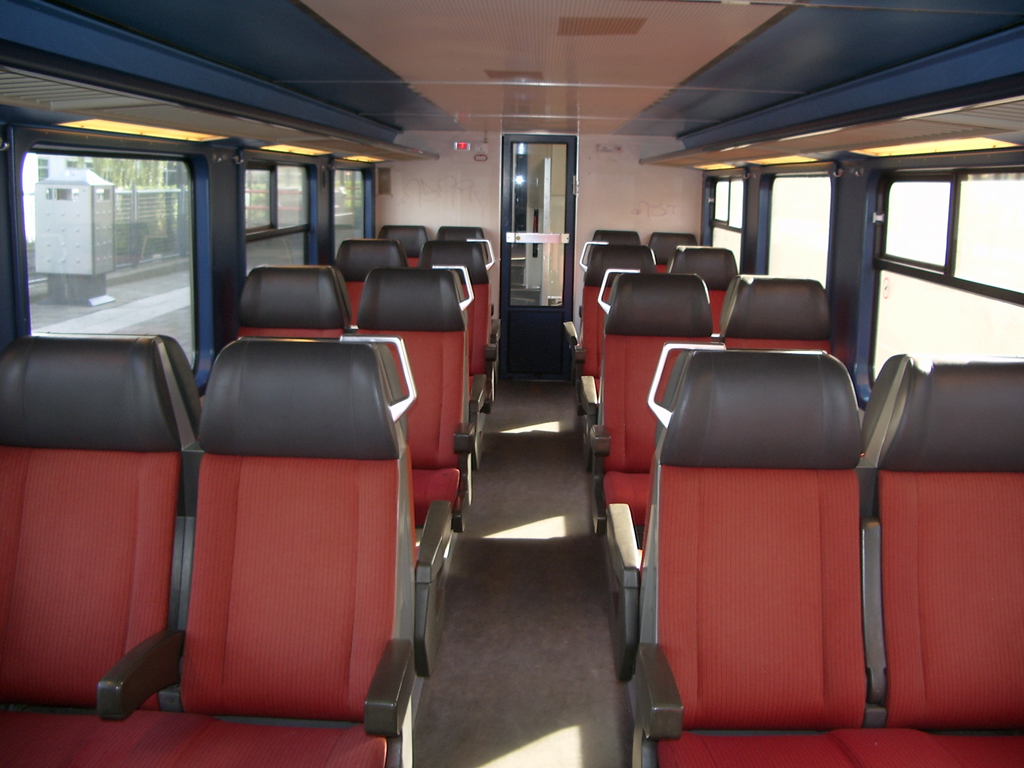
Interieur DDM-1, erste Klasse unten
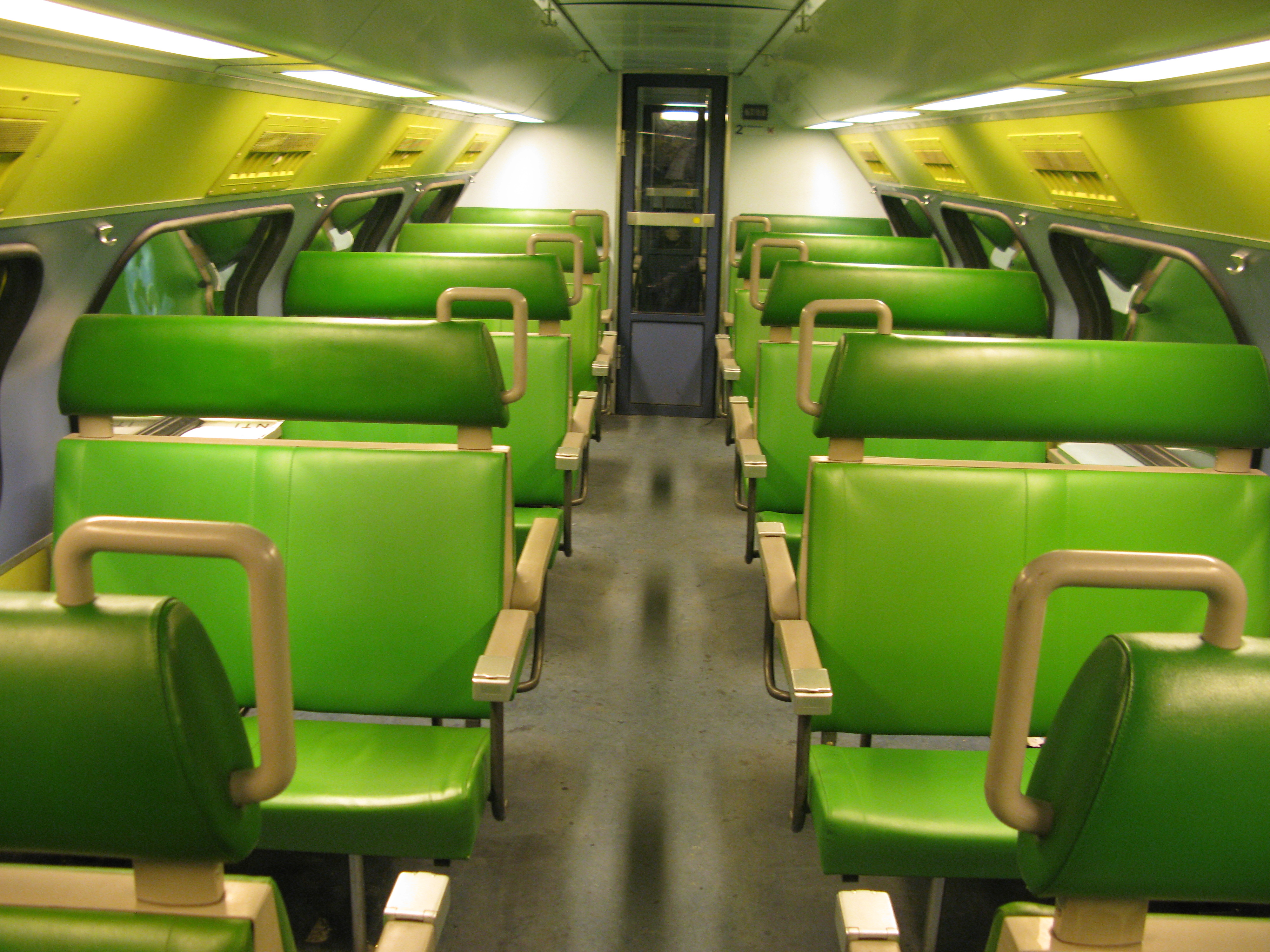
Interieur DDM-2/3, zweite Klasse oben
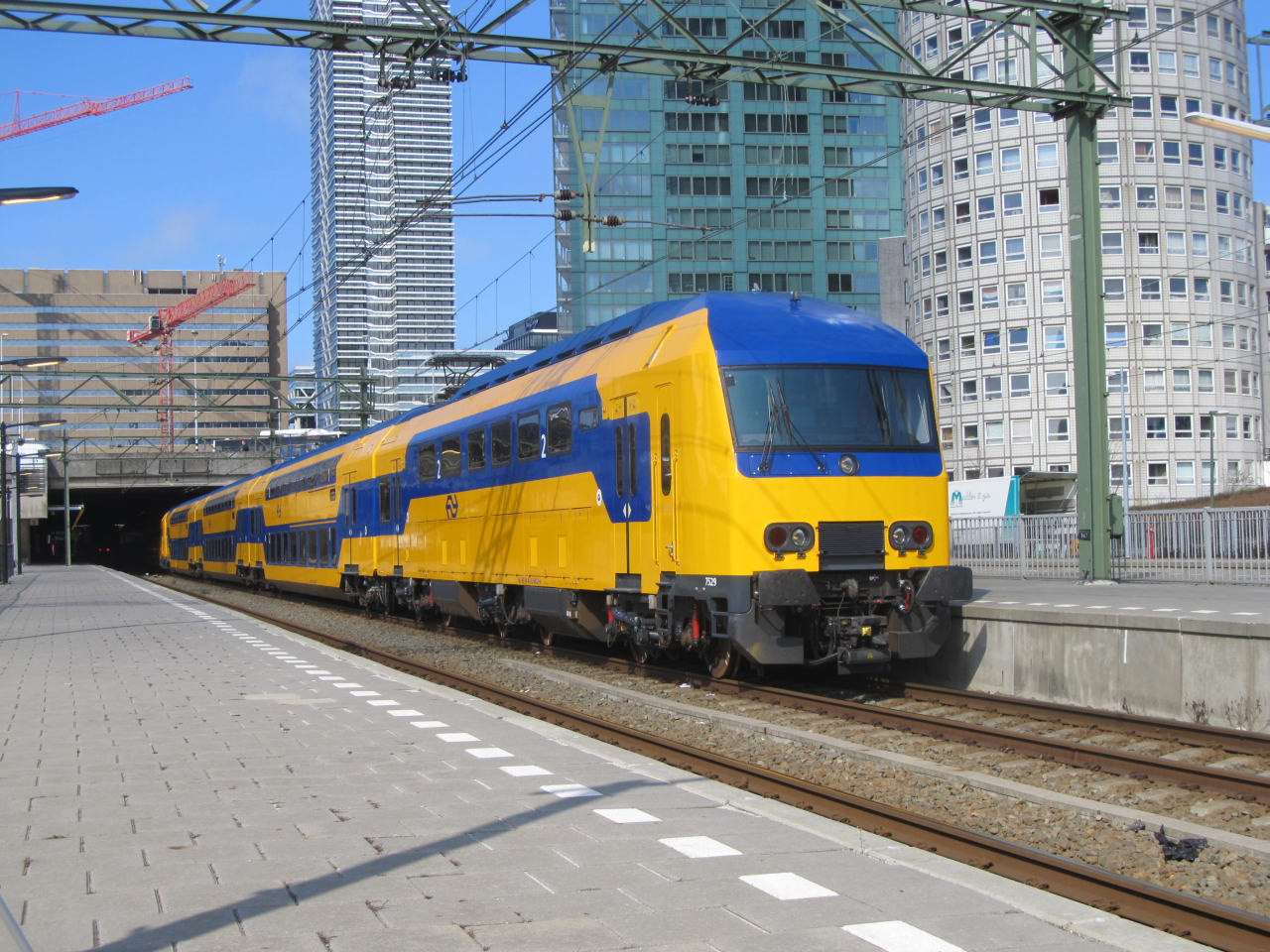
Modernisiert und zum Intercity umgebaut.
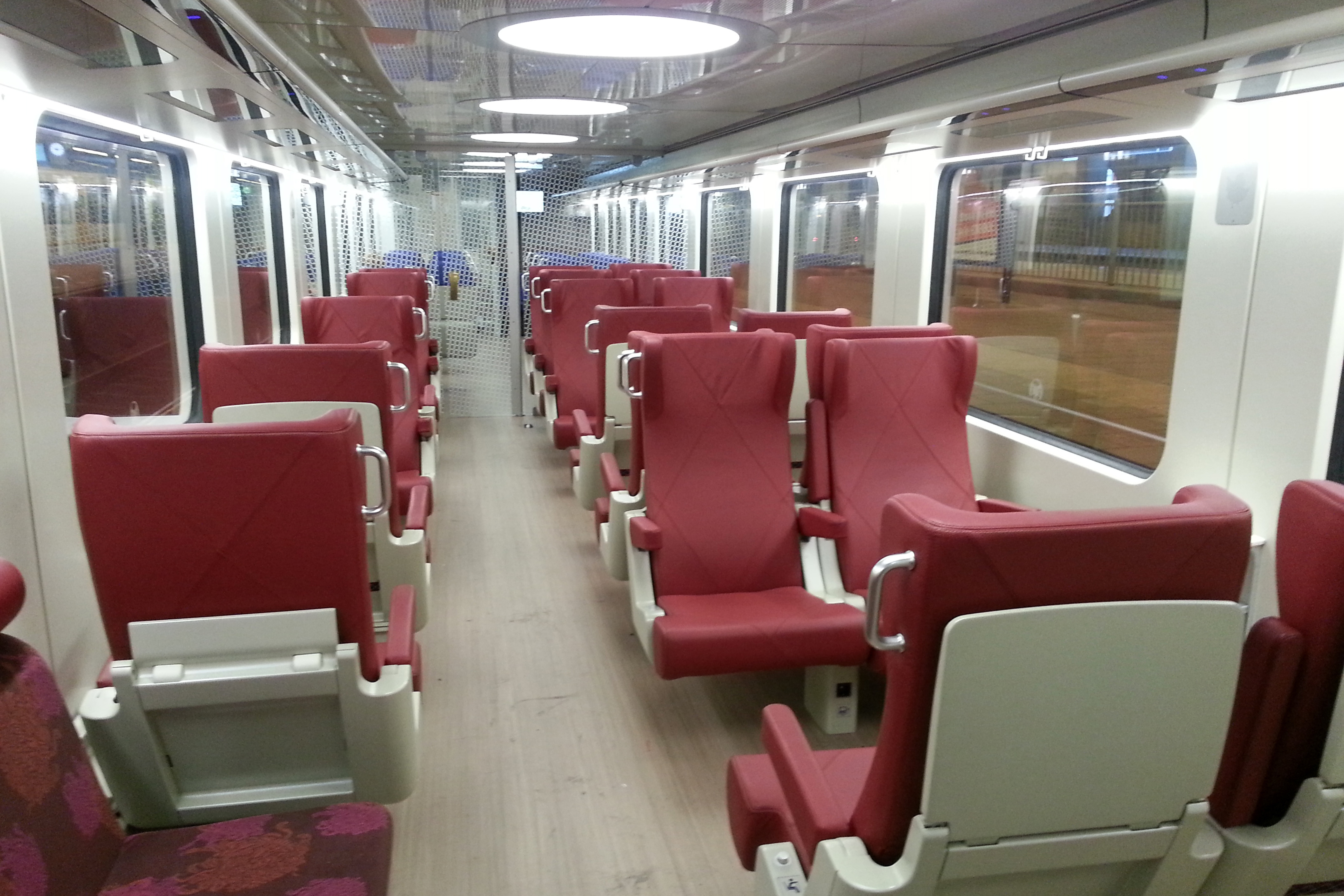
Erste Klasse in den neuen Intercity-Zügen

### Wagentypen DD-IRM, VIRM
Für den schnellen Interregio-Verkehr wurden zwischen 1994 und 1996 IRM-Doppelstocktriebwagen beschafft, die mit dem Spitznamen Regiorunner verkehren. Deren Breite von 3,02 Metern entspricht dem ICE-Maß. Es wurden 290 Einzelwagen als Triebwagen zweiter Klasse und gemischtklassige Mittelwagen geliefert, die zu drei- oder vierteiligen Zugeinheiten zusammengestellt wurden. Die Triebwagen mBvk bieten 93 Sitzplätze, von den Mittelwagen gibt es zwei Bauarten. Die ABv 3/4 weisen 47 Erste-Klasse-Plätze im Ober- wie im Unterstock aus, die ABv 5 nur 23 Plätze in 2+1-Anordnung im Unterstock. An Plätzen der zweiten Klasse werden jeweils 47 bzw. 80 Sitze angeboten. Sie werden als DD-IRM geführt.
2001 bis 2005 wurden leicht veränderte IRM-Einheiten in Dienst gestellt, 13 vier- und 12 sechsteilige Triebzugeinheiten. Bei den sechsteiligen Einheiten läuft einer der Mittelwagen ebenfalls auf Triebdrehgestellen. Wegen des allgemein gestiegenen Fahrgastaufkommens wurden die Triebzüge der ersten Lieferserie (DD-IRM) mit weiteren Mittelwagen versehen, sodass die ehemals dreiteiligen nun als vierteilige, die ehemals vierteiligen nun als sechsteilige Einheiten verkehren. Fortan heißt die gesamte Serie VIRM. – Verlengd interregiomaterieel, deutsch „verlängerte Interregiofahrzeuge“.
Am 27. Juni 2008 wurde der erste VIRM-4 vorgestellt. Diese abermals leicht veränderte Lieferserie besteht aus 50 vierteiligen Fahrzeugen. Sie ersetzten unter anderem die umgebauten ehemals deutschen Reisezugwagen Bm 235.

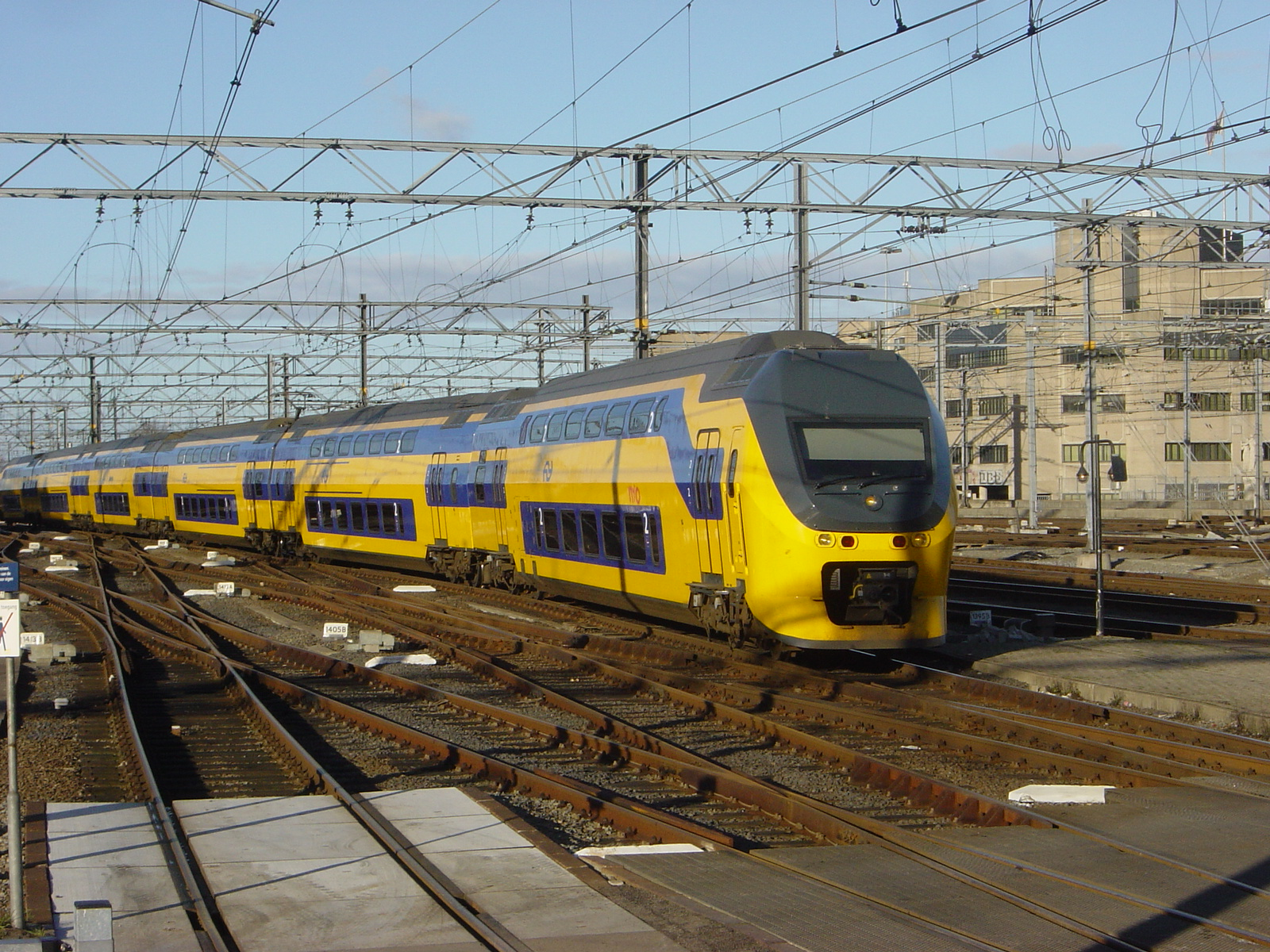
VIRM der NS
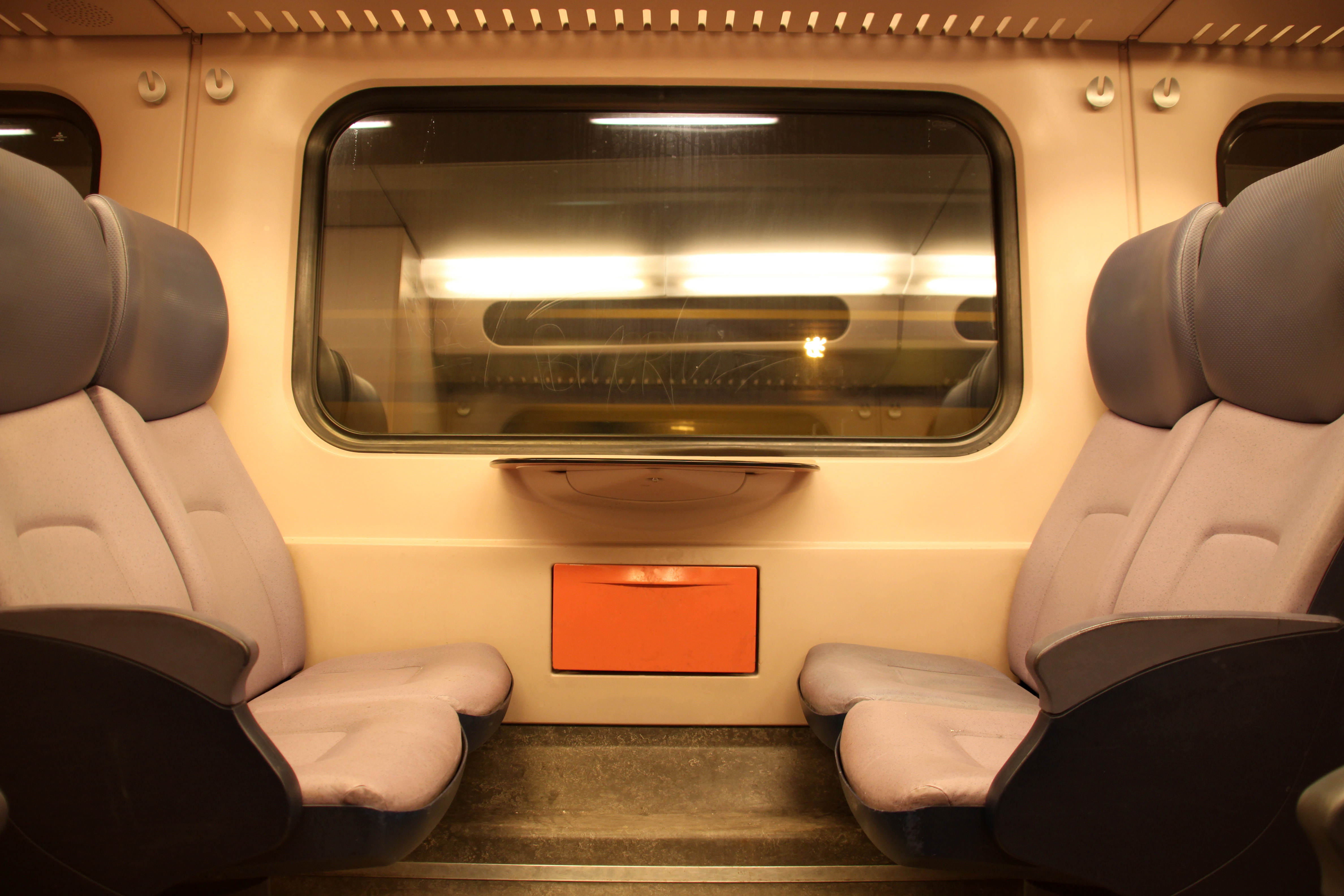
VIRM erste Generation (1994–1996), zweite Klasse unten
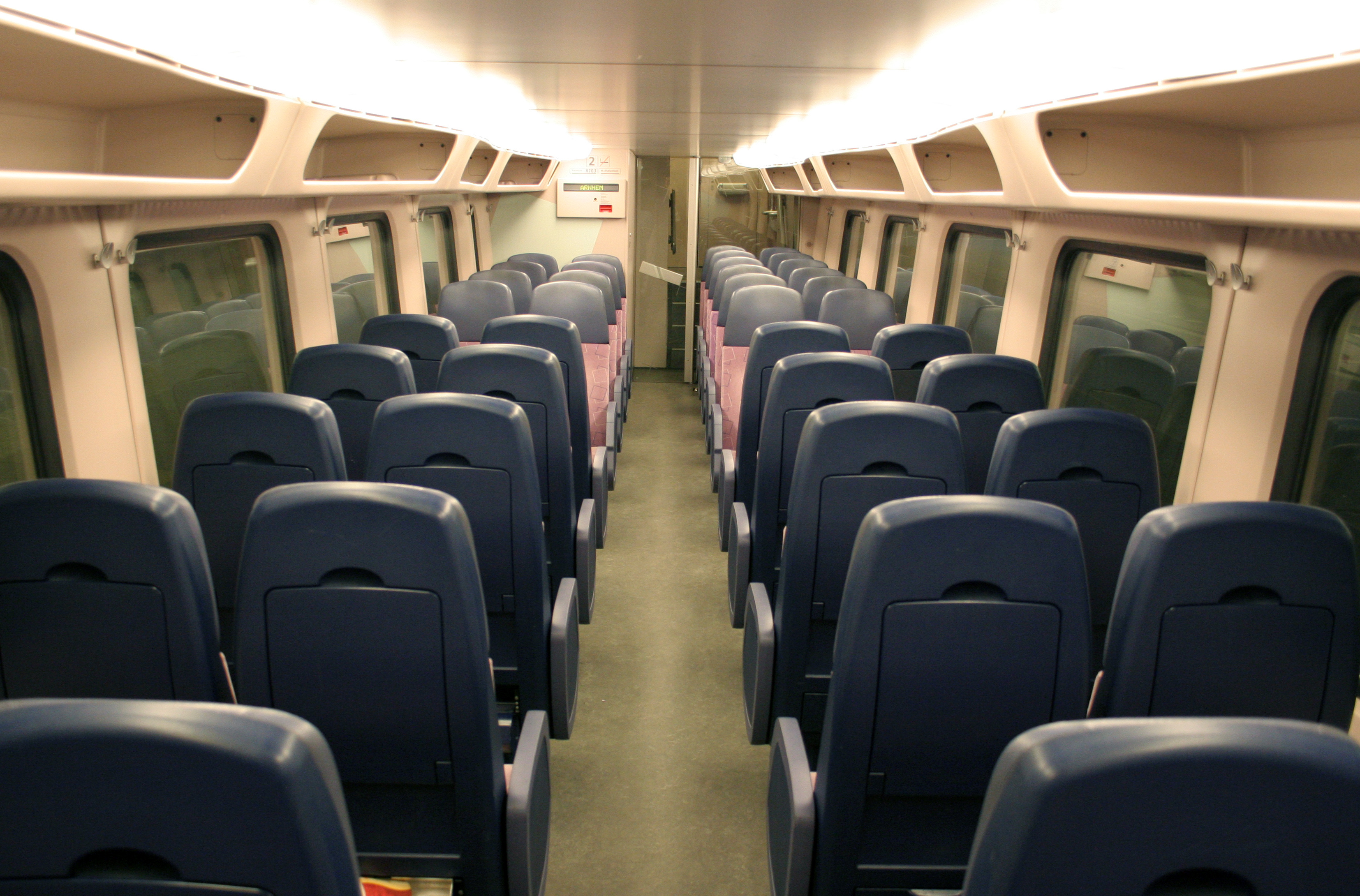
VIRM zweite Generation (2002–2005), zweite Klasse unten
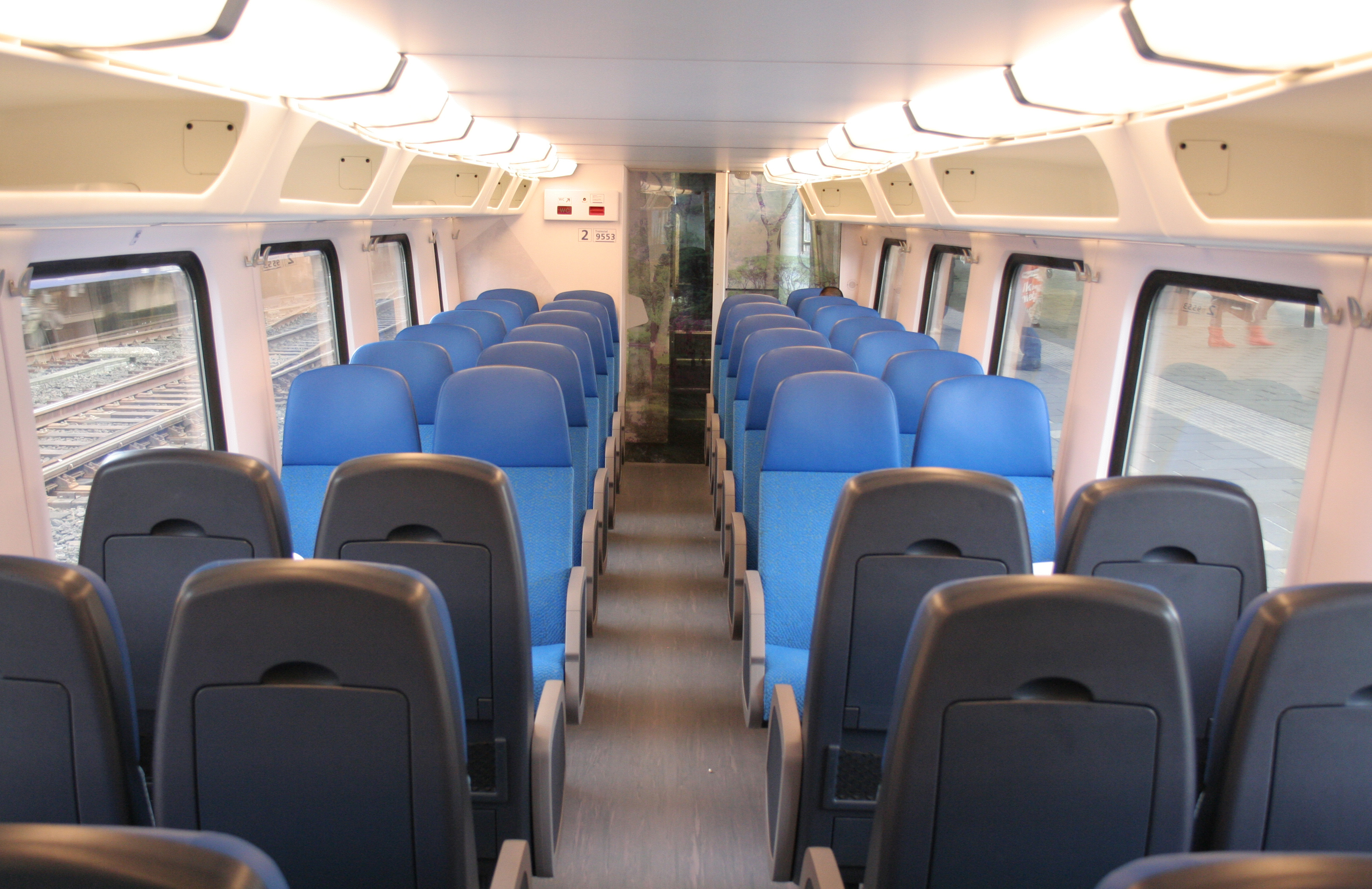
VIRM vierte Generation (2008–2009), zweite Klasse unten

## Portugal

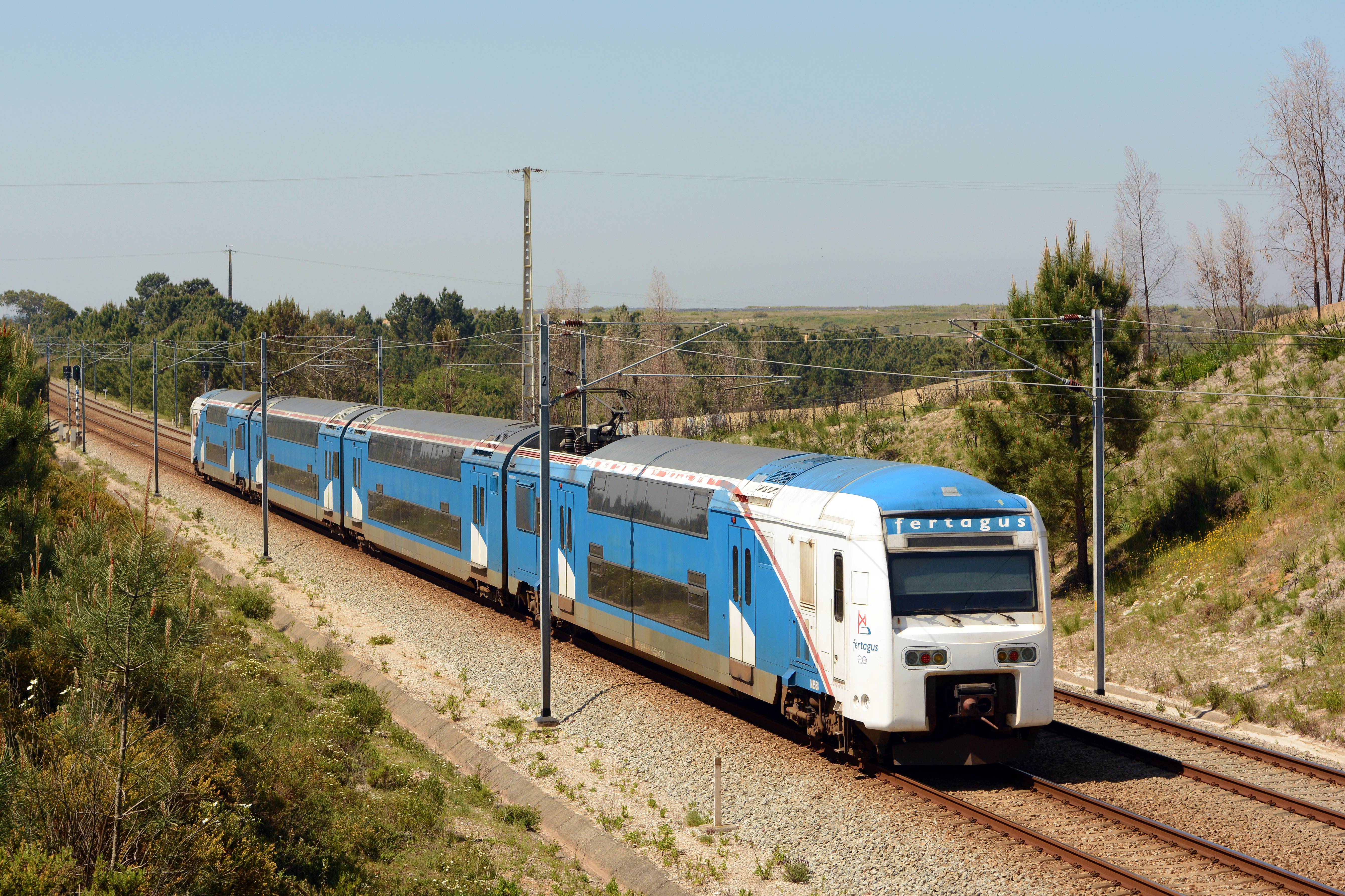
Doppelstockzug der Baureihe 3500 des privaten Unternehmens Fertagus bei Pinhal Novo

Doppelstockwagen kommen ausschließlich im Großraum Lissabon zum Einsatz. In Portugal gab es und gibt es lediglich eine einzige Baureihe von Doppelstockwagen, die von GEC Alstom/CAF produzierte CP-Baureihe 3500. Sowohl die staatliche Eisenbahngesellschaft CP (Comboios de Portugal) über ihre Nahverkehrstochter CP Urbanos de Lisboa wie auch der private Nahverkehrsanbieter Fertagus nutzen Züge dieser Baureihe im S-Bahn-Verkehr im Großraum Lissabon.

## Russland

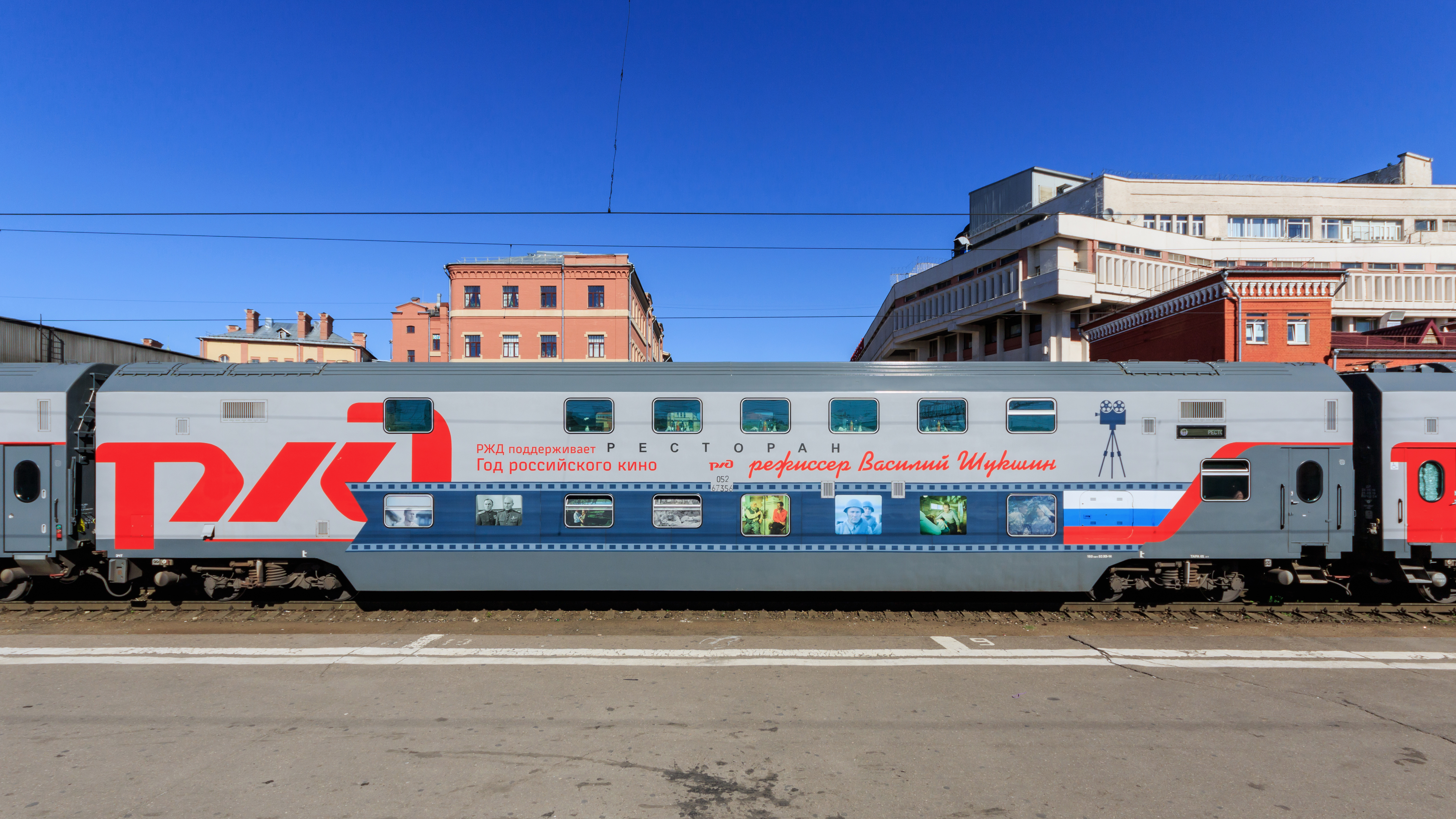
Doppelstock-Speisewagen des Zugs Moskau–Adler

Die staatliche Eisenbahngesellschaft RZD setzt seit November 2013 auf der Verbindung Moskau–Sotschi–Adler Nachtzüge mit 15 Doppelstockwagen ein. Die Doppelstockwagen dienen der Kapazitätssteigerung auf der Linie im Hinblick auf die Olympischen Winterspiele 2014. Die Wartung erfolgt im Wagendepot Mineralnyje Wody in der Region Stawropol. Die bestellten 50 doppelstöckigen Schlafwagen wurden zusammen mit Alstom entwickelt und werden in vier verschiedenen Bauarten im Waggonwerk Twer gebaut. Sie sind für eine Geschwindigkeit von 160 km/h zugelassen. Das erste Baulos umfasste 38 Wagen mit 16 Vierbettabteilen, 4 Wagen mit 15 Zweibettabteilen, 4 Wagen mit 12 Vierbettabteilen und Dienstabteil, sowie 4 Speisewagen mit 44 Sitzplätzen im Restaurant und 6 Plätzen an der Bar.

## Schweden

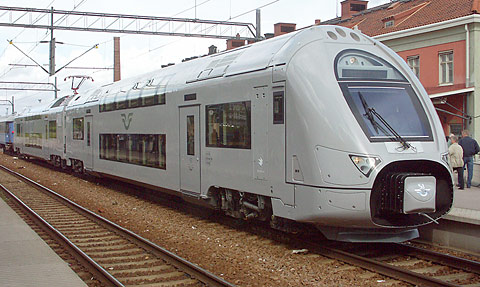
Triebzug X 40

In Schweden werden seit 2005 Doppelstocktriebzüge der Bauart Alstom Coradia Duplex als X 40 in der dicht bevölkerten Stockholmer Region eingesetzt, seit Frühjahr 2011 auch auf den Strecken Stockholm-Göteborg und Göteborg-Malmö.
Die Transitio ER1 sind eine an Schweden angepasste vierteilige Variante der KISS-Triebzüge von Stadler und werden im Regionalverkehr eingesetzt.

## Sowjetunion
In den 1960er Jahren wurden beim Waggonbau Görlitz einige Doppelstockwagen für die Sowjetunion mit sowjetischem Lichtraumprofil gebaut. Sie wurden versuchsweise im Zugverkehr eingesetzt, bewährten sich allerdings nicht und wurden dann ausgemustert.

## Spanien

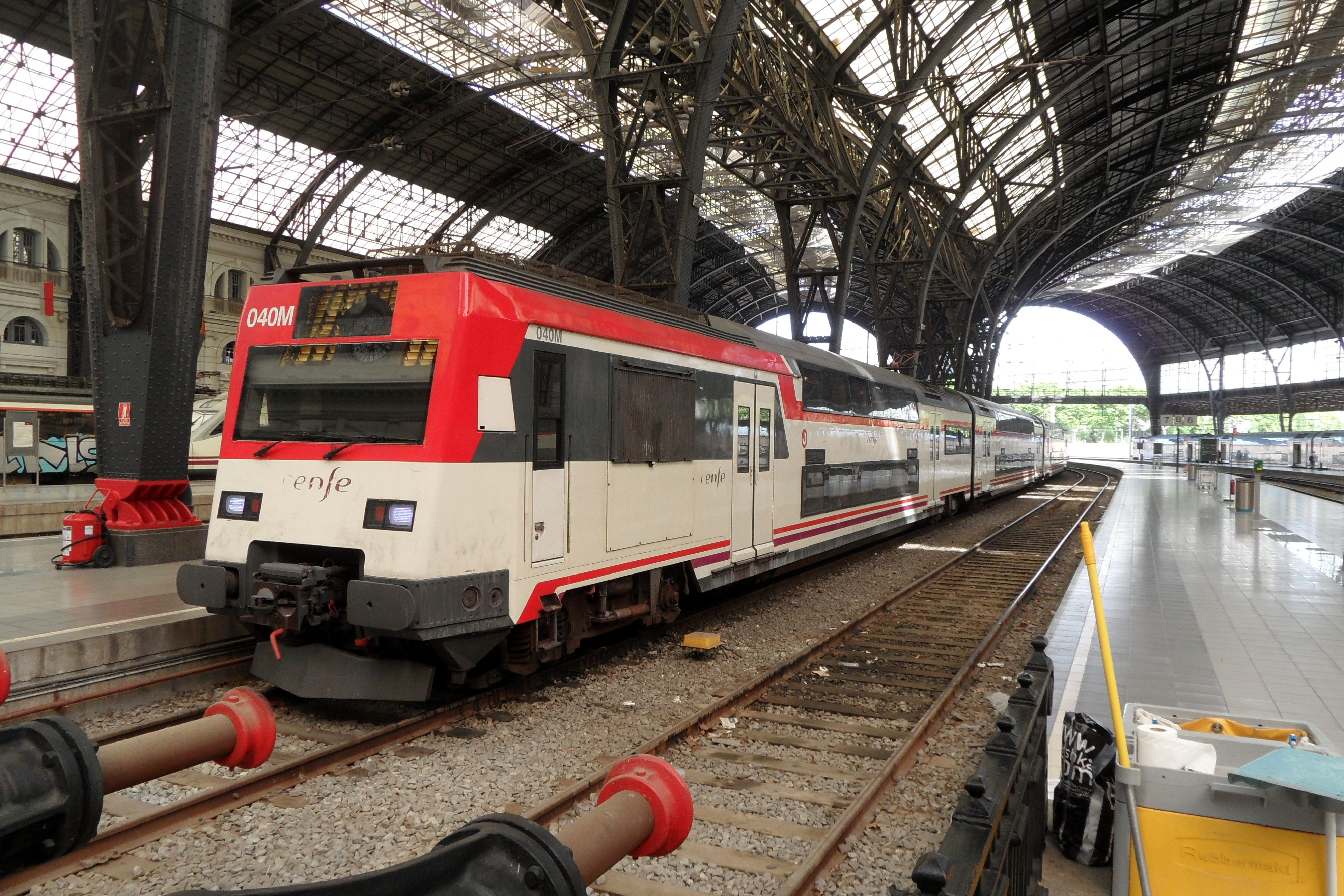
Renfe Baureihe 450

Im Vorortverkehr der Städte Madrid und Barcelona laufen ebenfalls Doppelstockwagen, die nach französischen Lizenzen von CAF gebaut wurden. Es gibt sowohl lokbespannte als auch Triebwagen-Garnituren.
Die spanische Waggonbaufirma Talgo entwickelte zudem, unter dem Namen Talgo 22, einen Doppelstockzug, der im Oberdeck breite Durchgänge zum nächsten Wagen hat. Die Wagenkästen sind bei diesem Zug so eingehängt, dass sich die Wagenkästen in den Kurven leicht zur Seite neigen (passive Neigetechnik). Unter den Ständern befinden sich die gelenkten Einzelräder. Dadurch ist eine Bauweise der Wagenkästen in Niederflurtechnik möglich. Bisher handelt es sich dabei jedoch nur um ein Projekt, es wurde noch kein Zug dieser Baureihe produziert.

## Tschechien

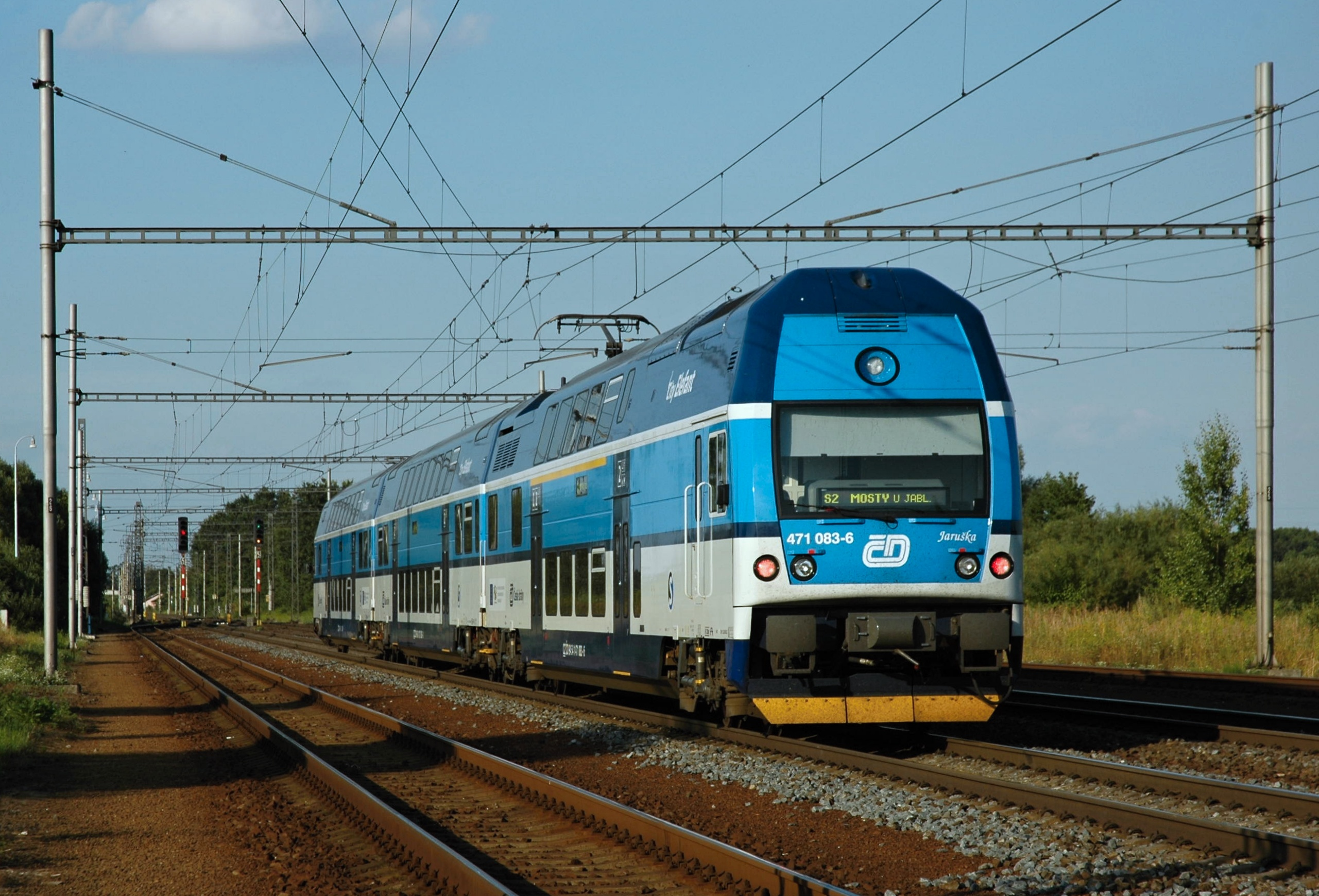
ČD-Baureihe 471

Im regionalen Vorortverkehr des Esko Prag und Esko v Moravskoslezském kraji werden elektrische Doppelstocktriebzüge der Baureihe 471 eingesetzt. Wegen Ausfällen der Triebzüge der Reihe 680 (Pendolino) kamen wegen der guten Beschleunigungswerte zum Einhalten der Fahrpläne auch im Fernverkehr gelegentlich Einheiten der Baureihe 471 zum Einsatz. Die beiden Prototypen der Reihe 470 wurden von 1992 bis 2009 eingesetzt. Für den IC-Verkehr war die Beschaffung einer 160 km/h schnellen Variante der Baureihe 471 als Baureihe 675 geplant. Diese Pläne wurden mit der Beschaffung der Reihe 660 (InterPanter) nicht weiterverfolgt. Seit 2021 verkehren in Mähren fünf Wendezuggarnituren des Typs Škoda 13Ev. Sie werden bis zur Elektrifizierung der Strecke vorübergehend mit Diesellokomotiven bespannt.
Insbesondere auf den nicht elektrifizierten Strecken um Prag werden auch lokbespannte Züge mit Görlitzer Doppelstockeinzelwagen der Gattung Bmto eingesetzt.

## Vereinigtes Königreich

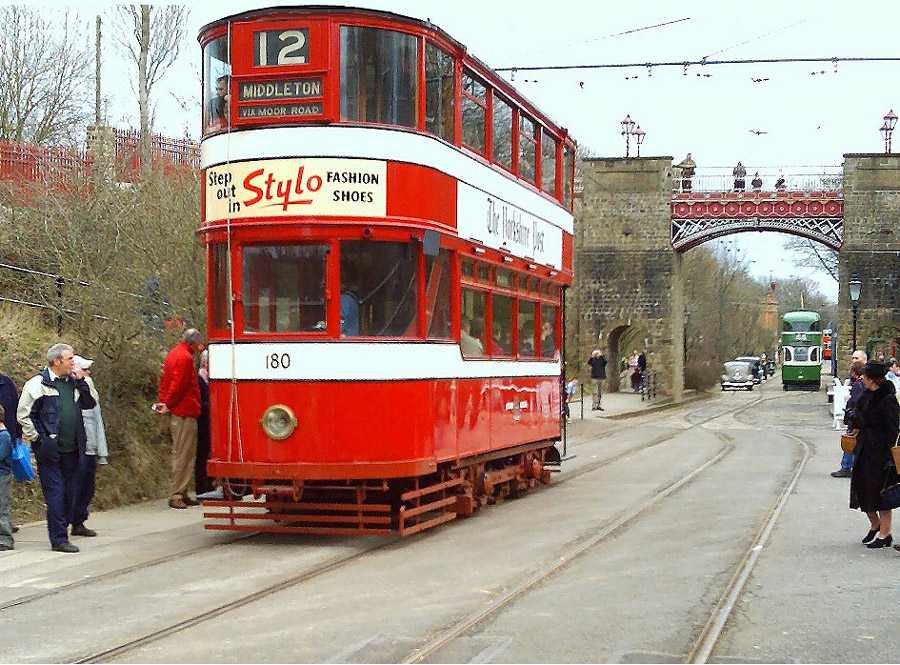
In der ersten Hälfte des 20. Jahrhunderts in vielen britischen Städten zu finden: Doppelstockstraßenbahnwagen

Im Straßenbahn- und Busverkehr sind Doppelstockwagen in Großbritannien sehr verbreitet.
Bei den Fernbahnen lässt das kleine Lichtraumprofil im Prinzip keine Doppelstockwagen zu. Allerdings erforderten die im Berufsverkehr ständig überfüllten Züge im Vorortverkehr im Südosten Londons, die von einer Zeitung gar als „Sardine Special“ (etwa Sardinensonderzug) bezeichnet wurden, größere Kapazitäten. Als 1948 das Thema sogar auf die Tagesordnung des House of Commons kam, wurde der Einsatz von Doppelstockwagen untersucht.

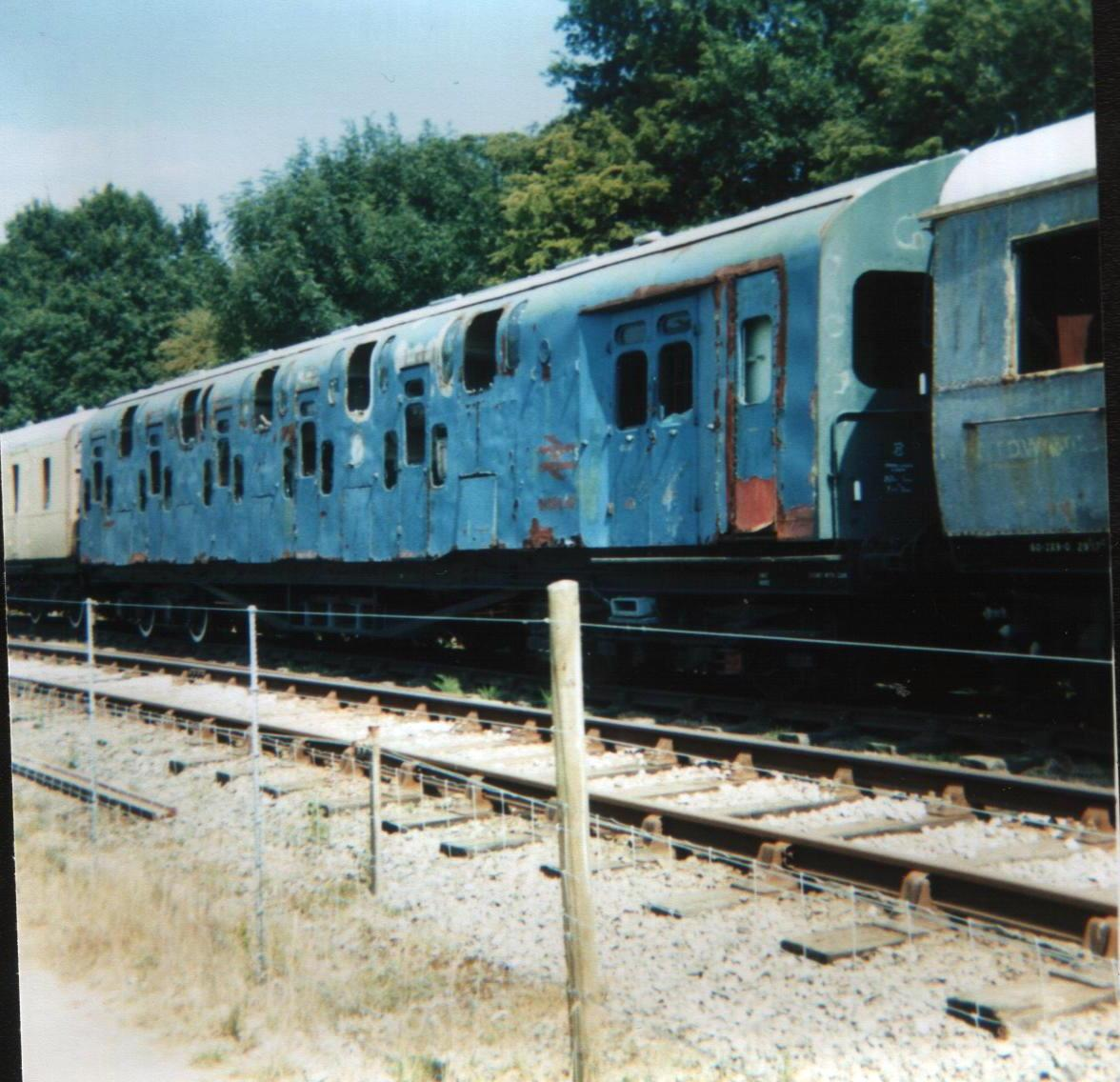
Ausgemusterter Prototyp: Doppelstockwagen für britische Eisenbahnen

Lancing and Eastleigh Works fertigte zwei von Oliver Bulleid konstruierte Prototypen, die am 1. November 1949 der Öffentlichkeit vorgestellt wurden. Sie bestanden aus zwei Triebwagen mit je einem Führerstand, zwischen denen zwei Mittelwagen liefen, welche als Class 4DD bezeichnet wurden.
Die Sitzebenen des „Unterhauses“ und des „Oberhauses“ waren dabei längs im Zickzack ineinander geschachtelt. Da trotzdem die Fahrzeugbegrenzungslinie geringfügig überschritten wurde, durften sie nur auf bestimmten Strecken verkehren. Die Züge erlebten noch mehrere Werkstattaufenthalte, bis im Dezember 1950 entschieden wurde, keine weiteren zu beschaffen und stattdessen mit längeren Zügen zu fahren.
Neben längeren Haltezeiten, da mehr Fahrgäste pro Tür ein- und aussteigen mussten, war der nicht nur durch die Enge hervorgerufene mangelnde Komfort und die schlechte Belüftung ein Grund. Verschärft wurde das Platzproblem dadurch, dass die Fahrzeuge auf herkömmlichen Rahmen saßen, um den Antrieb im Unterflur unterzubringen, weshalb dieser Bereich nicht als Fahrgastraum zur Verfügung stand.
Die Bulleid Double Decker Society versucht, die zwei englischen erhaltenen Triebwagen zu restaurieren und zu erhalten.

## Übersee

### Argentinien

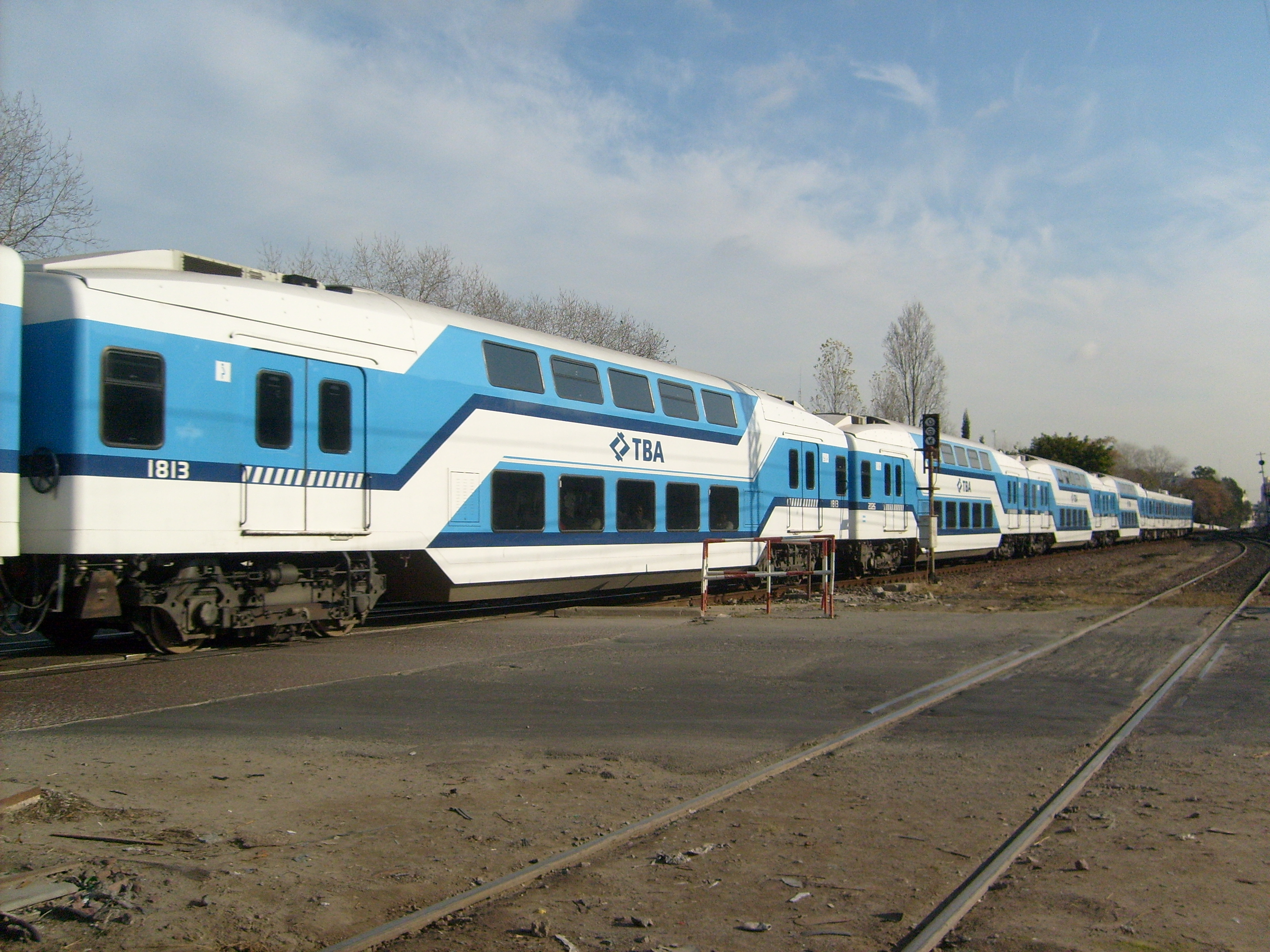
Im Vorortsverkehr von Buenos Aires eingesetzte Doppelstockwagen.

Auf der breitspurigen Sarmiento-Linie in der Provinz Buenos Aires verkehrten Züge mit Doppelstockwagen von Toshiba im Vorortsverkehr. Ein erster Prototyp dieser in Argentinien gebauten Züge wurde 2005 ausgeliefert, die Serienfertigung begann 2008.
Die Züge bestehen aus einstöckigen Trieb- und Steuerwagen, die durch doppelstöckige Zwischenwagen ergänzt werden. Die neunteiligen Einheiten verkehren mit einer seitlichen Stromschiene.

### Australien

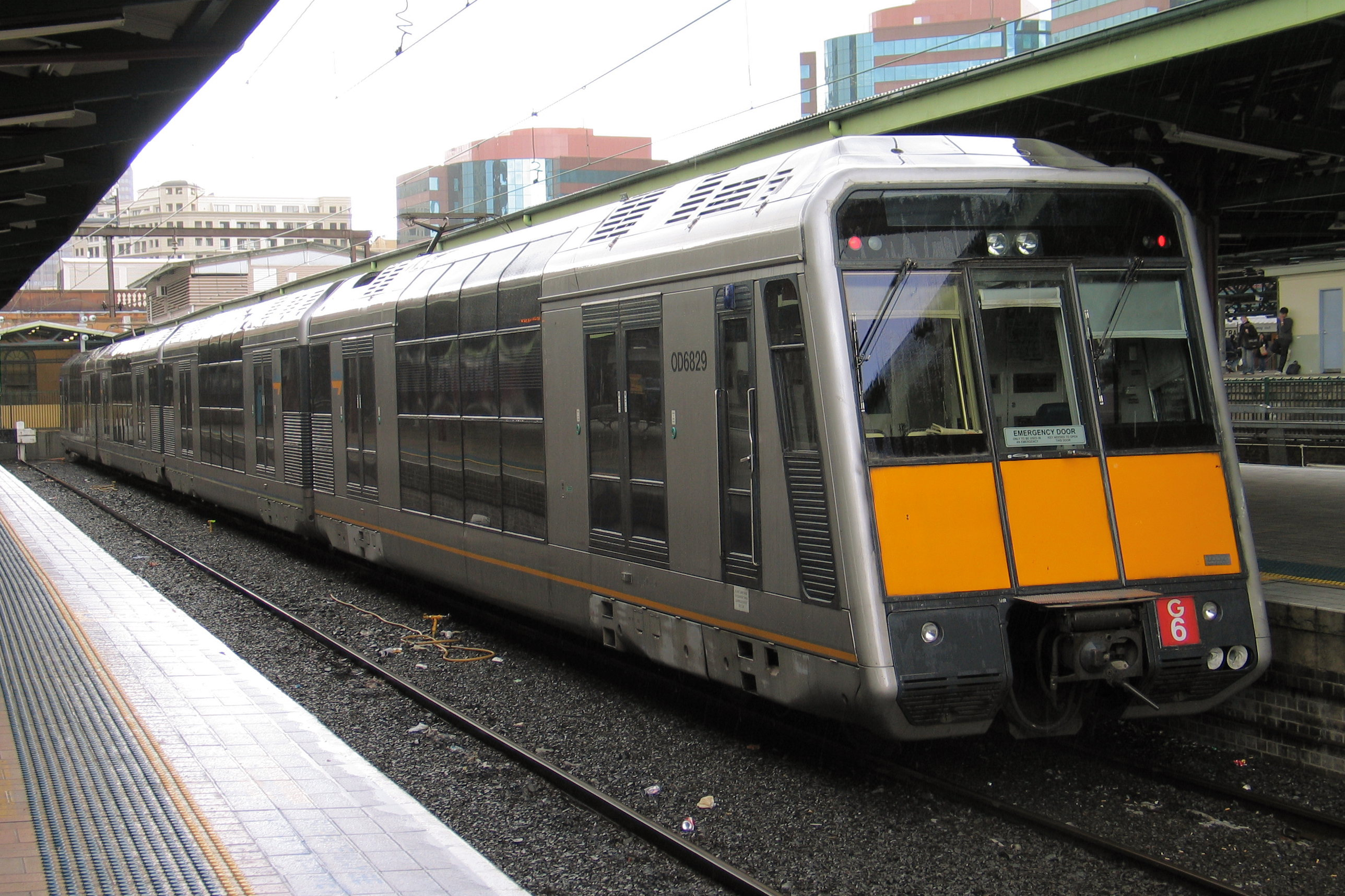
Vierteiliger Doppelstock-Triebwagen der Tangara-Reihe in Sydney

Im Bundesstaat New South Wales werden für den Vorort- und Regionalverkehr um Sydney seit den 1970er Jahren mit Gleichstrom betriebene elektrische Doppelstocktriebzüge eingesetzt.
In mehreren mit Buchstaben bezeichneten Serien sind über tausend Wagen in Dienst, die als vier-, sechs- oder achtteilige Züge verkehren. Die Wagen sind rund 20 Meter lang, 3 Meter breit und 4,4 Meter hoch. Der Großteil der Fahrzeuge gehört zur Waratah-Serie, von der 119 Achtwagenzüge in Betrieb sind.
Auf den drei Intercitylinien von NSW TrainLink werden seit 2023 je 61 vier- und sechsteilige Doppelstockzüge des Typs D Mariyung eingesetzt.

### China

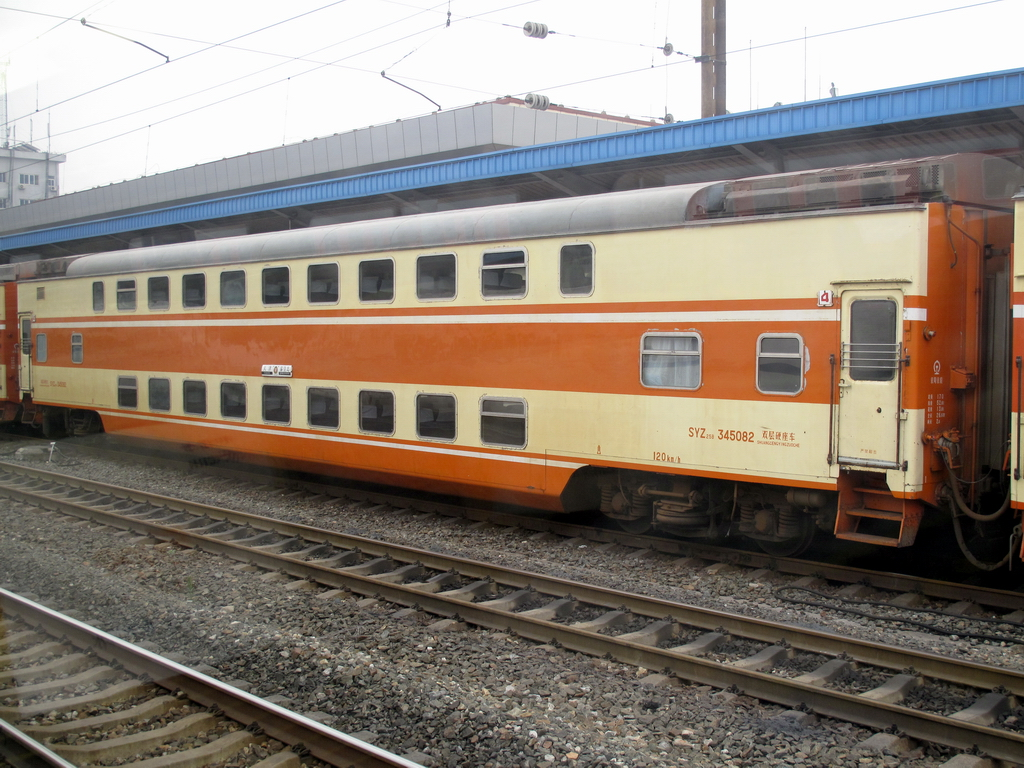
Doppelstöckiger Erste-Klasse-Wagen der Chinesischen Bahn

Bereits in den 1960er Jahren wurden von Qingdao in Sifang ein Triebzug mit doppelstöckigen Zwischenwagen und dieselhydraulischem Antrieb gebaut, der aber nicht in Serienfertigung ging.
Vom CSR Wagenwerk Puscheng in Nanjing wurde 1987 eine kleinere Serie klimatisierte Doppelstockwagen mit gesickten Seitenwände gebaut, die zur Familie der chinesischen Einheitswagen 25 gehören. Die Serie umfasst Sitzwagen zweiter Klasse der Baureihe SYZ25 und Sitzwagen erster Klasse der Baureihe SRZ25. Sie werden zusammen mit den Generatorwagen KD25 eingesetzt, welcher die Versorgung der dreiphasigen Zugsammelschiene mit 380 Volt sicherstellt. Die Wagen werden in Zügen auf Strecken des dicht besiedelten Küstengebietes eingesetzt, die mit einer Höchstgeschwindigkeit von 120 km/h verkehren und meistens Distanzen von weniger als 300 Kilometern zurücklegen.
Ab 1991 erschienen verbesserte Versionen der Doppelstockwagen der Einheitswagen-Familie 25B mit glatten Seitenwänden, die für 140 km/h ausgelegt sind. Die Serie umfasste neben den Sitzwagen zweiter Klasse SYZ25B und erster Klasse SRZ25B neu auch den Liegewagen SYW25B, den Schlafwagen SRW25B und der Speisewagen SCA25B.
Ab 1996 wurde für die Strecke Guangzhou–Shenzhen Doppelstockwagen der Einheitswagen-Familie 25Z gebaut, die erstmals für 160 km/h ausgelegt waren. Die Höchstgeschwindigkeit wurde aber 2008 auf 140 km/h reduziert. Die Serie umfasst Sitzwagen erster Klasse, Halbgepäckwagen mit Sitzen erster Klasse, gepolsterte Zweite-Klasse-Wagen und Speisewagen.
1998 erschienen die Doppelstockwagen der 25K-Familie für eine Höchstgeschwindigkeit von 160 km/h. Es wurden die gleichen Wagenarten wie bei der 25B-Familie gebaut, die Baureihenbezeichnungen sind in der gleichen Reihenfolge wie oben SYZ25K, SRZ25K, SYW25K, SYW25K und SCA25K. Neben CSR Puscheng baute auch die CNR Changchun Doppelstockwagen der 25K-Familie, die aber im Gegensatz zu den Wagen aus Nanjing nicht Endeinstiege haben, zwischen den Drehgestellen angeordnete Tiefeinstiege.
Weiter wurden 1998 zusammen mit Siemens in Tangshan zwei vierteilige doppelstöckige Dieseltriebzüge mit Cummins-Dieselmotoren gebaut, die aber nicht erfolgreich waren. Sie wurden bereits 2006 außer Dienst gestellt und 2011 verschrottet. Ein dritter ähnlicher Zug ist als Inspektionszug immer noch im Einsatz.
Hongkong

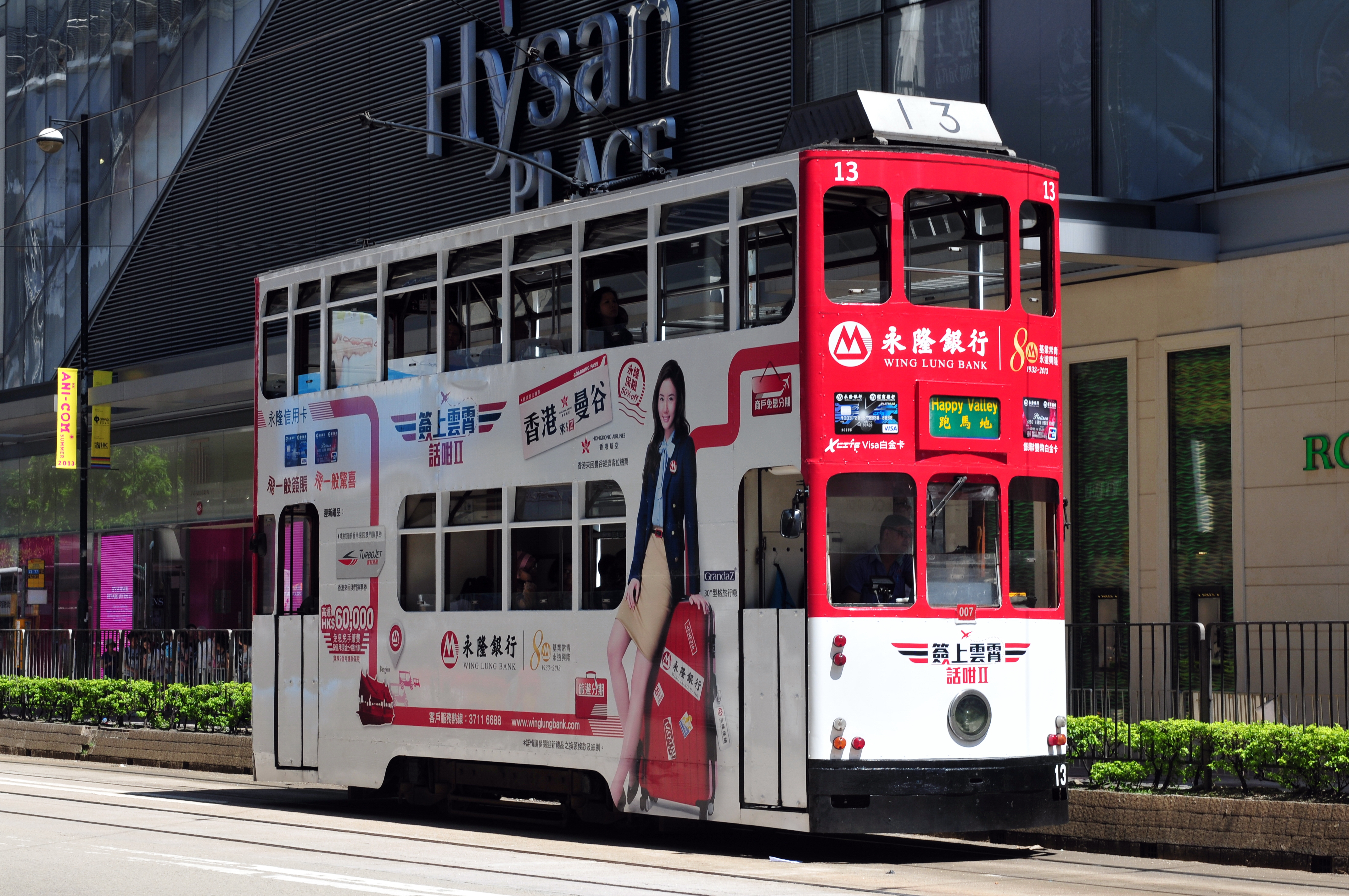
Straßenbahn in Hongkong

In Hongkong verkehrt seit 1904 eine ausschließlich doppelstöckige Straßenbahn. Das Straßenbahnnetz mit Kapspur (1067 Millimeter Spurweite) ist 13 Kilometer lang und teilt sich die Straßen mit anderen Verkehrsmitteln. Als Stromsystem wird 550 Volt Gleichspannung verwendet. Es besteht nur eine Strecke auf der Nordseite von Hong Kong Island.

### Indien
Indian Railways setzt seit 2011 Doppelstockzüge mit klimatisierten Wagen ein. Die Wagen stammen aus der Rail Coach Factory Kapurthala. Der erste Zug verkehrte am 1. Oktober 2011 zwischen Howrah und Dhanbad, der zweite zwischen Bombay und Ahmedabad.
Seit dem 25. April 2013 verkehrt zwischen Chennai und Bengaluru ein Fernzug mit Doppelstockwagen, die 128 Fahrgäste fassen. Die Einstiege liegen über den Drehgestellen. Es sind jeweils zwei Sitze auf einer Seite des Ganges und drei auf der anderen Seite angeordnet.

### Israel

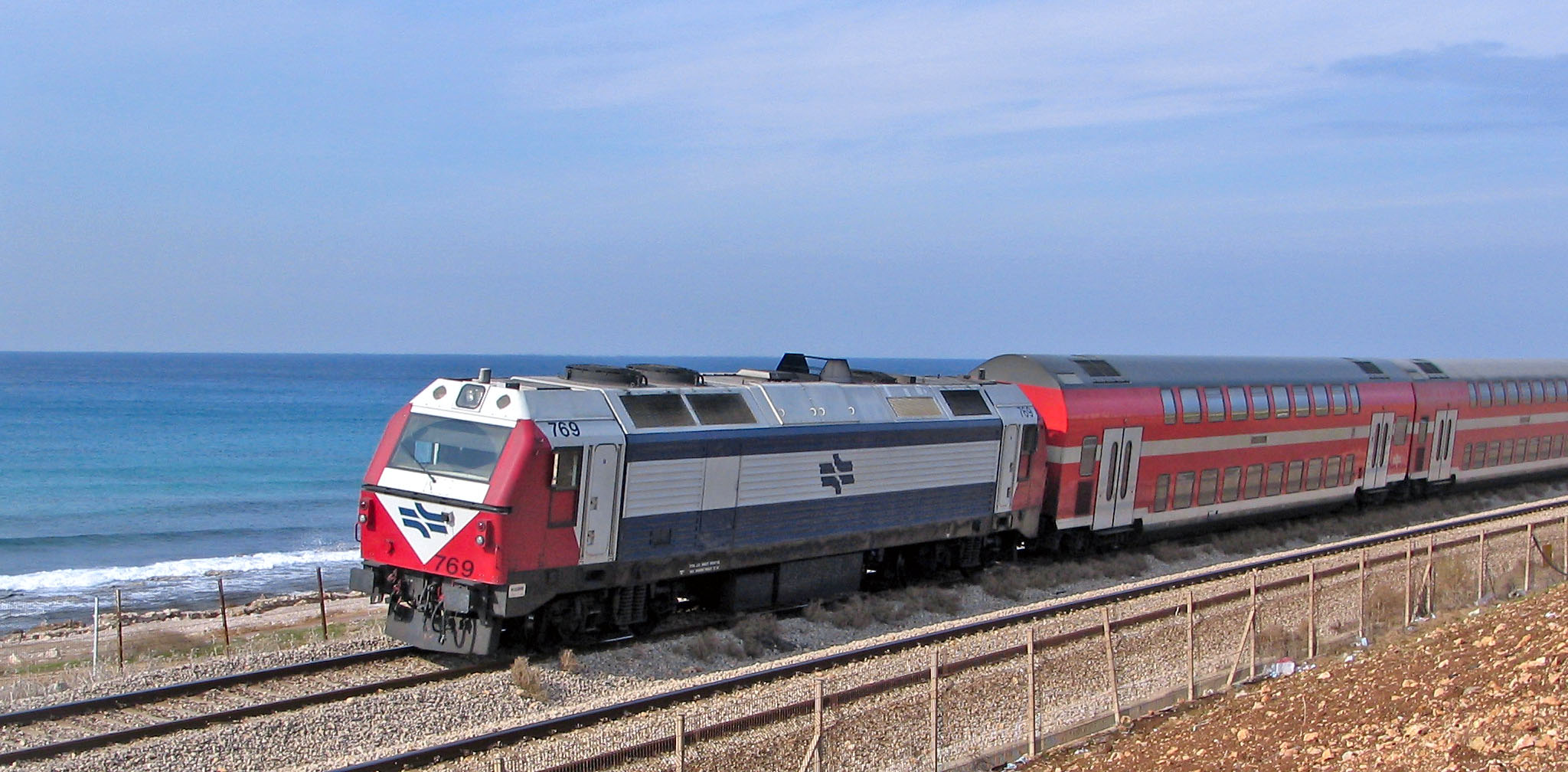
Doppelstockzug in Haifa

1999 bestellte Israel Railways vier Doppelstockzuggarnituren bei Bombardier Transportation in Görlitz, die 2001 per Frachtschiff über Rotterdam nach Israel transportiert wurden. 2010 sind 147 Doppelstockwagen im Einsatz. Im Oktober 2010 wurde ein Rahmenvertrag über insgesamt 78 Wagen geschlossen. Im Januar 2011 erweiterte die IR diesen Liefervertrag um eine Option auf insgesamt 150 Stück zur Lieferung bis 2012. Die ersten Fahrzeuge dieses Vertrages wurden im Oktober 2011 nach Israel verschifft.
Zudem werden Triebzüge des Typs Siemens Desiro HC eingesetzt.

### Japan

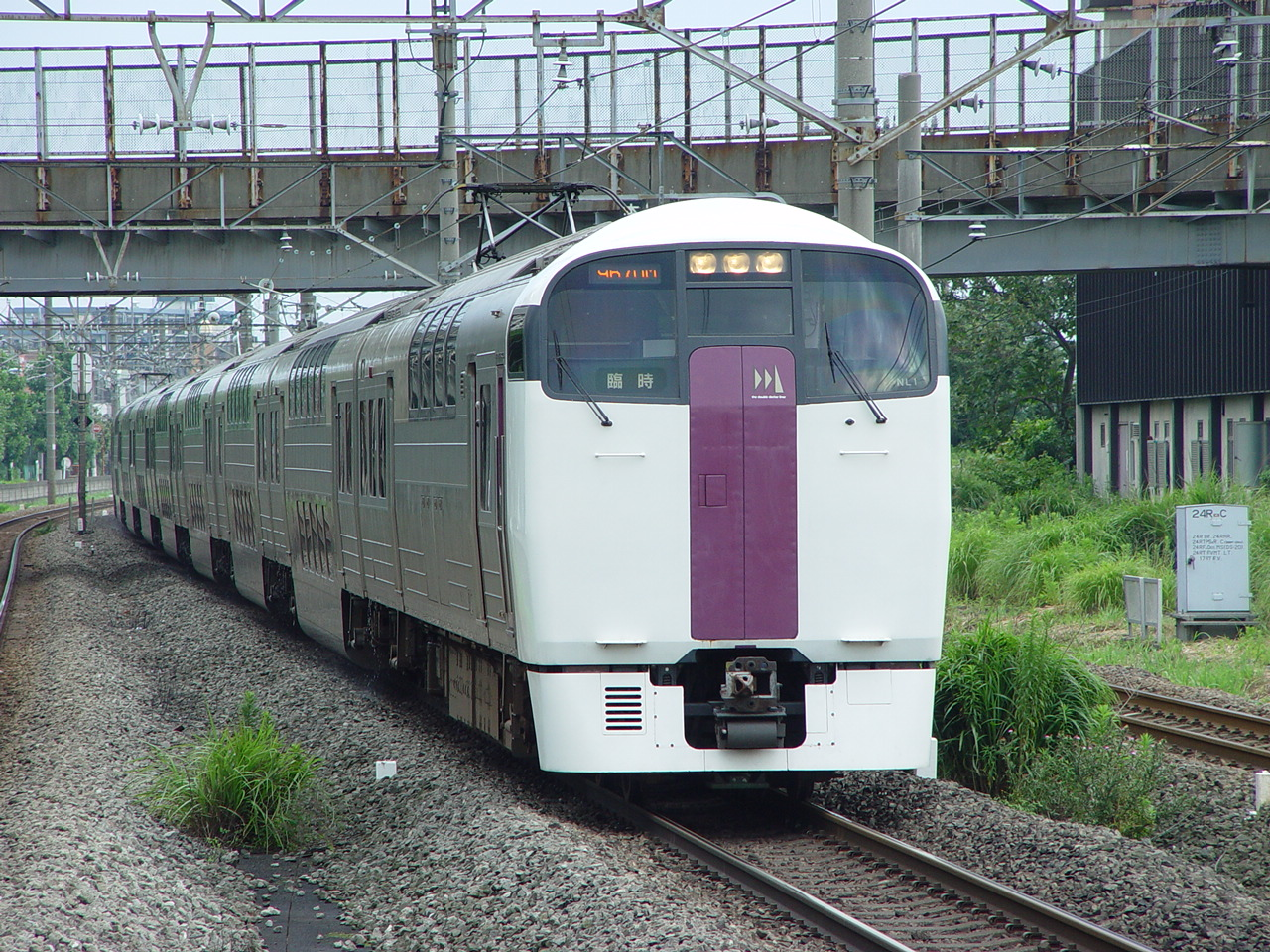
Baureihe E215

#### Straßenbahnen
Doppelstockwagen vom Typ 5 wurden von 1904 bis 1911 bei der Straßenbahn Osaka eingesetzt. Ein Wagen wurde 1953 rekonstruiert, indem auf einem anderen Tw ein Oberdeck aufgebaut wurde. Dieser Tw steht heute in der städtischen Straßenbahnsammlung auf dem U-Bahn-Betriebshof Morinomiya.

#### Regionalverkehr
In Japan werden Doppelstockzüge weniger zur Kapazitätssteigerung, sondern eher als Aussichtswagen oder Green Car (erste Klasse) verwendet. Erstmals wurden Doppelstockwagen bei der Baureihe 10000 als Vista Car der Kintetsu 1958 eingesetzt. Weitere Beispiele dafür sind die andere Baureihen von Kintetsu, JR Shikoku Baureihe 5000, Keihan Baureihe 8000, JR Central Baureihe 371 und die Odakyū Baureihe 2000 RSE.
Im Regionalverkehr rund um Tokyo führte JR East 1989 mit der Baureihe 211 pro Zug zwei Doppelstockwagen ein, die als Green Car (zuschlagpflichtige Erste-Klasse-Wagen) mehr Sitzplätze als ein normaler Triebwagen anbieten. Dieses Prinzip, dass nur etwa zwei Wagen pro Zug (Länge pro Zug bis zu 15 Wagen) doppelstöckig sind, wurde auch bei anderen neueren Baureihen beibehalten, so z. B. E217 (ab 1994), E231 (ab 2004), E233, E235 oder E531 (2006). Davon abgesehen gibt es nur eine einzige Baureihe, die komplett aus Doppelstocktriebwagen für den Regionalverkehr besteht, dies ist der zehnteilige E215.
Für den Ausflugsverkehr von Tokio entlang der Küste nach Südwesten wurden 1990 vier Züge der Baureihe 251 beschafft, die drei Doppelstockwagen enthielten.

#### Shinkansen

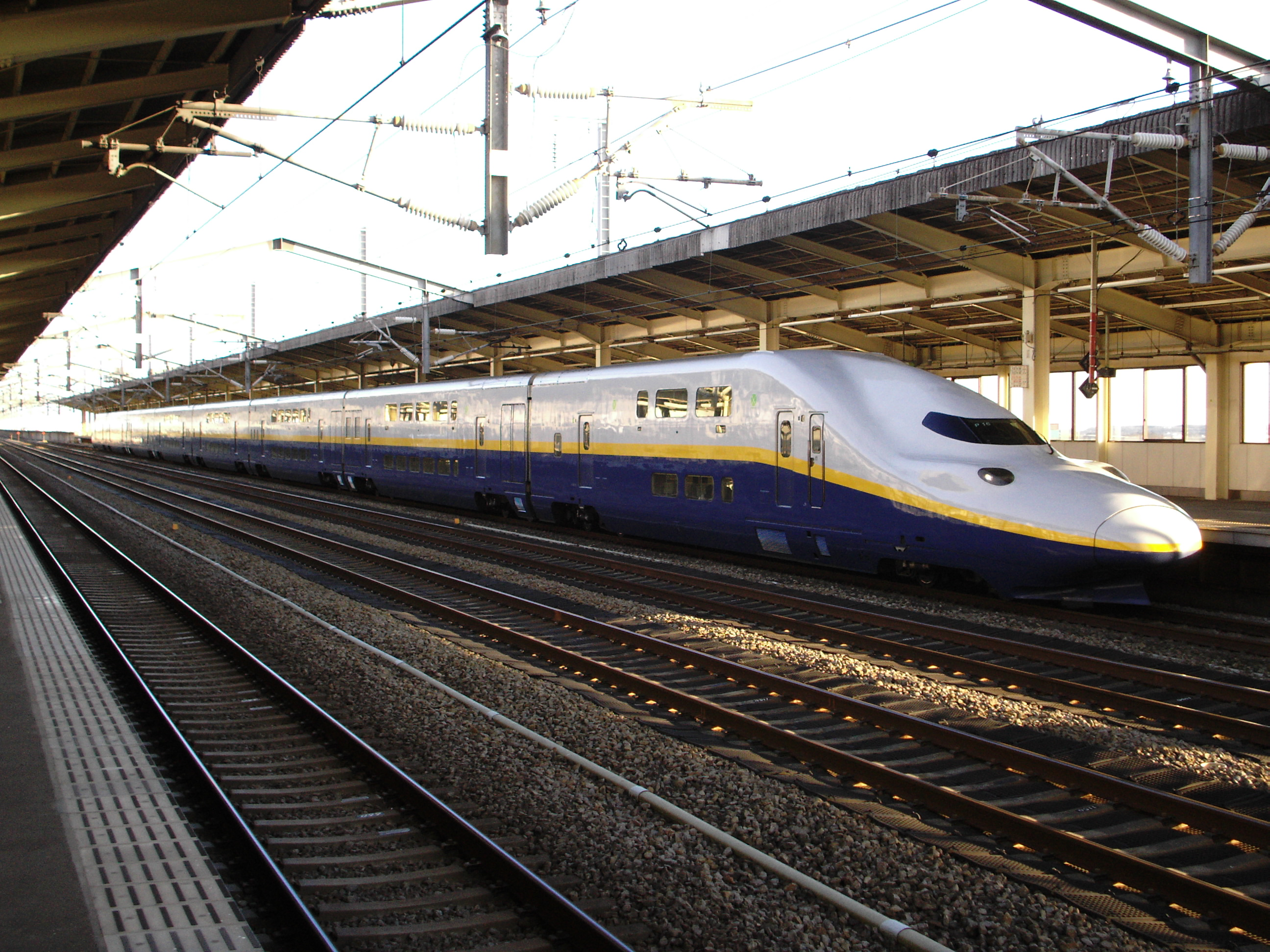
Shinkansen E4

Im Shinkansen-Hochgeschwindigkeitsnetz wurden ab 1986 zwei Doppelstockwagen in die Shinkansen-Baureihe 100 eingefügt, um zu Spitzenstunden eine höhere Kapazität anbieten zu können. Im Oberdeck eines Doppelstockwaggons war ein Restaurant eingerichtet. Bei der Shinkansen-Baureihe 200 gab es auch zwei Doppelstockwagen. Beide Baureihen sind inzwischen abgestellt. Einzelne Wagen werden in Museen erhalten.
Aufgrund der steigenden Fahrgastzahlen wurden für JR East die vollständig doppelstöckigen Baureihen E1 und E4 entwickelt, die pro Zug bis zu 1634 Fahrgäste befördern können. Die zwölfteilige Baureihe E1 war von 1994 bis 2012 im Einsatz, die achtteilige Baureihe E4 war bis Herbst 2021 im Einsatz.
Mit der Einführung neuer Züge und einer Erhöhung der Geschwindigkeit auf den Tohoku- und Joetsu-Shinkansen wurden alle Doppelstocktriebzüge ausgemustert.

#### Nachtzugverkehr

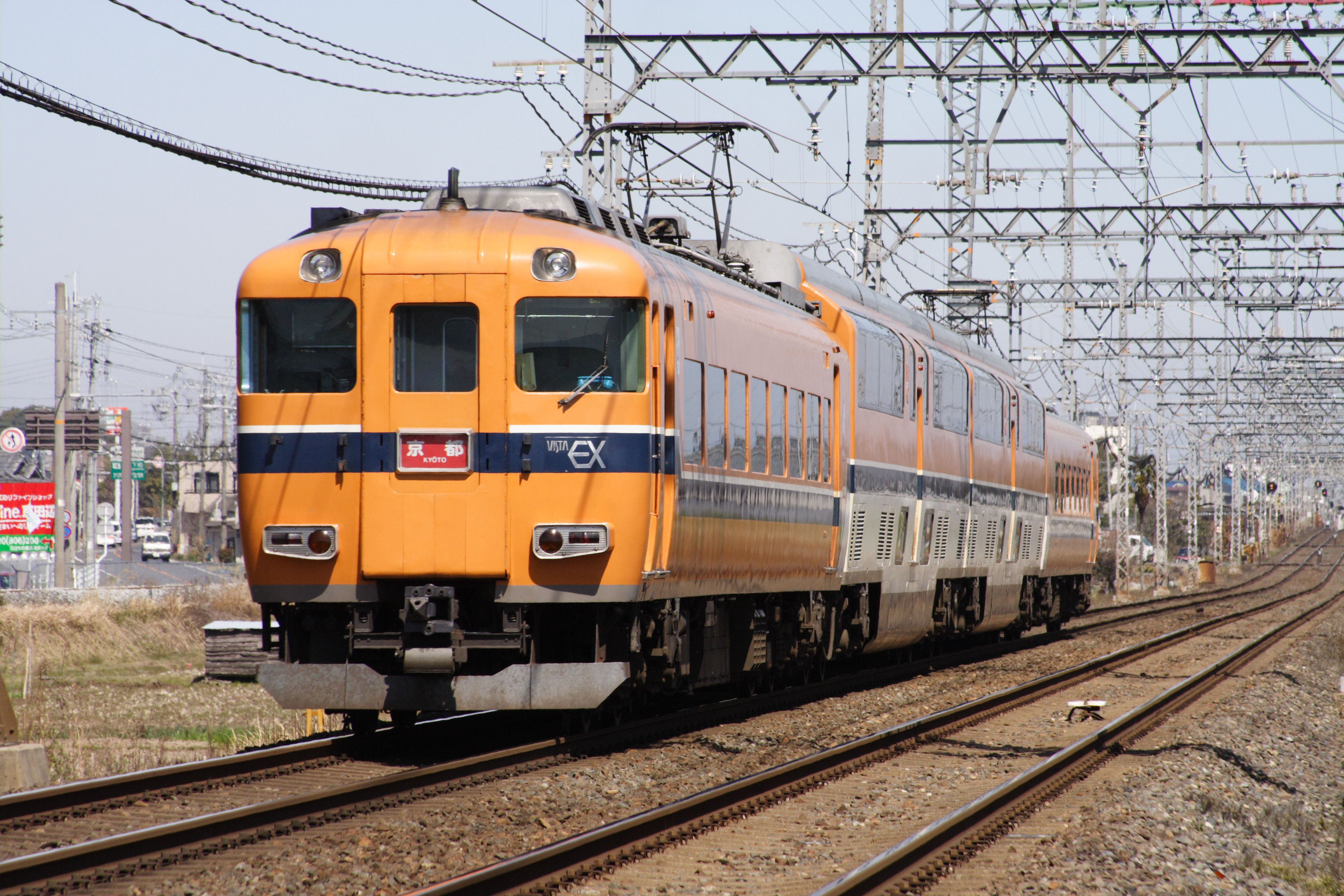
Kintetsu Baureihe 30000

Im Nachtzugverkehr setzt die JR West mit der Baureihe 285 Doppelstocktriebzüge (Baujahr 1997) auf der Route von Tokyo nach Izumo und Takamatsu (Sunrise Izumo/Sunrise Seto) ein. Die Baureihe E26 (Doppelstockwagen in lokbespannten Zügen) fuhr bis 2015, seitdem gibt es in Japan keine lokbespannten Nachtzüge (Blue Train) mehr.

### Kanada

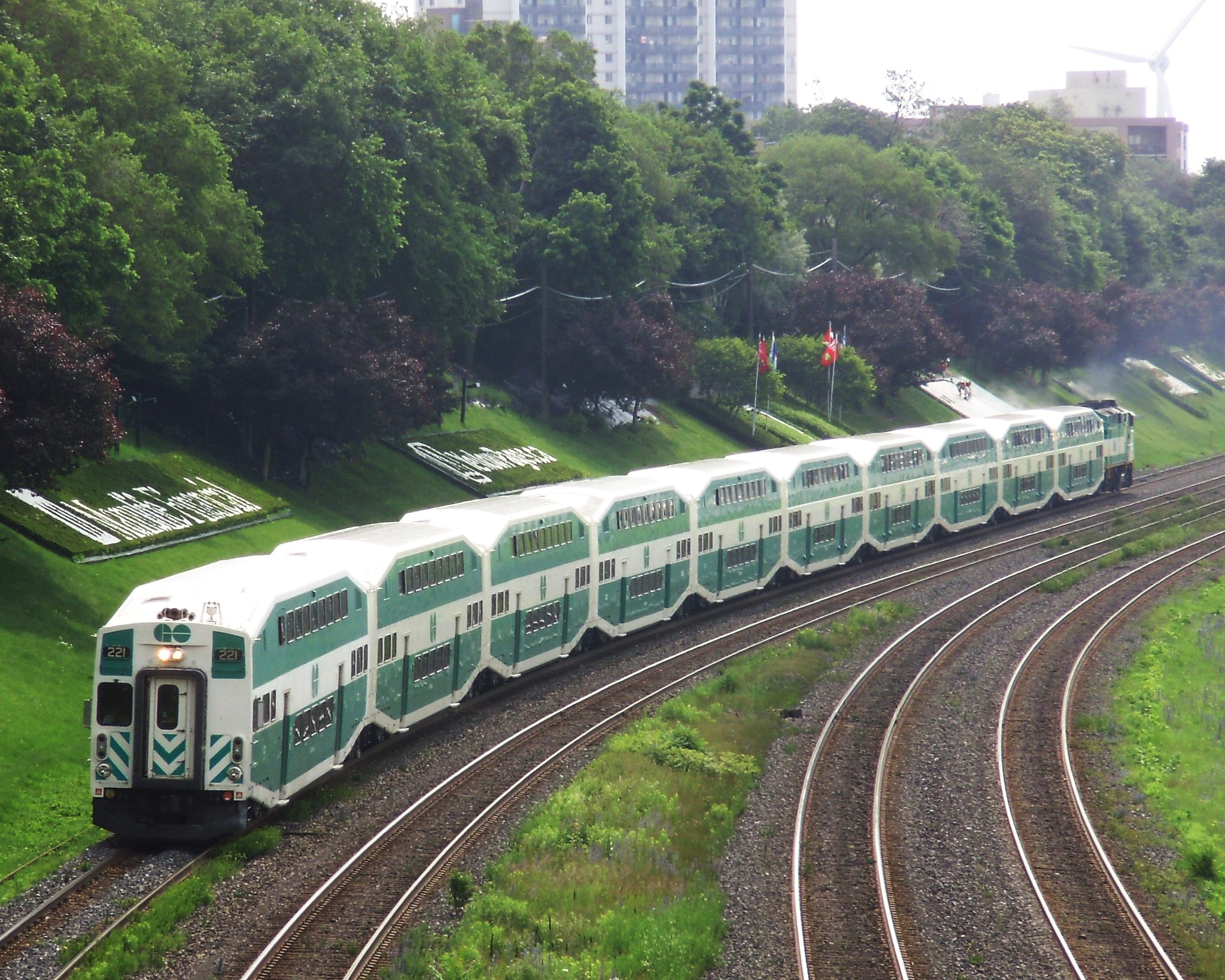
Doppelstockzug von GO Transit

In Kanada setzt GO Transit im Pendelverkehr von und nach Toronto seine charakteristischen BiLevel-Doppelstockzüge (grün-weißes Design mit abgesenkten Einstiegen) mit bis zu 12 Wagen in Dieseltraktion ein. Auch im Vorortverkehr von Montréal (trains de banlieue der Agence métropoliaine de transport) werden zum Teil BiLevel Wagen eingesetzt, aber auch MultiLevel-Wagen. Darüber hinaus verkehrt mit dem West Coast Express ein Pendlerzug mit Doppelstockwagen an der kanadischen Pazifikküste von Vancouver nach Mission.

### USA
In Los Angeles (Metrolink), Miami, Seattle und zahlreichen weiteren Städten mit Vorortverkehr auf Schienen werden die BiLevel-Doppelstockwagen von Bombardier eingesetzt. Diese Wagen können mit tiefliegendem Einstieg auf der unteren Ebene die niedrigen Bahnsteige bedienen.
In Chicago und San Francisco (Caltrain) fahren Gallery-Wagen, deren Oberstock als Galerie ausgebildet ist. Dies ermöglicht dem Zugpersonal die Fahrkartenkontrolle in einem Durchgang vom unteren Stock aus. In Chicago verkehren auf der Chicago South Shore and South Bend Railroad Doppelstock-Interurban-Züge (Highliner).
Die Amtrak setzt in ihren Superliner-Luxuszügen ebenfalls Doppelstockwagen ein. Bei diesen Fahrzeugen befindet sich der größte Teil der Sitze im oberen Stock, im unteren Stock sind ein Abteil, das mit Rollstühlen zugänglich ist, Toiletten und Gepäckablagen untergebracht. Diese Wagen konnten bis in die 1980er Jahre nur westlich von Chicago eingesetzt werden, weil das Lichtraumprofil östlich von Chicago noch nicht ausreichend war. Für den Regionalverkehr in Kalifornien wurden mit den California Car und Surfliner angepasste Superliner mit zwei Türen pro Seite gebaut.
Die Colorado Railcar Manufacturing baute von 1988 bis 2008 doppelstöckige Triebwagen und Triebzüge.
Im Vorortsverkehr von New York setzt New Jersey Transit Bombardier-MultiLevel-Doppelstockwagen ein. Diese Wagen können sowohl Tiefbahnsteige wie auch Hochbahnsteige bedienen.